# Kalaschnikow
Kalaschnikow (russisch Кала́шников) ist die verbreitete Bezeichnung einer Reihe von sowjetisch-russischen Sturm- und Maschinengewehren, die auf dem Urmodell AK (russisch автомат Калашникова, deutsch Automat Kalaschnikows) basieren und nach dessen Entwickler Michail Timofejewitsch Kalaschnikow benannt sind. Eine seltene Schreibweise lautet Kalaschnikoff.
Das für die 1943 vorgestellte Patrone 7,62 × 39 mm entwickelte Urmodell wurde im Jahre 1949 in die Bewaffnung der Roten Armee übernommen und wird nach dem Jahr der ersten Prototypen auch AK-47 für Awtomat Kalaschnikowa, obrasza 47 (russisch Автомат Калашникова образца 47, образца ‚Typ‘, ‚Modell‘) genannt. Im englischen Sprachraum wurde diese Bezeichnung für die gesamte Waffenfamilie übernommen.
Die zwischen herkömmlichen Maschinenpistolen in Pistolenkalibern und Schnellfeuergewehren für starke Gewehrmunition einzuordnende Waffe wurde in der Terminologie vieler Staaten des Warschauer Vertrages als Maschinenpistole („MPi-K“) bezeichnet. Nach westlicher Definition wird diese Konzeption mit einer Mittelpatrone wiederum zu den Sturmgewehren gezählt. Auch die NVA bezeichnete die Kalaschnikow als Maschinenpistole, während Sturmgewehr in der DDR nicht gebräuchlich war. In Russland und den Ländern der ehemaligen UdSSR nennt man diese Waffen schlicht Автомат (transkr. Awtomat), zu deutsch Automat.
Schätzungen gehen von 80 bis 100 Millionen produzierten Exemplaren der diversen Modelle und Nachbauten dieser Baureihe aus. Neben der Sowjetunion rüsteten etwa 60 Staaten ihre Armeen mit den Modellen der Kalaschnikow-Baureihe aus. Hergestellt werden die Gewehre von den Ischmasch in Ischewsk und den Tulaer Waffenwerken in Tula. Zudem gibt es eine große Anzahl von Lizenzbauten und Kopien in anderen Staaten, wozu die einfache Herstellung der Waffe und ihre Robustheit auch unter schwierigen Gelände- und Klimabedingungen beitrug.

## Geschichte

### Vorläufer

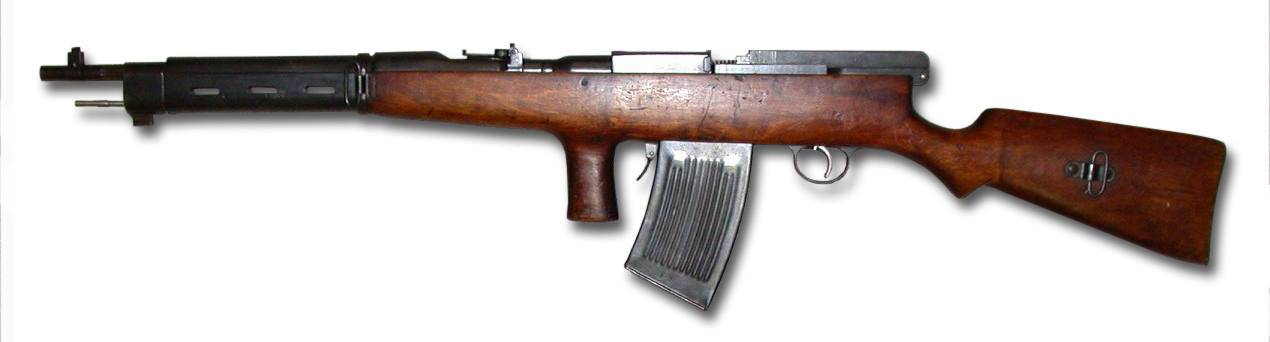
Awtomat Fjodorowa

Beeindruckt von der Feuerkraft der Maschinengewehre, die im Russisch-Japanischen Krieg von 1904 bis 1905 erstmals in großer Stückzahl eingesetzt worden waren, beschloss der russische Generalleutnant Wladimir Grigorjewitsch Fjodorow, eine neue Waffe zu schaffen. Diese Waffe sollte es dem normalen Soldaten ermöglichen, diese Feuerkraft bei Bedarf mit seinem Gewehr abzugeben. Etwa 1913 entstand mit dem Awtomat Fjodorowa ein Gewehr, mit dem im Einzel- oder Dauerfeuer geschossen werden konnte und das für eine eigens entwickelte Patrone eingerichtet war. Die Waffe funktionierte als Rückstoßlader mit kurz zurückgleitendem Lauf. Obwohl der Fjodorows Automat schwer und teuer in der Herstellung war, bekundete die zaristische Militärführung ihr Interesse an der Waffe, jedoch nicht an der Einführung der neuen Patrone. So arbeitete Fjodorow sein Modell für die japanische Patrone 6,5 × 50 mm HR um, die zu der Zeit in Russland produziert wurde. Bei dieser Patrone handelte es sich zwar noch nicht um eine moderne Mittelpatrone, aber ihr Rückstoß machte das stabile Halten der Waffe bei kurzen Feuerstößen möglich. Als der Erste Weltkrieg ausbrach, wurden einige tausend Stück des Awtomat Fjodorowa an der Ostfront eingesetzt. Da die Armeeführung jedoch das Konzept des Schnellfeuers für den normalen Soldaten nicht verstand, wurden die verfügbaren Awtomat Fjodorowa in der Rolle eines leichten Maschinengewehrs eingesetzt. Später entstand mit dem Awtomat Fjodorowa Tokarewa eine für diese Rolle optimierte Version mit Zweibein und Kühlmantel für den Lauf. Erst im russischen Bürgerkrieg mit seinen unklaren Fronten und der beweglichen Kriegsführung erkannten die Bolschewiki, auf deren Seite sich Fjodorow gestellt hatte, den taktischen Wert des Dauerfeuers aus einem Infanteriegewehr. Unter den Bolschewiki wurden 3200 Exemplare des Awtomat Fjodorowa hergestellt und eingesetzt. Nach der Beendigung des russischen Bürgerkrieges beschloss jedoch die Militärführung der Roten Armee, dass die Patrone 6,5 × 50 mm HR aus der Logistik entfernt werden sollte, um mit der Patrone 7,62 × 54 mm R nur noch eine einzige Patrone für Infanteriegewehre und Maschinengewehre zu haben. Es wurde zwar versucht, den Awtomat Fjodorowa auf 7,62 × 54 mm R umzurüsten, aber die stärkere Leistung der Patrone machte das Gewehr bei Dauerfeuer unkontrollierbar. Während seiner Tätigkeit als Entwickler verfasste Fjodorow zwei Bücher: Awtomatitscheskowo Oruschie und Evoljuzija Strelkowo Oruschija. In letzterem beschreibt er unter anderem das Konzept einer leichten Infanteriewaffe für das Abgeben längerer Feuerstöße.

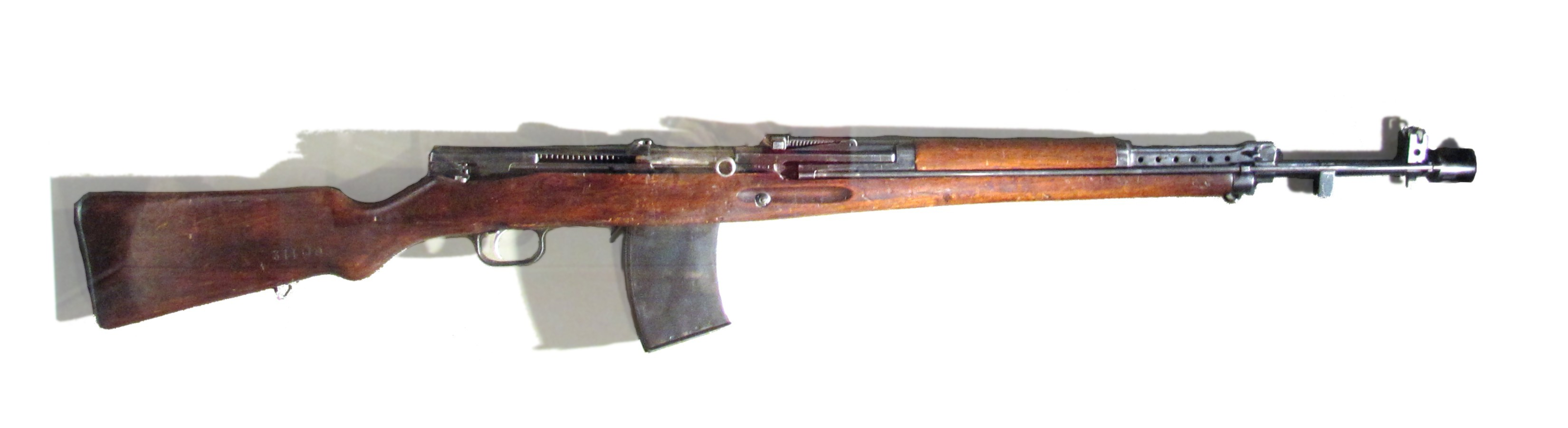
Simonow AWS-36

Im finnischen Winterkrieg blieb die sowjetische Führung unbeeindruckt vom erfolgreichen Einsatz der noch verbliebenen Awtomat Fjodorowa besonders in den finnischen Wäldern. Man konzentrierte sich stattdessen auf die zügige Entwicklung von Maschinenpistolen, da man von der Leistung der finnischen Suomi M-31 beeindruckter war. Geplant war dabei ein zukünftiges Zusammenspiel aus Maschinenpistole und Selbstladegewehr. Dabei bot der erste erfolgversprechende Kandidat für das neue Selbstladegewehr, das AWS-36 von Sergei Gawrilowitsch Simonow, einen optionalen vollautomatischen Feuermodus an, der jedoch wegen der Patrone 7,62 × 54 mm R ebenfalls unkontrollierbar war, trotz der extra entwickelten Mündungsbremse. Auch die später in großer Stückzahl eingeführten Selbstladegewehre SWT-38 und SWT-40 gab es in geringer Stückzahl als AWT-38 und AWT-40 mit optionalem Dauerfeuer, das jedoch noch schlechter zu kontrollieren war als beim AWS-38, da eine entsprechende Mündungsbremse fehlte.

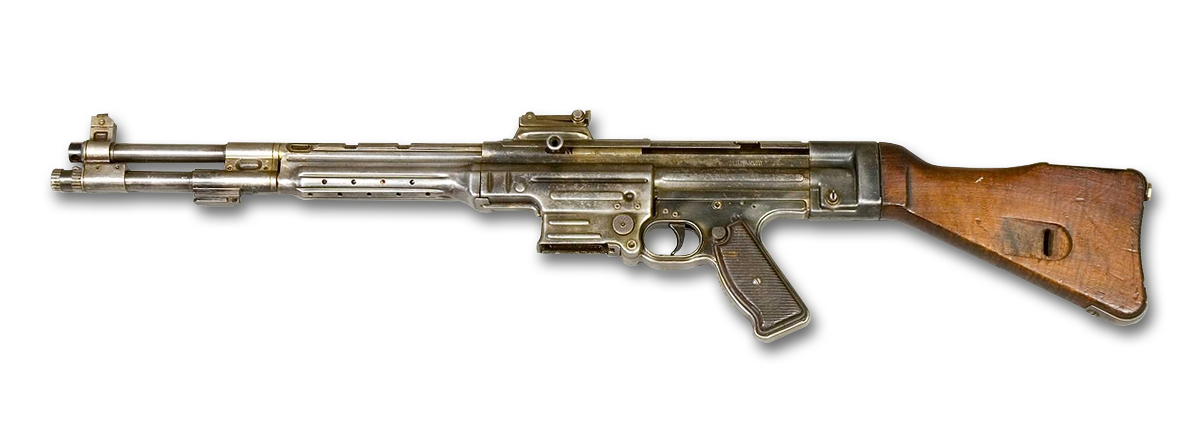
Mkb.42 Haenel / MP43A

Erst als die Sowjetarmee im Zweiten Weltkrieg im April 1942 in der Schlacht um Cholm an der Ostfront auf den deutschen Maschinenkarabiner 42 in Haenel-Bauweise, kurz Mkb.42(h), traf, wurde die Entwicklung vergleichbarer sowjetischer Waffen wieder aufgenommen. Beim MkB.42(h) handelte es sich um eine leichte Infanteriewaffe, mit der aus einem 30-Schuss-Magazin Einzel- und Dauerfeuer abgegeben werden konnte, dabei ließ sich die Waffe auch bei langen Feuerstößen gut im Ziel halten, eingerichtet war die Waffe für die deutsche Kurzpatrone 7,92 × 33 mm. Um die Entwicklung einer ähnlichen Waffe zu ermöglichen, erlaubte die sowjetische Militärführung die Arbeit an einer neuen Patrone, die unter strenger Geheimhaltung entwickelt wurde. Bekannt ist unter anderem nur, dass die beiden Ingenieure N. M. Jelisarow (russisch Н.М. Елизаров) und P. W. Rjasanow (russisch П.В. Рязанов) federführend waren. 1942 wurde die erste sowjetische Kurzpatrone 7,62 × 41 mm intern vorgestellt und ein Wettbewerb für eine passende automatische Waffe ausgerufen, an dem einige namhafte sowie unbekannte sowjetische Konstrukteure teilnahmen. Unter anderem entstanden:
- AS-44 Awtomat Sudajewa von Alexei Iwanowitsch Sudajew (russisch Алексей Иванович Судаев)

- AT-44 Awtomat Tokarewa von Fjodor Wassiljewitsch Tokarew (russisch Фёдор Васильевич Токарев)

- AK-44 Awtomat Korowina von Sergei Alexandrowitsch Korowin (russisch Сергей Александрович Коровин)

- AB-44 Awtomat Bulkina von Alexei Alexejewitsch Bulkin (russisch Алексей Алексеевич Булкин)

- ASch-44 Awtomat Schpagina von Georgi Semjonowitsch Schpagin (russisch Георгий Семёнович Шпагин)[19]

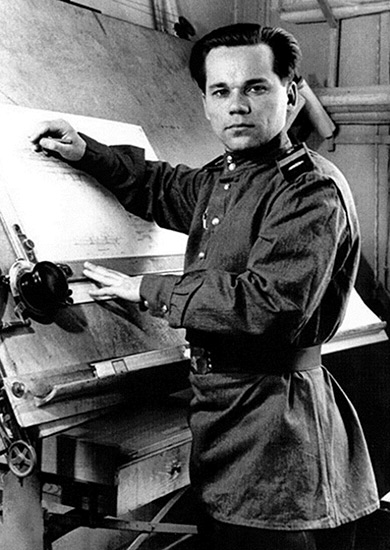
Michail Timofejewitsch Kalaschnikow

Michail Kalaschnikows Beitrag bestand aus einem Selbstladekarabiner und noch nicht aus dem geforderten Schnellfeuergewehr. Aufgrund ballistischer Probleme unter arktischen Bedingungen, wurde zum Jahreswechsel 1947/48 die Hülse der 7,62×41-mm-Patrone um 2 mm gekürzt und es entstand die Patrone 7,62 × 39 mm M43, für die ebenfalls ein Wettbewerb ausgerufen wurde, an dem Kalaschnikow mit seinem Modell AK-47 teilnahm und schließlich gewann. Dabei enthielt sein Modell viele Merkmale von Bulkins AB-44, da dieser kurz zuvor verstorben war und Kalaschnikow die Pläne von dessen Witwe erhalten hatte. Als Sieger aus dem Wettbewerb hervorgegangen, bekam Kalaschnikow ein eigenes Konstruktionsbüro mit qualifizierten Mitarbeitern zugewiesen und begann seine Arbeit. Diese wurde unter strengster Geheimhaltung durchgeführt und führte 1948 zur frühen Serienreife des AK-47 Typ 1.

### Verhältnis zum SKS-45

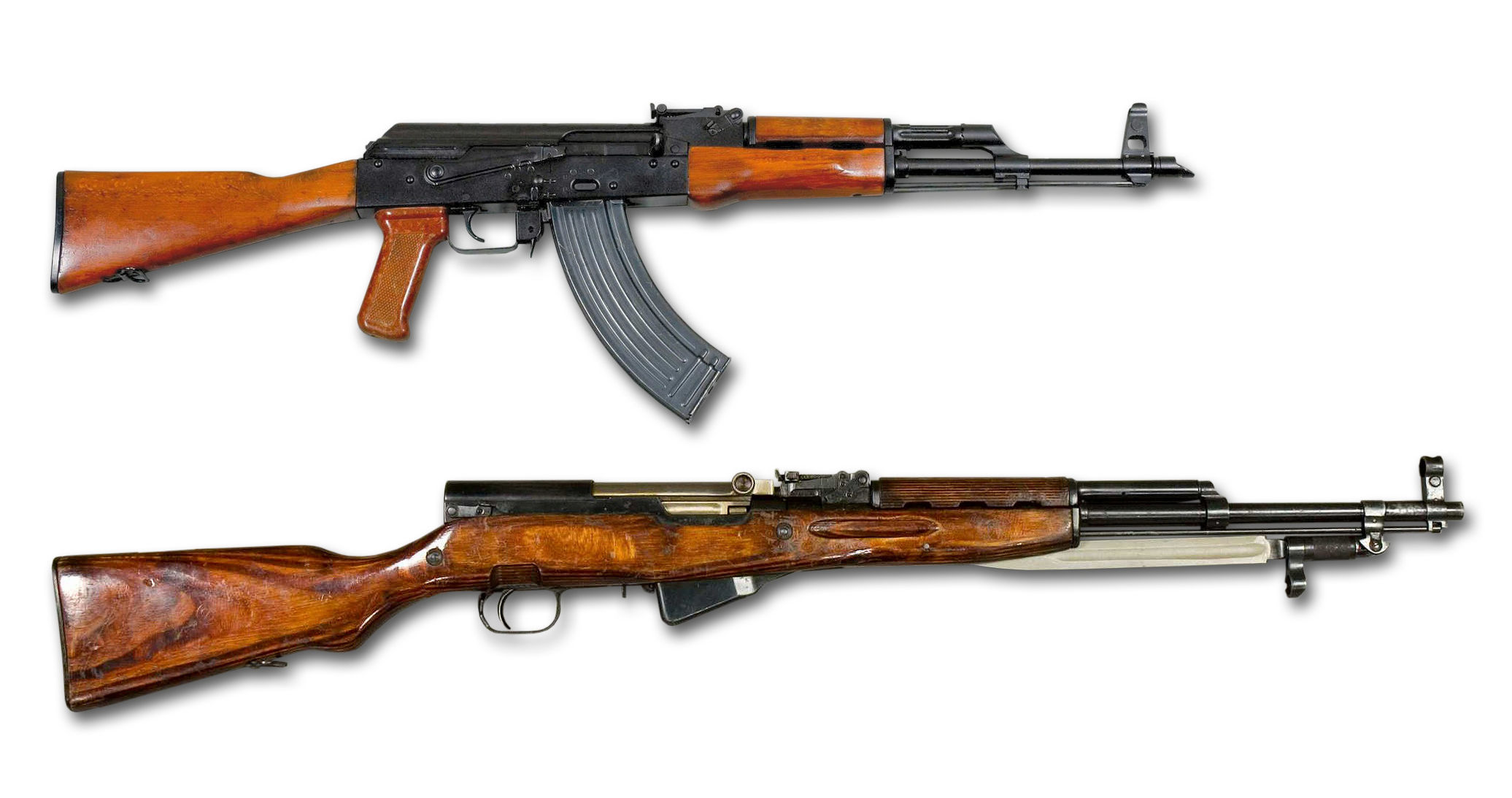
AKM und SKS-45

In der Fachliteratur und den historischen Quellen gibt es widersprüchliche Angaben zum Verhältnis zwischen AK-47 und SKS-45. Einige Quellen geben an, dass geplant gewesen sei, beide Modelle nebeneinander einzusetzen. Nach dem alten Konzept von Maschinenpistole und Selbstladegewehr, das aus dem Zweiten Weltkrieg erwachsen war, sollte dem SKS-45 die Rolle des Selbstladegewehrs zukommen und dem AK-47 die Rolle der Maschinenpistole. Als man jedoch bemerkte, dass das AK-47 in Sachen Präzision und Reichweite dem SKS-45 nur minimal unterlegen war, hätte man das SKS-45 zum Großteil ausgemustert und eine durchgehende Einführung des AK-47 bevorzugt. Nach anderen Quellen jedoch wurde das SKS-45 eingeführt, um die Zeit zu überbrücken, die das AK-47 benötigte, um in die finale Serienproduktion zu gehen.

## Taktische Konzeption
In der Militärdoktrin der sowjetischen Armee kam dem AK-47 vor allem eine große Rolle im Angriff zu. So sollten Schützenpanzer auf breiter Front Infanterie nah genug an den Feind heranbringen, so dass dieser in der Reichweite für ungezieltes Deckungsfeuer der Infanterie lag. Die einzelnen Schützen sollten nach dem Absitzen den Feind während ihres weiteren Vorrückens mit ungezielten längeren Feuerstößen aus der Hüfte niederhalten und erst dann zu gezieltem Einzelschuss übergehen, wenn einzelne Ziele erkennbar waren und die Schützen sich in Deckung begeben konnten. Aus diesem Grund ist das ursprüngliche AK-47 (Typ 1-3) in seiner Ergonomie für Einzelschüsse optimiert und lässt sich im gezielten Dauerfeuer nur schwer unter Kontrolle halten. Im Kontrast dazu waren die deutschen Maschinenkarabiner von 1942 so konzipiert, dass mit ihnen deutlich längere gezielte Feuerstöße abgegeben werden konnten. Der Schütze sollte den Feind solange mit Einzelfeuer bekämpfen, bis er nahe genug war, dass man ihn mit kurzen Feuerstößen gezielt bekämpfen konnte.

## AK-47

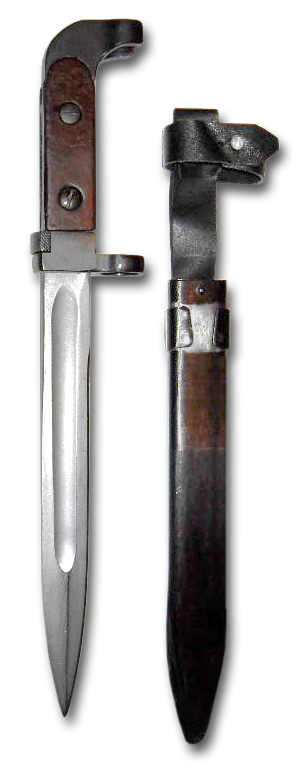
AK-Bajonett 6Ch2 (russisch 6Х2)

Das eigentliche oder ursprüngliche russische AK-47 wird in drei Gruppen zu je zwei Modellen unterteilt.
Typ I: Das erste serienmäßig produzierte Modell war das AK-47 Typ I. Sein Waffengehäuse war zum Teil aus Stahlblech geprägt und wird zum anderen von einem massiven Schildzapfen gebildet, in dem die Verriegelungswarzen eingriffen. Der Typ I wurde von 1948 bis 1949 produziert. Gut zu erkennen ist der Typ I an zwei horizontal angeordneten Nieten über dem Magazinschacht und dem unten abgerundeten Pistolengriff.
Vom AK-47 Typ I existiert eine Version mit unter die Waffe klappbarer Schulterstütze, das AKS-47 (russisch Автомат Калашникова складной образца 1947 года, transkr.: Avtomat Kalašnikova skladnoj obrazca 1947 goda, deutsch Automat Kalaschnikow klappbar Modell 1947tes Jahr) genannt wird, seltener auch AK-47s. Die Schulterstütze erschwerte jedoch in eingeklapptem Zustand die Bedienung des Feuerwahlhebels. Im englischen Sprachraum wird das Waffengehäuse des AK-47 Typ I mit fester Schulterstütze Typ 1A, das mit klappbarer Schulterstütze Typ 1B genannt.
Zum Typ I gab es ein Seitengewehr, das 6Ch2. Dieses wurde unter den Lauf befestigt und mit einem Ring über die Mündung gepflanzt, das Seitengewehr verriegelt an zwei Zähnen unter dem Kornträger. Zum Typ I existiert ein Granatgerät in Form eines Schießbechers, dieses Gerät war aber nicht weit verbreitet. Vom Typ I wurden nur wenige Exemplare produziert.
Beim AK-47 Typ I kam es zu massiven Problemen mit dem Blechprägeverfahren, die Anzahl an Gehäusen, die noch in der Fabrik ausgesondert werden mussten, betrug bis zu 50 %, auch entsprach die Lebenserwartung der Waffen im Einsatz nicht den Vorstellungen. Das mit dem Typ I ausgegebene Magazin bestand aus Stahlblech, das an den Seiten flach war. Das Magazin hatte eine Kapazität von 30 Patronen.
Typ II: Das zweite Modell war das AK-47 Typ II. Dieses wurde nicht mehr im Blechprägeverfahren, sondern im Fräsverfahren produziert. Bei einem Typ II besteht das gesamte Gehäuse samt Schildzapfen aus einem massiven Block. Das Typ II wurde von 1949 bis 1953 produziert und ist gut an einer rechteckigen Aussparung über dem Magazinschacht zu erkennen, der parallel zum Lauf verläuft. Auch münden jetzt Pistolengriff und Festschaft nicht mehr direkt an das Gehäuse, sondern haben jeweils einen Metallschuh als Übergang. Auch vom Typ II existiert eine Version mit unter die Waffe klappbarer Schulterstütze, diese wird ebenfalls AKS-47 genannt. Im englischen Sprachraum bezeichnet man das Gehäuse des Typ II mit Festschaft als Typ 2A und das der Version mit Klappschaft als Typ 2B. Wegen seines aus einem Block Stahl gefrästen Gehäuses gilt dieses Modell als robuster, präziser und langlebiger als die Modelle mit Pressstahl-Gehäuse. Mit dem Typ II wurde eine verbesserte Form des Stahlblech-Magazins eingeführt, dieses war durch Rippen verstärkt und somit robuster; dieser Magazintyp ist bis heute in Gebrauch. Mit Hilfe eines Adapters können diese Magazine mit Ladestreifen geladen werden, wenn sie sich nicht in der Waffe befinden. Vom Typ II wurden das erste Mal größere Stückzahlen gefertigt. Das Typ II kam das erste Mal während der Niederschlagung des Ungarnaufstandes 1956 zum Einsatz. Dort geriet das AK-47 erstmals in den Blick der Weltöffentlichkeit.

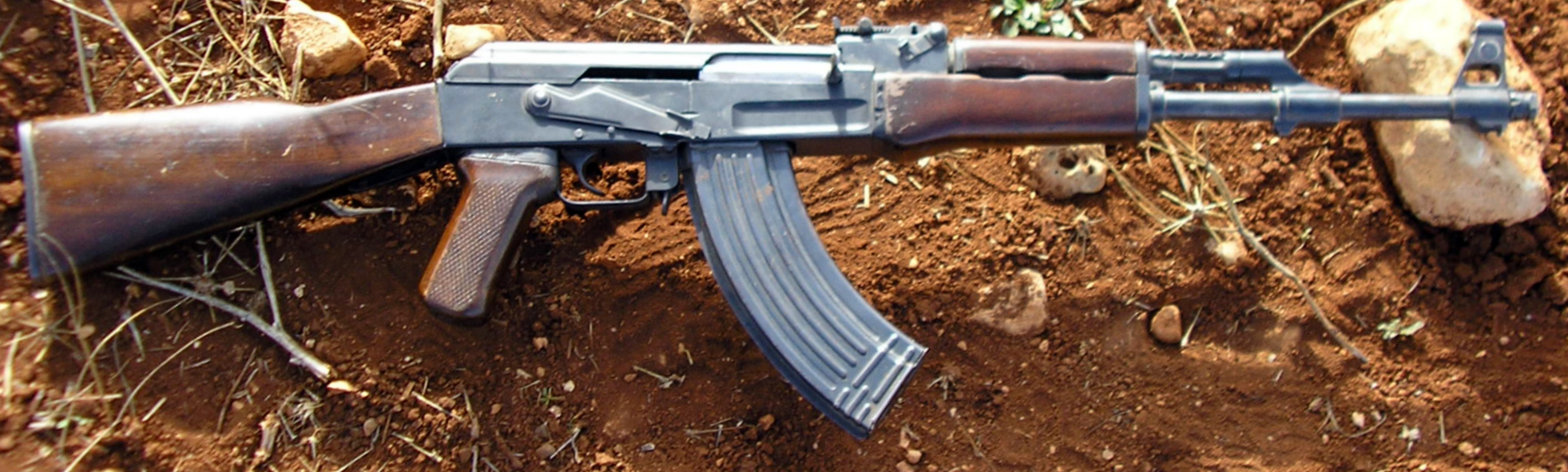
AK-47 Typ III

Typ III: Das dritte Modell erhielt größtenteils kleinere Änderungen; die wohl größte war, dass nun eine neue Anbringung für die feste Schulterstütze gefunden wurde. Der Typ III wurde von 1953 bis 1959 produziert und unterscheidet sich von Typ II durch den fehlenden Schuh an der festen Schulterstütze und der nun parallel zum Gehäuse verlaufenden Aussparung über dem Magazinschacht. Auch vom Typ III gibt es eine Version mit unter das Gehäuse klappbarer Schulterstütze. Diese behält den Namen AKS-47 bei. Im englischen Sprachraum wird das Gehäuse des Typs III mit Festschaft Typ 3A und das mit Schulterstütze Typ 3B genannt. Vom Typ III gab es eine Version mit einer Schwalbenschwanz-Montage, die an der hinteren linken Gehäuseseite angebracht war. Diese ermöglichte das Anbringen von Nachtsichtzielhilfen. Diese Version wird in einigen Quellen AK-47N genannt (russisch Автомат Калашникова образца 1947 года ночь, transkr.: Avtomat Kalašnikova obrazca 1947 goda nočʹ, deutsch Automat Kalaschnikow Modell 1947es Jahr Nacht). Der Typ III ist die am weitesten verbreitete Version des ursprünglichen AK-47 und das erste Modell, das auch von anderen Ländern in Lizenz produziert wurde. Zu den Lizenznehmern gehörten Bulgarien (AKK, AKKS), die Volksrepublik China (Typ 56, Typ 56), Nordkorea (Typ-58), die DDR (MPi-K, MPi-KS), Ungarn (AK-55), Polen (KbK AK, KbK AKS), Jugoslawien (M64, M64B).
RPK (russisch Ручной Пулемёт Калашникова, transkr.: Ručnoj Pulemët Kalašnikova, deutsch Handmaschinengewehr Kalaschnikow), seltener RPK-47. Es ist die leichte Maschinengewehr-Variante des AK-47. Mit dem ab 1945 produzierten leichten Maschinengewehr RPD im Kaliber 7,62 × 39 mm M43 hatte man gute Erfahrungen gemacht. Nach der Einführung des AK-47 wollte man jedoch eine leichte Unterstützungswaffe. Dazu wurde ein längerer sowie schwererer Lauf angebracht und ein Zweibein mit ausgegeben, zudem wurden ein großer Anschlagschaft mit Fischbauchform angebracht und ein Schiebevisier mit zusätzlicher Seitenwindeinstellung. Die Waffe ist ansonsten weitgehend mit dem AK-47 Typ III identisch und es werden in der Logistik nur wenige zusätzliche Ersatzteile benötigt. Auch kann das RPK mit den 30-Schuss-Magazinen des AK-47 geladen werden. Sollte dem MG-Schützen die Munition ausgehen, kann er von regulären AK-47-Schützen versorgt werden. Der RPK-Schütze selber erhält entweder 75-Schuss-Trommelmagazine oder 40-Schuss-Kurvenmagazine. Letztere gelten als zuverlässiger. Die RPK-Magazine können auch am AK-47 verwendet werden.

## AKM

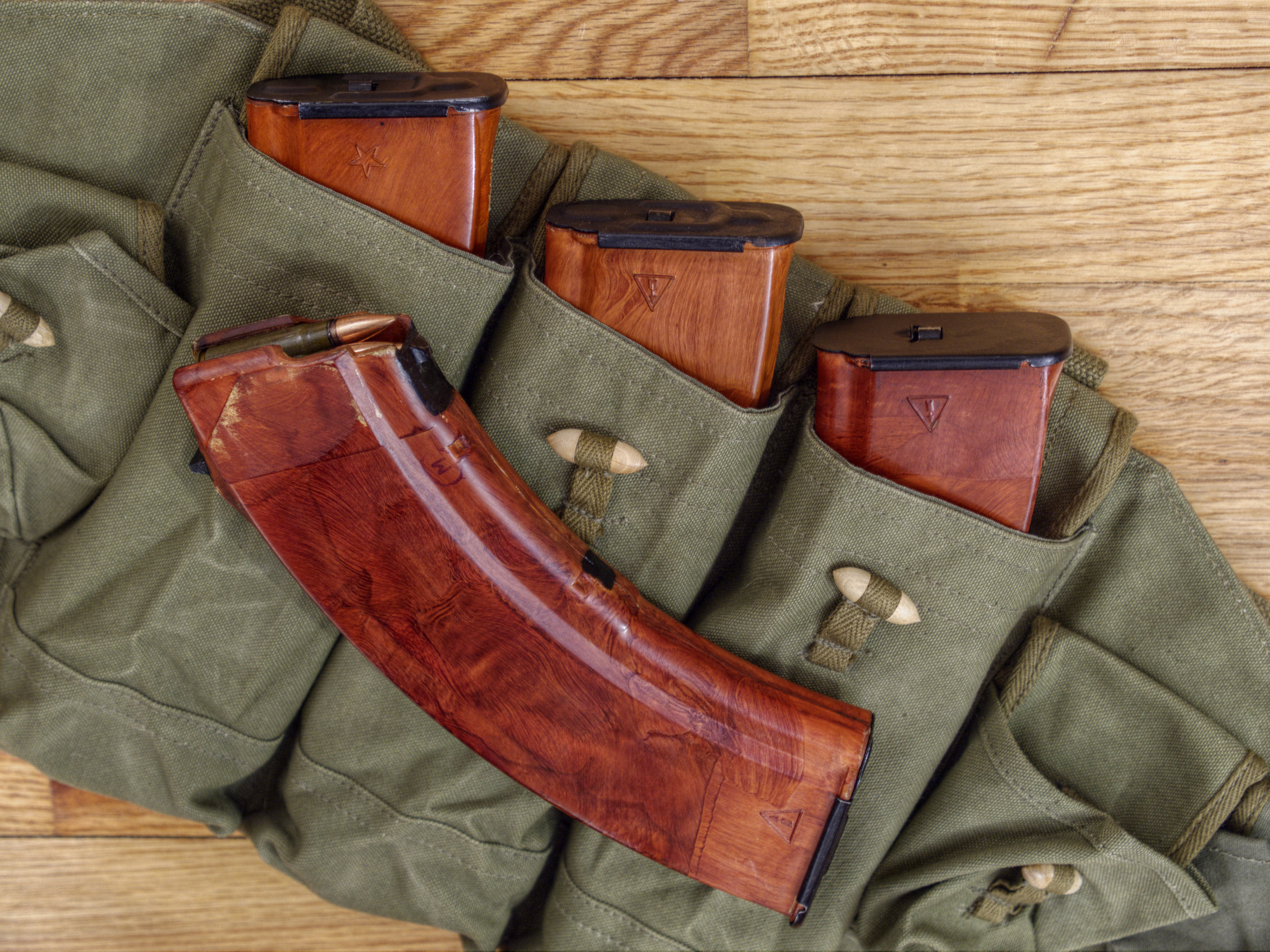
Glasfaserverstärkte Kunststoffmagazine

Da die Fertigung des AK-47 Typ III auf lange Sicht zu kostspielig war, kehrte man 1959 zu einem verbesserten Blechprägeverfahren zurück und schuf das AKM (russisch Автома́т Кала́шникова модернизи́рованный, transkr.: Avtomát Kalášnikova modernizírovannyj, deutsch Automat Kalaschnikow modernisiert). Die Umstellung sparte Zeit, Material und Gewicht. So wiegt das AKM im Vergleich zum AK-47 Typ III nur 3,1 kg, also 1,2 kg weniger. Neben dem leichteren Gehäuse wurde dies auch durch einen leichteren Lauf erreicht. Darüber hinaus erhielt das AKM noch einige weitere Verbesserungen. Da man sich langsam vom Konzept des Massenangriffes verabschiedet hatte, wurde das AKM gegenüber dem AK-47 für das Abgeben von gezielten kurzen Feuerstößen optimiert. Dies sieht man vor allem an der Schulterstütze, die eine gerade Linie mit dem Lauf bildet, damit es bei der Schussabgabe nicht zu einer Rotation nach oben kommt. Auch wurde ab 1960 standardmäßig ein einfacher abgeschrägter Mündungskompensator ausgegeben, welcher Teile der Pulvergase nach oben ableitet und die Waffe bei Dauerfeuer nach unten drückt. Auch wurde ein Verzögerer in die Abzugsgruppe integriert, der auf den Hammer wirkt. Dieser senkt minimal die Feuergeschwindigkeit und verhindert Verschlusssprünge. Auch wurde das Schiebevisier von maximal 800 Metern auf 1000 Meter erweitert. Zu erkennen ist das AKM an seinem geraden Schaft und einer ovalen Einprägung über dem Magazinschacht, Verstärkungsrippen am Gehäusedeckel und einem neuen Pistolengriff aus Kunststoff. Die Version mit unter das Gehäuse klappbarem Schaft heißt AKMS, auch dessen Schulterstütze verläuft gerade zum Lauf. Im englischen Sprachraum wird das Gehäuse des AKM mit Festschaft Typ 4A und das mit Klappschaft Typ 4B genannt. Die Stahlblechmagazine sind mit denen des AK-47 austauschbar. Auch experimentierte man mit Aluminium-Magazinen, diese waren leichter und hatten ein Waffelmuster; doch stellten sie sich als nicht robust genug heraus. Als Ersatz wurden Magazine aus einem glasfaserverstärkten Kunststoff entwickelt, der oft fälschlich als Bakelit bezeichnet wird. Diese leichten Magazine sind hell-orange und haben stahlverstärkte Magazinlippen. Zusammen mit dem AKM wurde ein neues Seitengewehr eingeführt mit einer kürzeren, aber breiteren Klinge, das am Gasblock des Gewehrs verriegelt. Für das AKM wurde auch ein Schalldämpfer mit der Bezeichnung PBS-1 eingeführt, der in Verbindung mit Unterschallmunition das Schussgeräusch stark reduzierte. Vom AKM gibt es auch Versionen mit Schwalbenschwanzmontage für Optiken auf der linken Gehäuseseite; sie heißen AKMN und AKMSN. Das AKMSN hat einen Klappschaft, der im eingeklappten Zustand jedoch die Schiene blockiert; die Optik muss vor dem Zusammenklappen entfernt werden. Zudem existieren einige Sonderversionen, als „P“ (AKMP/AKMSP) mit Tritiumgaslichtquellen in der Visierung, als „L“ (AKML/AKMSL) mit einem Mündungsfeuerdämpfer. Dadurch sollte der Kampfwert bei Nacht gesteigert werden.
Das AKM ist neben dem chinesischen Typ 56 die am meisten verbreitete Version der Kalaschnikow und wurde in vielen Ländern des Warschauer Vertrages in Lizenz produziert, unter anderem von Bulgarien (AKKM), Nordkorea (Typ 68), Ägypten (Maadi AMR), DDR (MPi-KM), Ungarn (AKM-63, AK-63F), Iran (KLS), Polen (KbK AKM), Rumänien (PM md. 63) und Vietnam (AKM-47). Das AKM war von 1959 bis 1974 die Hauptordonnanzwaffe der Sowjetarmee und befindet sich noch heute im Arsenal der russischen Streitkräfte. Dabei wird besonders ihre bessere Mannstoppwirkung und ihre bessere Schalldämpfbarkeit geschätzt.
AKMSU Diese stark gekürzte Version des AKM gleicht dem AKS-74U. Es ist bis heute unklar, welches der beiden kurzen Modelle zuerst entwickelt wurde. Sie besitzt wie das AKS-74U einen bis an den Handschutz gekürzten Lauf zusammen mit dem gekürzten Gassystem. Im Gegensatz zum AKS-74U verwendet das AKMSU die Patrone 7,62 × 39 mm M43, eine größere Expansionskammer an der Laufmündung und die für das AKMS typische unter das Gehäuse klappbare Schulterstütze. Sie wurde nur im geringen Umfang eingesetzt, verfügt über keinen GRAU-Index und wurde in keinem anderen Land in Lizenz produziert. Bulgarien fertigt mit dem AKS-47S eine Version des AKMSU, jedoch mit gefrästem Gehäuse. Das jugoslawische M92 sieht ihm zwar ähnlich, hat aber nicht das gekürzte Gassystem und einen längeren Lauf.
RPK seltener RPKM. Da bei der Umstellung vom Fräsverfahren auf Stahlblech beim RPK keine Namensänderung vorgenommen wurde, unterscheidet man die beiden Modelle in der Fachliteratur oft als RPK-47 und RPKM. Das RPKM ist die leichte Maschinengewehrform des AKM. Es bietet mit längerem schweren Lauf, Zweibein, Schiebevisier mit Seitenwindeinstellung und einen massiveren Anschlagschaft in Fischbauchform. Wie das AKM auch so wird das RPKM aus Stahlblech gefertigt, jedoch erhöhten die Entwickler die Blechstärke von 1 mm (AKM) auf 1,5 mm. Zu erkennen sind Stahlblech-RPK-Gehäuse an einer vorstehenden kleinen Platte über dem Magazingehäuse. Spätere RPKM wurde mit hell-orangem 40-Schuss-Kurvenmagazinen aus Fiberglas ausgegeben.
RPKS seltener RPKMS. Ist die Version der leichten Maschinengewehrs RPK mit einem Klappschaft. Dieser ist in Form und Material identisch mit dem RPK, lässt sich aber auf die linke Gehäuseseite klappen. Zu RPK und RPKS, gibt es noch jeweils eine Version mit Seitenmontage, diese heißen RPKN und RPKSN. Beim RPKSN muss die Optik entfernt werden, wenn der Schaft eingeklappt werden soll.

## AK-74
Die von den US-Amerikanern im Vietnamkrieg erstmals eingesetzte kleine Mittelpatrone 5,56 × 45 mm M193 machte einen starken Eindruck auf die sowjetischen Militärs, deshalb entschloss man sich eilig, an einer eigenen kleinen Mittelpatrone zu arbeiten. Um Kosten zu sparen, behielt man die allgemeine Hülsenlänge von 39 mm bei, verkleinerte das Kaliber von 7,62 mm auf 5,45 mm und verringerte die Konizität der Hülse. 1974 wurde die neue Patrone 5,45 × 39 mm als Patrone Modell M74 eingeführt, trotz des Widerstandes von Michail Kalaschnikow, der eine Überarbeitung der alten M43-Patrone favorisiert hatte. Die fast gleich gebliebene Hülsenlänge ermöglichte es, das AKM mit nur wenigen Änderungen für die neue Patrone einzurichten. Allein der Gasentnahmeblock musste dahingehend abgeändert werden, dass dieser nun nicht mehr das Gas im 45°-, sondern im 90°-Winkel entnimmt. Um die Vorteile der neuen rückstoßarmen Patrone weiter auszubauen, wurde zudem eine neue Mündungsbremse entwickelt, welche die Pulvergase zeitweise aufnimmt, zu den Seiten hin verteilt und so den Rückstoß weiter reduziert. Um bei Dunkelheit ein AK-74 von einem AKM unterscheiden zu können, ist in den festen Holzschaft des AK-74 eine Mulde eingelassen. Das AK-74 wird ebenfalls mit Magazinen von 30 Schuss geladen, aber anstelle von Stahlmagazinen, mit denen man nur kurz experimentierte, wurden glasfaserverstärkte Kunststoffmagazine eingesetzt. Diese hatten wegen der geringeren Konizität der M74-Patrone eine weniger gebogene Form. Die Magazine waren von helloranger Farbe, was von vielen Soldaten während der sowjetischen Intervention in Afghanistan stark bemängelt wurde. Zum AK-74 gibt es auch eine Version mit Klappschaft, das AKS-74. Jedoch wird dessen Schulterstütze nicht wie beim AK-47/AKM unter das Gehäuse geklappt, sondern an die linke Gehäuseseite. Die Schulterstütze ist eine dreieckige Skelettstütze aus Stahl; um eine angenehme Wangenauflage zu erhalten, umwickelten viele russische Soldaten den Schaft mit medizinischen Stauschläuchen. Seitengewehre von AKM und AK74 sind austauschbar, beim AK-74 werden sie jedoch über die Mündungsbremse gestülpt und am Kornträger verriegelt. Dennoch wurden mit dem AK-74 neue Seitengewehre mit einer eckigeren Griffform ausgegeben (GRAU-Index Nummer 6X4). 1978 wurde ein neues Granatgerät für das AK74 eingeführt, das GP-25 Kostjor. Dieses wurde unter dem Lauf der Waffe befestigt und von vorne als Vorderlader mit 40-mm-Granaten geladen, das Visier war von 100 bis 400 Meter verstellbar. Für das AK-74 wurde ein neuer Schalldämpfer ausgegeben, dieser erhielt die Bezeichnung PBS-4 und sollte, zusammen mit Unterschallmunition, das Schussgeräusch mindern. Die Munition stellte sich jedoch als unzureichend heraus, da die Stärke von 5,45 × 39 mm in deren Geschwindigkeit lag. Diese musste, um Unterschallgeschwindigkeit zu erreichen, reduziert werden. Viele sowjetische Spezialeinheiten trugen im sowjetisch-afghanischen Krieg deswegen lieber ein separates AKMS mit PBS-1 bei sich. Von AK-74 und AKS-74 existieren Versionen mit der gleichen Seitenmontage wie beim AKM, diese heißen AK-74N und AKS-74N. Einfache Optiken wie Reflexvisier können mit dem AKM ausgetauscht werden, Optiken mit Vergrößerung können wegen der unterschiedlichen Flugbahn von M43- und M74-Patrone nur um geringem Umfang ausgetauscht werden. Nach dem Zerfall der Sowjetunion versuchte man, die AK-74 zu modernisieren. Deshalb ersetzte man das Holz an Handschutz und Schaft sowie das hellorange Fiberglas der Magazine durch dunklen Kunststoff. Dieser hatte je nach Umgebungslicht eine schwarze bis dunkellila Färbung, die meist Plum (deutsch Pflaume) genannt wird. Offiziell wird behauptet, dass dieser Farbton weniger gut in IR-Nachtsichtgeräten zu sehen sei. Es wird jedoch vermutet, dass beim Mischprozess für schwarzen Kunststoff etwas schiefgelaufen war. Spätere modernisierte AK-74 haben eine rein schwarze Schäftung. In der Fachliteratur werden AK-74 mit Plum oder schwarzer Schäftung „AK-74 Late“ (deutsch AK-74 spät) genannt, offiziell wurde der Namen nicht geändert. Das AK-74 war von 1974 bis 1991 Hauptordonanzwaffe der sowjetischen Streitkräfte, befindet sich aber noch heute in großen Stückzahlen im Dienst in der Armee der Russischen Föderation. Das AK-74 wurde von nur wenigen Ländern in Lizenz gebaut, dazu zählen die DDR (MPi-AK-74, MPi-AK-74S) und Rumänien (Ak47). Viele ausländische Kalaschnikow-Modelle im Kaliber 5,45 × 39 mm haben keine offizielle AK-74-Lizenz, sondern sind eigene Adaptionen der M74-Patrone auf AKM-Basis.

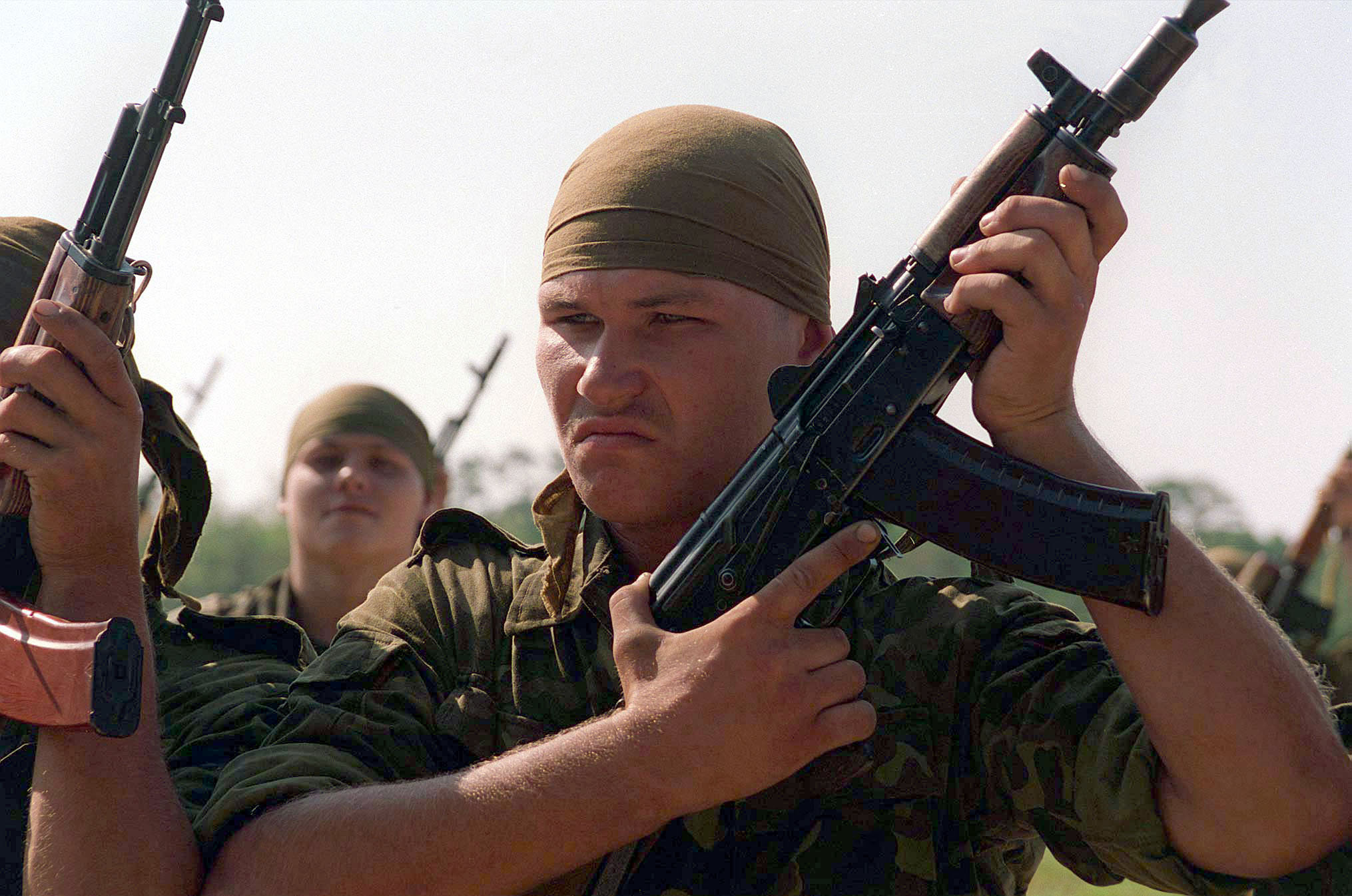
Ukrainischer Marineinfanterist mit AKS-74U

AKS-74U (russisch Автомат Калашникова Складной образца 1974 года Укороченный, transkr.: Avtomat Kalašnikova skladnoj obrazca 1974 goda Ukoročennyj, deutsch Automat Kalaschnikow klappbar Modell 1974 gekürzt). Bei dieser Waffe wurde nicht nur der Lauf auf 200 mm, sondern auch das Gassystem gekürzt. Dadurch erhielt man eine Waffe, welche die Abmessungen einer Maschinenpistole aufweist, aber die stärkere Mittelpatrone 5,45 × 39 mm verwendet. Bei der Kategorisierung ist sich die Fachwelt deswegen uneinig. In manchen Werken taucht sie als Maschinenpistole auf, in anderen als Sturmgewehr. Im Aufbau unterscheidet sich das AKS-74U vom AK-74 neben dem kurzen Lauf noch durch den Gehäusedeckel, der nicht abgenommen, sondern nach oben geklappt wird. Auch verfügt die AKS-74U nicht über ein Schiebevisier am Ende das oberen Handschutzes, sondern besitzt eine Klappkimme, die auf dem Gehäusedeck sitzt, um eine längere Visierlinie zu erhalten. Die Klappkimme hat eine Einstellung für Nahkampf markiert mit „П“ (transkr.: P) und eine für 400 bis 500 Meter, markiert mit „4–5“. Die effektive Reichweite liegt jedoch bei maximal 200 Metern. Um mit dem enormen Mündungsfeuer zurechtzukommen und die Funktionssicherheit trotz des kurzen Gassystems zu gewährleisten, besitzt das AKS-74U eine Expansionskammer als Mündungsaufsatz, von dessen Entfernung im Handbuch dringend abgeraten wird. Die Waffe wurde an die Besatzungen von Fahrzeugen ausgegeben und später, vor allem im sowjetisch-afghanischen Krieg, von Spezialeinheiten verwendet. Für verdeckte Operationen wurde der Schalldämpfer PBS-4 verwendet und ein spezielles Granatgerät mit der Bezeichnung BS-1 Beschina konnte verwendet werden. Das Granatgerät war schallgedämpft und verschoss 30-mm-Granaten mit Hilfe getrennter Treibladungskartuschen, die in einem Magazin untergebracht waren. Das Gerät wurde von vorne geladen. Vom AKS-74U gab es weitere für Spezialeinheiten optimierte Versionen. Das AKS-74UN besitzt eine Seitenmontage. Das AKS-74UB besitzt neben der Seitenmontage anstelle der Klappkimme ein Schiebevisier, an dem man die Flugbahn von Unterschallmunition besser einstellen kann. Lizenzen für das AKS-74U gingen nur selten ins Ausland. Aus diesem Grund schufen die meisten Ostblockländer ihre eigenen, meist etwas weniger stark gekürzten, Versionen einer kurzen Kalaschnikow. Aktuell befinden sich noch viele AKS-74U im Gebrauch bei den russischen föderalen Streitkräften, diese sollen aber schrittweise durch das AK-105 ersetzt werden.
OZ-14 Grosa (russisch ОЦ-14 Гроза, deutsch OTz-14 Donner) Ist eine Bullpup-Version des AKS-74U für die Patronen 7,62 × 39 mm als OZ-14-1A „Grosa-1“ und 9 × 39 mm OZ-14-4A „Grosa-4“. Entwickelt wurde das OZ-14 um 1990 bei ZKIB SOO. Es handelt sich um eine kompakte Waffe mit niedriger Feuerrate, die für die Verwendung bei Spezialeinheiten optimiert wurde. In der regulären Konfiguration wird ein Sturmgriff verwendet, um zu verhindern, dass die Hand des Schützen zu nah an die Laufmündung gerät. Beide Versionen können mit einem Granatgerät vom Typ GP-30 ausgerüstet werden. Das OZ-14-4A kann zudem mit einem Schalldämpfer ausgerüstet werden. Die Waffe ist bei den bewaffneten Kräften des russischen Innenministeriums in geringer Stückzahl in Verwendung.
RPK-74 Ist die leichte Maschinengewehr-Version des AK-74. Es ist weitgehend mit dem RPKM identisch, verschießt jedoch die neuen Patronen 5,45 × 39 mm M74. Das RPK-74 bekam eine neue, geschlitzte Mündungsbremse und wurde zumeist mit orangen glasfaserverstärkten Kunststoffmagazinen mit 40 Schuss Kapazität ausgegeben. Das RPKS-74 ist die Version des RPK-74 mit Klappschaft.
APS Eine Waffe für den Einsatz unter Wasser. Mit ihrem Gassystem und der ungefähren Anordnung der Baugruppe wird diese Waffe für die Patrone 5,66 × 39 mm MPS manchmal mit zur Kalaschnikow-Familie gezählt. Sie verschießt sehr lange Projektile, die auch unter Wasser eine gute Rasanz aufweisen. In 5 Metern Tiefe besitzt sie eine Reichweite von etwa 30 Metern. Sie verwendet ein 26-Schuss-Magazin und wurde von der Sowjetunion und in anderen Staaten des Ostblocks bei amphibischen Einheiten eingesetzt.
ASM-DT Eine Weiterentwicklung des Konzeptes der APS, aber mit mehr Elementen des AK-74 und der Möglichkeit, neben der Unterwassermunition (5,45 × 39 mm MGTS) auch reguläre 5,45 × 39-mm-M74-Patronen abfeuern zu können, die aus regulären 30-Schuss-Magazinen des AK-74 geladen werden. Bei Verwendung von Unterwassermunition werden spezielle 26-Schuss-Magazine verwendet. Zwar bereits 1969 entwickelt, wurde sie bis in die frühen 2000er-Jahre nur wenig produziert und selten ausgegeben. Aktuell befindet sich das ASM-DT im Arsenal einiger amphibischer Einheiten der Russischen Föderation.

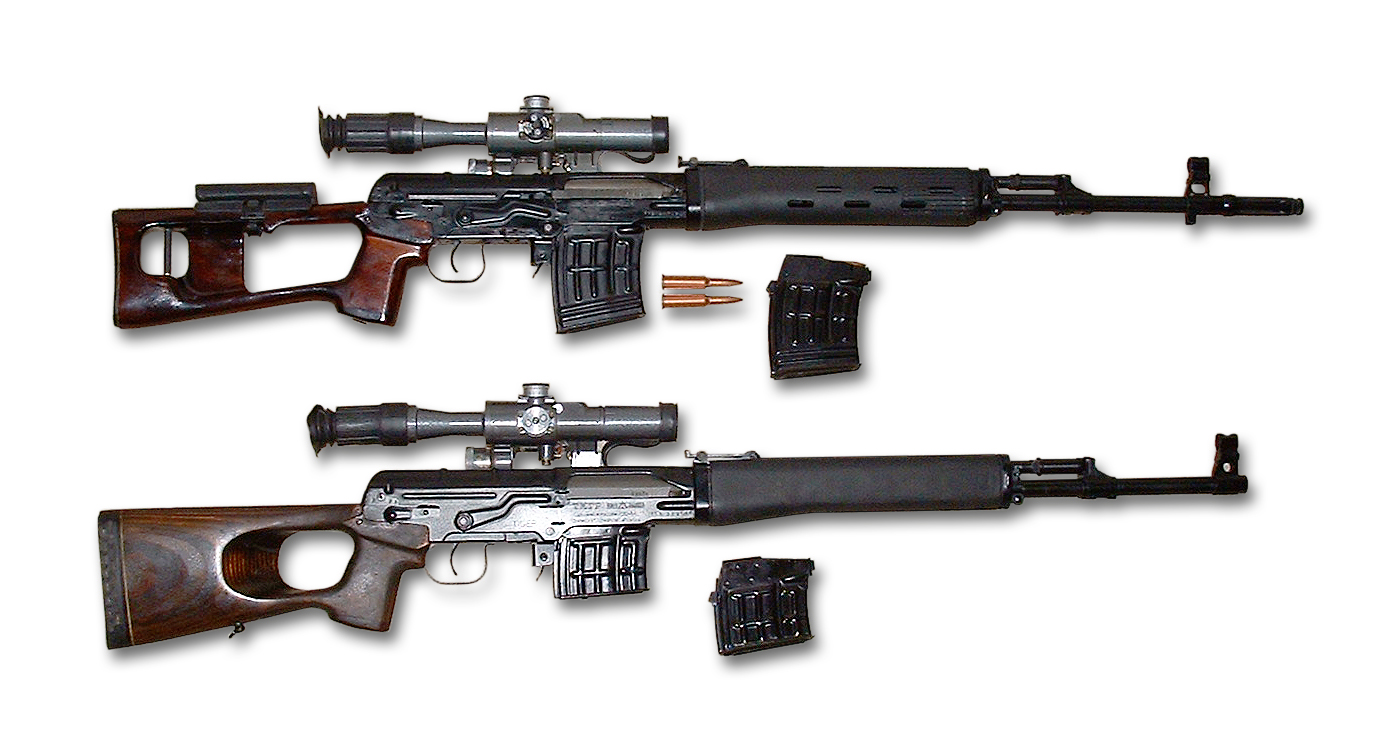
SW Dragunow

SW Dragunow Das SWD (russisch Сна́йперская Винто́вка Драгуно́ва, deutsch Scharfschützengewehr Dragunow) wird häufig fälschlicherweise mit zur Kalaschnikow-Familie gezählt, weil es einen ähnlichen Aufbau aufweist. Es übernimmt zwar den Wannenaufbau, verwendet aber ein anderes Gassystem. Das SWD arbeitet als Gasdrucklader über Kurzhub ähnlich wie das Selbstladegewehr SWT-40; die Verschlussfeder ist im Deckel befestigt und sitzt nicht brückenartig in einem Schuh in der Gehäusewanne.
AEK Ist eine Reihe von Sturmgewehren, die nur im weitesten Sinne zur Familie der Kalaschnikow gehören, da sie zwar einen ähnlichen Aufbau aufweisen, jedoch nicht in Ischewsk, sondern von KMZ entwickelt wurden. Grundlage für die Entwicklung, die 1970 begann, war das mit dem AL-7 entwickelte BARS-System. Dieses versucht, die Stabilität der Waffe dadurch zu verbessern, dass sich in einem zweiten Gaskolben ein Gegengewicht befindet, das beim Schuss nach vorne geworfen wird. Dadurch soll der durch den zurücklaufenden Verschluss verursachte Impuls aufgehoben werden. Von Fachleuten wird berichtet, dass die Waffen zwar nicht zum Hochschlagen neigt, jedoch sehr unruhig im Anschlag hin und her springt. Die AEK-Familie umfasst die Modelle AEK-971 (5,45 × 39 mm M74), AEK-972 (5,56 × 45 mm NATO) und AEK-973 (7,62 × 39 mm M43). AEK-971 und AEK-973 wurden und werden in geringen Stückzahlen von sowjetischen und russischen Spezialeinheiten verwendet.

## AK-74M
AK-74M (russisch автомат Калашникова образца 1974 года модернизированный, deutsch Automat Kalaschnikow Modell 1974tes Jahr modernisiert). Auf der Suche nach einer modernen, aber günstigen Waffe für die neugegründete russische Föderation modernisierte man 1991 das AK-74 und schuf das AK-74M. Dieses Gewehr unterscheidet sich nur in einigen Details vom AK-74 in der späten Version. So wurde die Mündungsbremse weiter verbessert. Diese ist daran zu unterscheiden, dass sie ab der Hälfte einen größeren Umfang aufweist. Zudem wurde die Schulterstütze erneuert und durch einen schwarzen aus glasfaserverstärktem Kunststoff gefertigten Klappschaft ersetzt. Dieser wird wie die Skelettschulterstütze des AKS-74 auch auf die linke Gehäuseseite geklappt und dort verriegelt. Um zu verhindern, dass sich der Gehäusedeckel beim Abfeuern von Granatgeräten löst, wird die Sperrnase durch einen zusätzlichen Knopf gesichert. Der Gehäusedeckel des AK-74M ist ebenfalls gerippt. Zudem hat das AK-74M immer die Seitenmontage des AK-74N. Durch diese Änderungen wurden AK-74, AK-74S, AK-74N, AK-74SN zu einem Modell zusammengefasst. Der neue Schaft blockiert nach wie vor im eingeklappten Zustand die Seitenmontage, weswegen man Optiken abnehmen muss, bevor man den Schaft einklappt. Das AK-74M ist aktuell Hauptordonnanzwaffe der russischen Streitkräfte, soll aber schrittweise durch das AK-12 ersetzt werden.
Entgegen einiger Meinungen existiert kein AKS-74MU oder AK-74MU. Bei den stark gekürzten Modellen mit dem neuen Polymerklappschaft handelt es sich um AKS-74U, an denen eigenmächtig der Schaft des AK-74M angebracht wurde. Die Klappschäfte von AKS-74 und AK-74M sind austauschbar.
RPK-74M ist die leichte Maschinengewehr-Form des AK-74M. Es erhält die für ein RPK typischen Eigenschaften wie einen längeren schwereren Lauf, ein Zweibein, ein Schiebevisier mit Seitenwindeinstellung und einen massiveren Kolben. Dieser besteht nun aus Polymerkunststoff, behält aber seine bullige Fischbauchform bei. Der Handschutz des RPK-74M besteht ebenfalls aus Polymer, unterscheidet sich jedoch von dem der AK-74M durch eine Vielzahl von Rippen, die das Abrutschen verhindern sollen. Das RPK-74M wird von Molot (russisch Молот) in Wjatskije Poljany (russisch Вятские Поляны) im Oblast Kirow in gefertigt.
AN-94 „Abakan“ (russisch автомат Никонова образца 1994 года „Абака́н“, deutsch Automat Nikonow Modell des 1994ten Jahres „Abakan“). Eigentlich keine Kalaschnikow im eigentlichen Sinne, da nur der grobe Aufbau und die Anordnung der Bedienelemente übernommen wurde. Beim AN-94 handelt es sich um das Ergebnis des „Abakan“-Projektes, das die Effektivität des einzelnen Soldaten erhöhen sollte. Dieses wurde mit dem AN-94 auf die Weise erreicht, dass sie über einen 2-Schuss-Feuerstoß verfügt, bei dem zwei Patronen schnell hintereinander abgefeuert werden. Auf diese Weise verlassen zwei Geschosse den Lauf, noch bevor der Rückstoßimpuls den Schützen erreichen kann. Um diesen „Hyperburst“ zu ermöglichen, musste vom AK-74M ausgehend einiges geändert werden. So wurde das AN-94 nicht nur erheblich verkompliziert, sondern nach Meinung der meisten Fachleute gehört es auch nur noch im weiteren Sinne zur Kalaschnikow-Familie. So wird neben der Patrone in der Patronenkammer immer eine weitere Patrone auf einem Ladelöffel bereitgehalten. Außerdem läuft der Lauf auf einer Schiene zurück. Die Waffe kann neben dem 2-Schuss-Feuerstoß auch in Einzelfeuer und Vollautomatik geschossen werden. Bei Vollautomatik werden die ersten beiden Schüsse immer im Hyperburst abgegeben. Danach regelt die Waffe aber die Feuergeschwindigkeit auf 600 Schuss pro Minute herunter. Die Granatgeräte GP-25 und GP-30 können montiert werden. Das AN-94 ist vom AK-74M vor allem durch die Schiene unter dem Lauf zu unterscheiden. Zudem ist die große Expansionskammer mit ihren zwei runden Kammern sehr auffällig. Das AN-94 war zwar von 2012 bis 2013 offiziell neue Ordonnanzwaffe der russischen Streitkräfte, wurde aber nur in unbedeutender Stückzahl beschafft. Aktuell ist sie nur in geringer Zahl bei Spezialeinheiten in Gebrauch.

## AK-100-Serie
AK-101 Mitte der 1990er-Jahre brauchte die Russische Föderation dringend Devisen und suchte deswegen neue Absatzmärkten für die eigene Waffenindustrie. Da der Markt nach dem Zusammenbruch der Sowjetunion bereits mit alten AKM überschwemmt worden war, musste man dringend neue Produkte anbieten. Das AK-74M wollte und konnte man nicht verkaufen, da das Kaliber 5,45 × 39 mm außerhalb nur wenig verbreitet war. So schuf man mit dem AK-101 eine Waffe für die NATO-Patrone 5,56 × 45 mm. Diese Waffe war mit dem AK-74M weitgehend identisch, bot jedoch eine auf das neue Kaliber angepasste Mündungsbremse. Einfach zu unterscheiden ist das AK-101 vom AK-74M durch den glatten Gehäusedeckel. Das Modell hatte nur geringen kommerziellen Erfolg. Nur Indonesien kaufte eine größere Stückzahl.
AK-102 Um das Angebot zu erweitern, bot man zusammen mit dem AK-101 auch eine Waffe mit verkürztem Lauf an. Das AK-102 verschoss ebenfalls die NATO-Patronen 5,56 × 45 mm und war mit dem AK-74M weitgehend identisch. Nur der Lauf der Waffe wurde von 415 mm auf 314 mm gekürzt. Dabei wurden Kornträger und Gasentnahmeblock zu einer Einheit kombiniert. Dadurch erhielt man eine Waffe, die zwar kompakt und führig in beengter Umgebung war, aber nicht so stark in der Reichweite begrenzt wie AKS-74U und AKSMU. Um trotz des gekürzten Laufes zuverlässig zu funktionieren, erhielt das AK-102 eine Expansionskammer als Mündungsaufsatz, ähnlich dem des AKS-74U. Der Erfolg des Modells blieb weitgehend aus.

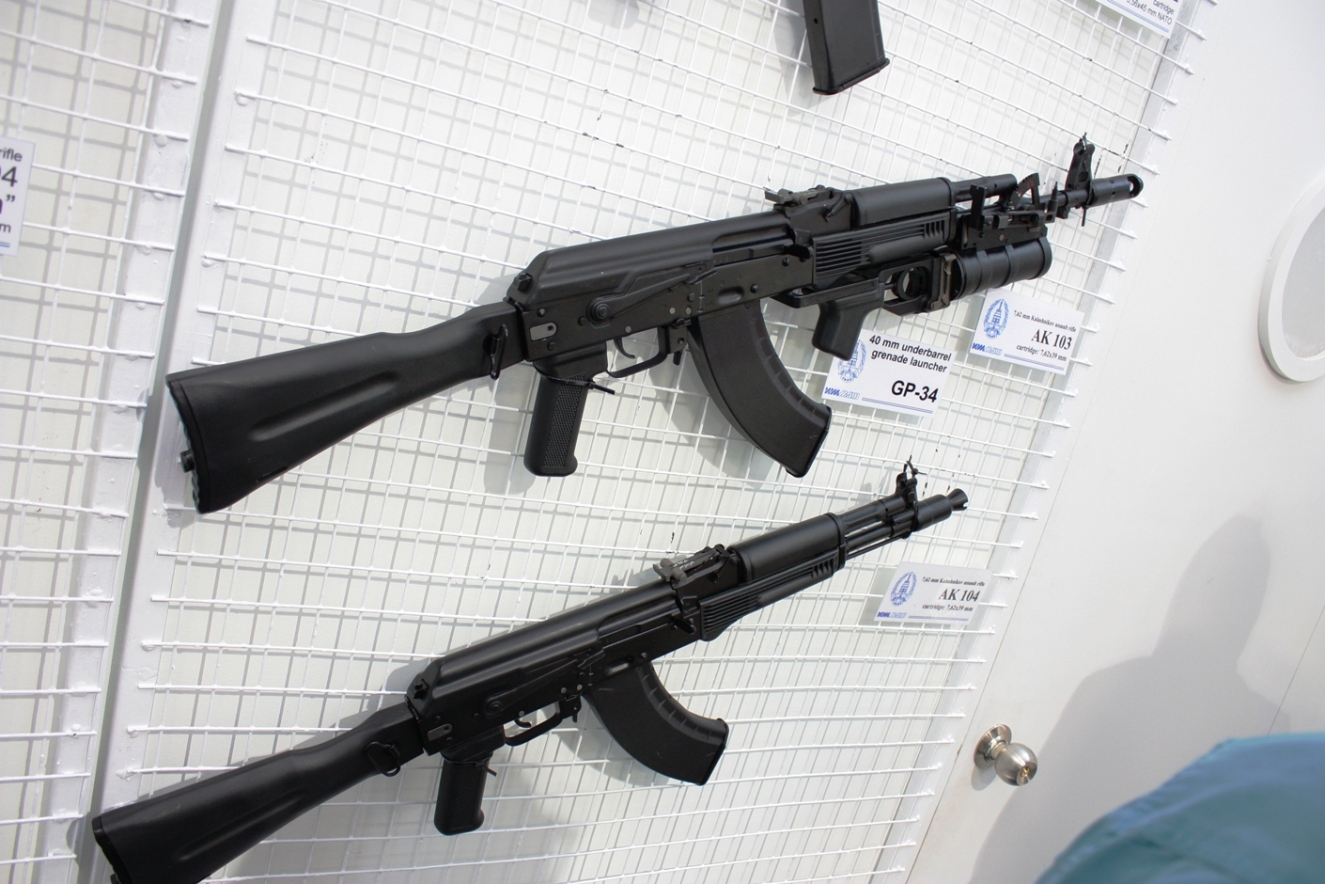
AK-103 mit GP-34 und AK-104

AK-103 Da das AK-101 kommerziell gescheitert war, man aber auf Absatzmärkte angewiesen blieb, schuf man mit dem AK-103 ein Modell für die auf der Welt weit verbreitete Patrone 7,62 × 39 mm M43 und kehrte damit zurück zum ursprünglichen Kaliber. Das Modell bleibt weitgehend mit der AK-101 identisch, bis auf die an das andere Kaliber angepasste Mündungsbremse. Damit bot man eine für damalige Verhältnisse moderne Waffe für das auf der Welt weit verbreitete Kaliber. Mit dem AK-103-2 existiert eine Version mit 3-Schuss-Feuerstoß. Das Modell hatte einen geringen Erfolg und wurde von einigen Spezialeinheiten und der Armee Venezuelas eingeführt.
AK-104 Die verkürzte Version des AK-103 gleicht in Lauflänge und Gasblock dem Ak-102. Im Gegensatz zu den meisten Modellen der AK-100-Serie ist dieses Modell im russischen Heimatland weit verbreitet. Die im Zuge der späten 1990er-Jahre gegründeten und im Kampf gegen den Terror ausgebauten russischen Spezialkräfte, wie das FSB, setzten das AK-104 vermehrt ein. Dabei schätzen sie die Kompaktheit der Waffe zusammen mit der stärkeren Mannstoppwirkung von 7,62 × 39 mm M43.
AK-105 Aufgrund der großen Beliebtheit des AK-104 schuf man auch eine kompakte Version der Kalaschnikow in selber Länge für die im eigenen Land hauptsächlich verwendete Patrone 5,45 × 39 mm. Wie das AK-104 erfreut sie sich besonderer Beliebtheit bei Spezialeinheiten von Polizei und Militär. Bei Spezialkräften wird oft ein Reflexvisier des Typs Kobra über der Seitenmontage angebracht. Auch wird oft der originale Handschutz gegen einen modernen mit 1913-MiL-STD-Schienen getauscht. So erhält der Schütze auf 12, 3, 6 und 9 Uhr eine Zubehörschiene, an der er nach Wahl Laser, Lampen und Sturmgriffe anbringen kann. In den frühen 2000er-Jahren mussten die meisten Mitglieder spezieller Einheiten noch auf Zubehör westlichen Ursprungs zurückgreifen. Seit den 2010er-Jahren stehen jedoch mit zum Beispiel Zenico auch Schienen sowie Zubehör russischen Ursprungs zur Verfügung. Ähnliche Kampfwertsteigerung ist mittlerweile auch beim AK-74M zu beobachten.

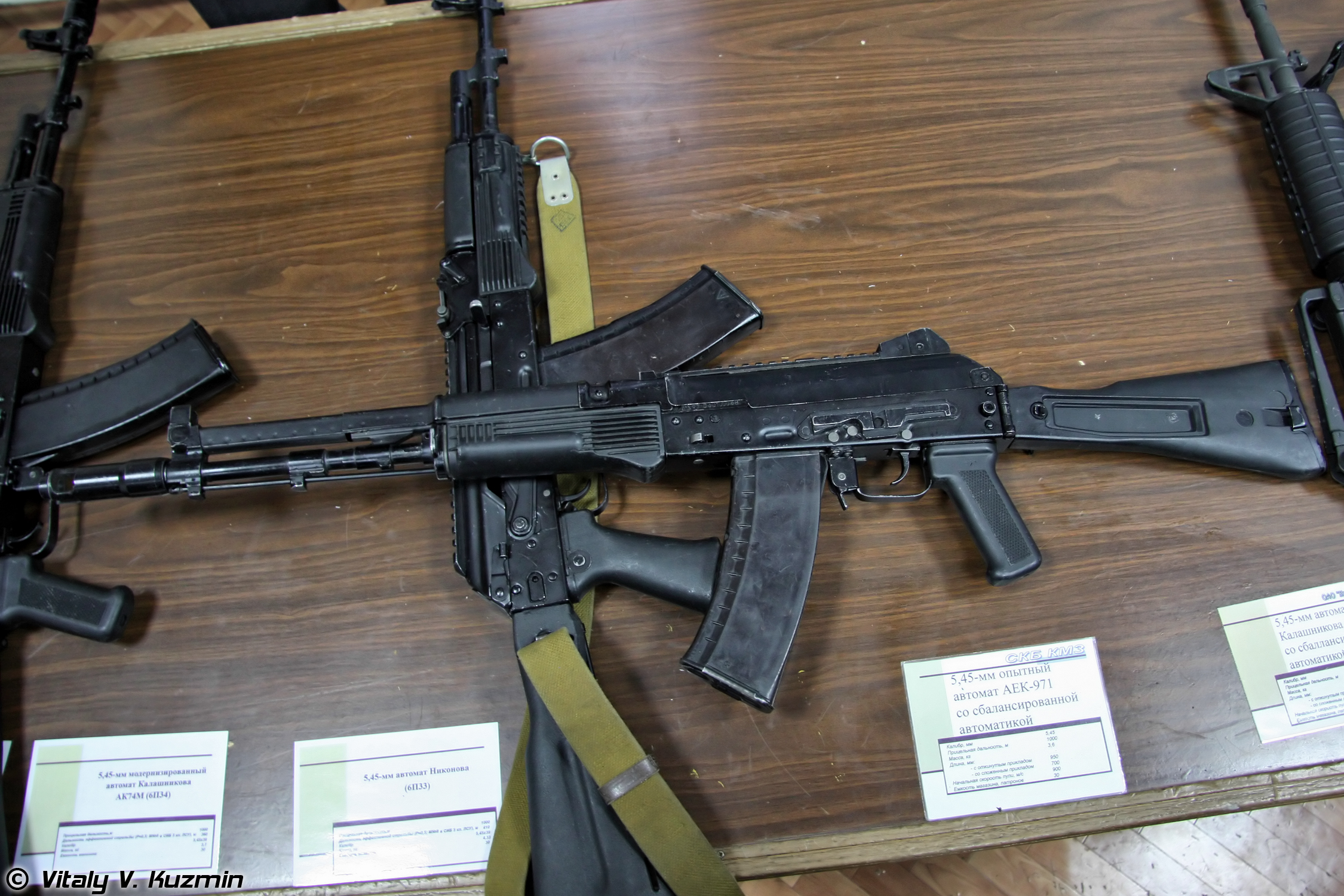
AK-107 auf AK-200

AK-107 Gegen Ende der 1990er-Jahre versuchte man noch einmal auf dem internationalen Waffenmarkt mit einer neuen Handfeuerwaffe Fuß zu fassen. Auf der Suche nach einem neuen Verkaufsargument kombinierte man zwei bekannte Systeme. Dies waren auf der einen Seite der generelle Aufbau des Kalaschnikow-Systems und auf der anderen das Balanced Automatics Recoil System (BARS) genannte System des AL-7-Prototyps aus den 1970er-Jahren, auf dem auch das AEK-971 beruht. Da die Entwicklung nicht von Michail Kalaschnikow selbst, sondern von Juriy Kchman Alexandrow (russisch Юурйи Кхман Александров) übernommen wurde, steht das AK beim AK-107 nicht für Awtomat Kalaschnikowa, sondern für Alexandrow Kalaschnikowa. Durch das verbaute BARS-System unterscheidet sich das AK-107 dadurch, dass nicht ein einziger langer Gaskolben mit dem Verschlussträger nach hinten geworfen wird, sondern es wird ein zusätzlicher Gaskolben nach vorn geworfen. Durch diesen Gegenimpuls verbessert sich die Stabilität besonders bei längerem Dauerfeuer. Das typische Hochreißen einer Schnellfeuerwaffe wird durch ein lineares Vor- und Zurückspringen ersetzt. Jedoch nimmt mit dem neuen System auch die Komplexität der Waffe zu. Das AK-107 ist einfach zu erkennen an seinem bis zum Kornträger reichenden Gassystem und einer 45°-Kante im Hülsenauswurffenster. Die Waffe hatte keinen kommerziellen Erfolg.
AK-108 Weitgehend mit dem AK-107 identisch, nur eingerichtet für die NATO-Patrone 5,56 × 45 mm. Ebenfalls kein kommerzieller Erfolg.
AK-109 Später entwickelt als AK-107 und AK-108, ist das AK-109 für die Patrone 7,62 × 39 mm M43 eingerichtet, die schlechter durch das BARS-System auskorrigiert werden kann.

### Saiga
Die Saiga (russisch Сайга), benannt nach der Saigaantilope, wurde Anfang der 1970er-Jahre für die Bürger der Sowjetunion aus dem AK-74 für das Kaliber 5,6 × 39 mm entwickelt, aber nie wirklich angenommen. Nach dem Zerfall der Sowjetunion wurde sie als Exportprodukt wiederbelebt, um auch auf dem zivilen Sektor Fuß fassen zu können. Die Waffe war für den Verkauf an Jäger und Sportschützen ausgelegt. So fehlen bei den meisten Saiga-Flinten und -Büchsen die typischen Merkmale einer Militärwaffe. So wurden Lauf und Handschutz verlängert, die Mündungsbremse entfiel, der Pistolengriff wich einem Gewehrschaft mit abgesetztem Griff, der Abzugsbügel samt Abzug wanderte weiter nach hinten und die Modelle wurden lediglich für Einzelfeuer eingerichtet. Der Vollautomatik-Unterbrecher fiel weg. Saigas wurde in vielen verschieden jagd- und sportrelevanten Kalibern gefertigt. Um mit den stärkeren Patronen zurechtzukommen, besitzen einige Saiga-Modelle verstärkte Gehäusewannen, größere Verschlussköpfe und erweiterte Gassysteme. Bei den meisten Saigas handelt es sich um Selbstlader, es werden jedoch auch Vorderschaft-Repetierer angeboten, um in Länder mit speziellen Waffengesetzen exportieren zu können.
- Saiga-12, Selbstladeflinte in 12 Gauge
- Saiga-20, Selbstladeflinte in 20 Gauge
- Saiga-410, Selbstladeflinte in .410 Bore
- Saiga-223, Selbstladebüchse in .223 Remington
- Saiga-308, Selbstladebüchse in .308 Winchester

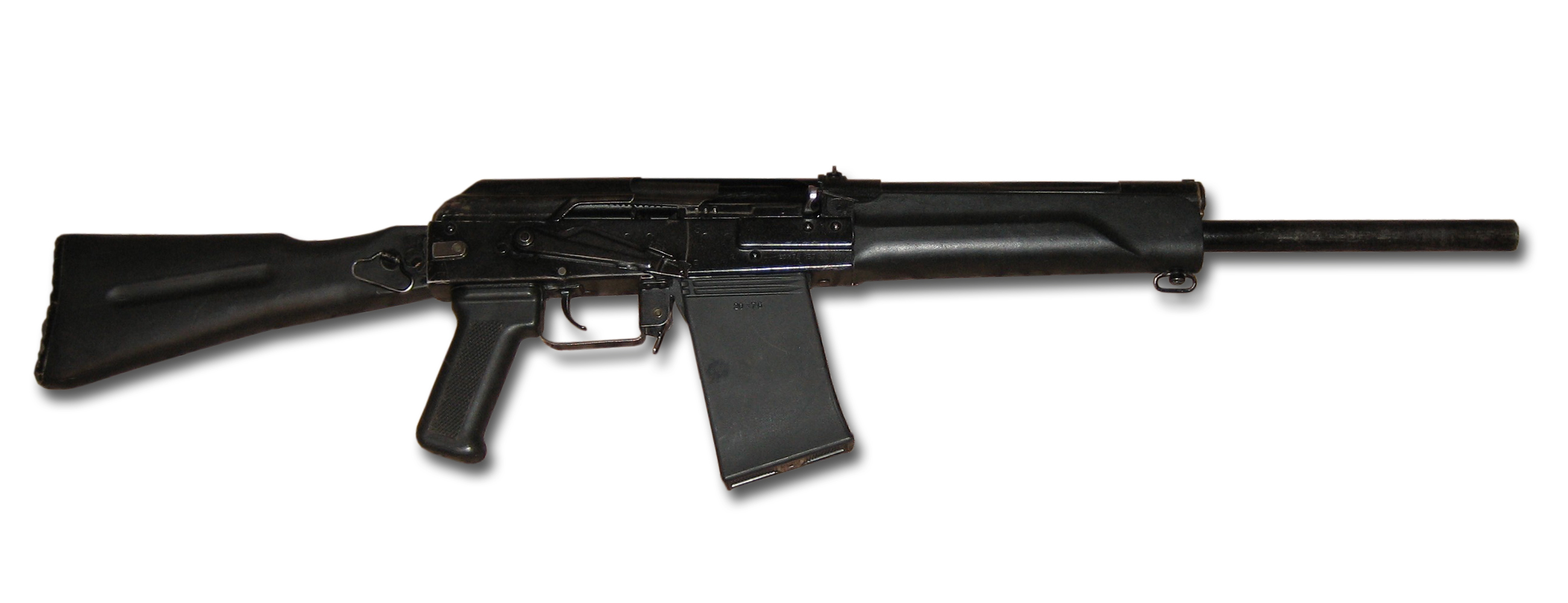
Saiga 20k

Der Saiga-12 kommt eine besondere Rolle zu, da es sie in der Variante Saiga-12k in einer remilitarisierten Form mit Pistolengriff und Klappschaft gibt. Diese ist für das Flintenkaliber 12 eingerichtet und wird in begrenzter Stückzahl vom russischen Militär verwendet. Verwendet wird die Waffe beim Militär mit einem 10-Schuss-Kastenmagazin, es existieren jedoch auch Trommelmagazine mit den Kapazitäten 12, 20 und 30 Schuss.
Seit 2012 bietet der Konzern Kalaschnikow unter dem Namen Saiga auch Selbstladeversionen der meisten militärischen Kalaschnikowmodelle für Sammler an. So handelt es sich bei der Saiga SGL 31 beinahe um eine halbautomatische AK-74M. Selbst eine halbautomatische Version des aktuellen AK-12(AK-400) wird als Saiga-AK12 angeboten.

### Wepr-12
Neben Ischewsk versuchen auch andere ehemalige sowjetische Waffenfabriken, auf dem zivilen Markt Fuß zu fassen. So bietet Molot einige Waffen für Jäger und Sportschützen an. Dabei sind einige Modelle mit den Saigas von Ischewsk, aktuell Kalaschnikow-Konzern, identisch.
Wepr-12 (russisch Вепрь-12, deutsch Wildsau 12) Weitgehend mit der Saiga-12 identisch, jedoch auf Basis des RPK-Gehäuses anstelle eines verstärkten AKM-Gehäuses und einem anderen verstellbaren Gassystem für die Verwendung mit verschiedenen Schrotsorten. Aktuelle Wepr-12 sind meist mit mehreren 1913-MiL-STD-Schienen sportwertgesteigert. Oft kommt es, auf Grund des Namens, zu Verwechslungen mit dem ukrainischen Bullpup-Sturmgewehr Wepr.

### PP-19-Maschinenpistolen
„PP-19 Bison“ (russisch ПП-19 „Бизон“). Die PP-19 wurde von 1993 von Michail Kalaschnikows Sohn Wiktor Michailowitsch Kalaschnikow entwickelt. Es handelt sich um eine Maschinenpistole mit Masseverschluss. Nach dem Zusammenbruch der Sowjetunion suchte die neugegründete russische Föderation nach einer geeigneten Langwaffe für Polizeiformationen, um die bis dahin bei der Polizei eingesetzten AKM zu ersetzen. Der Vorteil der Kalaschnikow-Bauweise und der identischen Anordnung der Bedienelemente besteht darin, dass man das Polizeipersonal nur geringfügig für die neue Waffe umschulen musste. Die PP-19 hat einen 195 mm langen Lauf und einen konischen, geschlitzten Mündungsfeuerdämpfer. Auffällig ist das unter dem Lauf angebrachte Schneckenmagazin mit hoher Kapazität. Dieses bietet den Vorteil, dass Polizisten keine speziellen Tragetaschen für Ersatzmagazine mitführen müssen. Die PP-19 wird in folgenden Versionen angeboten:
- PP-19 2-01 in 9 × 19 mm Para mit 52-Schuss-Magazin
- PP-19 2-02 in .380 ACP mit 64-Schuss-Magazin
- PP-19 2-03 in 9 × 18 mm mit 64-Schuss-Magazin
- PP-19 2-07 in 7,62 × 25 mm mit 35-Schuss-Magazin

Die PP-19-01 „Witjas“ (russisch ПП-19-01 „Витязь“ PP-19-01 „Fechtdegen“) ist eine 2004 bei Ischewsk entwickelte Weiterentwicklung der „Bison“. Sie ist weitgehend mit dieser identisch, jedoch mit Stangen- anstelle des Schneckenmagazins und mit einem geänderten Handschutz nach Muster der AK-9. Da sich die Schneckenmagazine als zu störanfällig erwiesen, werden nun herkömmliche Stangenmagazine von 30 Schuss Fassungsvermögen verwendet. Damit Polizisten nach wie vor keine zusätzlichen Tragetaschen benötigen, entwickelte man Krallen, mit denen man zwei Stangenmagazine aneinander befestigen kann. Die PP-19-01 verfügt zudem über eine neue Mündungsbremse mit zwei Kammern, die den Rückstoß reduzieren soll. Da die Russische Föderation 9 × 19 mm Parabellum als Ordonnanzpolizeipatrone eingeführt hat, wird die PP-19-01 lediglich für diese Patrone gefertigt. Sie wird von der russischen Polizei und Spezialeinheiten verwendet und steht aktuell in einer kampfwertgesteigerten Version mit 1913-MiL-STD-Schienen zur Verfügung.

### AK9
Nachdem russische Spezialeinheiten im zweiten Tschetschenienkrieg gute Erfahrungen mit den integralschallgedämpften Gewehren AS Wal und WSS Wintores gemacht hatten, suchte man nach einer Lösung, die eine höhere Kompatibilität mit den vorhandenen AK-74M-Modellen hatte. Das AK9 verwendet Unterschallmunition vom Typ SP-6 Kaliber 9 × 39 mm und ist mit einem integrierten Schalldämpfer ausgerüstet. Es verwendet wie das AKS-74U auch einen kombinierten Kornträgergasblock, jedoch wurde sein Gassystem nicht gekürzt. Die Lauflänge beträgt 200 mm. Mit Seitenmontage und klappbaren Vollschaft bietet es die gleichen Eigenschaften wie das AK-74M, hat aber zusätzlich noch eine 1913-MiL-STD-Schiene unter dem Handschutz. Das AK-9 wird in sehr geringem Umfang von russischen Spezialeinheiten eingesetzt.

## AK-200 (2010)
Ab dem Ende der 2000er-Jahre wurden die Forderungen von russischen Spezialeinheiten nach einer modularen Waffe immer lauter. Bedingt durch seine Konstruktion kann das AK-74M nur bedingt mit Zubehör ausgerüstet werden. Da der Lauf am unteren Teil des Gehäuses befestigt ist, müssen auch Optiken an dieser Baugruppe befestigt werden, wenn diese ihren Nullpunkt halten sollen. Aus diesem Grund müssen Optiken über die Seitenmontage am unteren Gehäuseteil befestigt werden. Dies stellt kein Problem dar, solange nur einzelne Optiken montiert werden soll. Aber da mittlerweile kombinierte Zielsysteme wie Reflexvisier mit Visierlupe oder Springvisierungen im Westen Standard geworden waren, wurde eine lange Schiene auf dem Gehäuserücken gefordert. Da es sich beim oberen Waffengehäuse des AK-74M allerdings lediglich um einen Deckel handelt, können dort ohne weiteres keine Optiken angebracht werden. Das AK-200 (2010) wurde der Öffentlichkeit ab 2010 in verschiedenen Stadien der Entwicklung vorgestellt. Meist handelte es sich um eine direkte Weiterentwicklung des AK-74M mit einer neuen verstellbaren Schulterstütze, einem Handschutz mit vier 1912-MiL-STD-Zubehörschienen sowie einem Sturmgriff, der auch als Zweibein fungieren konnte. Um das Problem mit dem Deckel zu lösen, wurde eine spezielle Arretierung für den Gehäusedeckel entwickelt. So konnte dieser eine lange 1913-MiL-STD-Schiene erhalten, auf der mehrere Optiken angebracht werden konnten. Auch wurde ein vierreihiges „Quadmag“ mit 60 Schuss Kapazität zusammen mit der Waffe präsentiert.

### AK-12
Ab 2012 wurden der Öffentlichkeit immer wieder verschiedene Modelle mit den Namen AK-12 präsentiert. Diese gingen vom Konzept her beinahe nahtlos aus dem AK-200 (2010) hervor und sollten das Kalaschnikow-System vor allem in Sachen Modularität und Rückstoßkontrolle auf den neuesten Stand bringen. Diese verschiedenen Stadien und Modelle werden von der Fachliteratur immer wieder anders bezeichnet. Üblich ist jedoch die zusätzliche Nennung der jeweiligen Jahreszahl der Erstvorstellung.

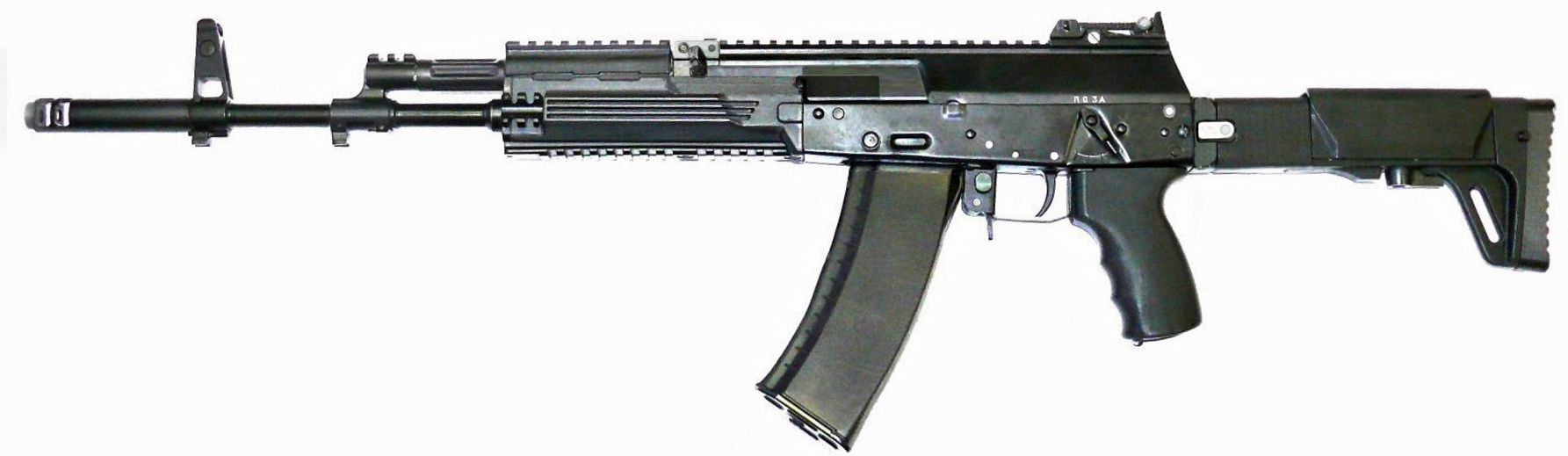
AK-12-Prototyp von 2012

AK-12(2012) Das erste vorgestellte Modell hatte ein komplett neues kantiges glattes Waffengehäuse. Es bot eine beinahe durchgehende Schiene auf dem Gehäuse, eine verstellbare Schulterstütze, einen beidseitig bedienbaren Verschlussspannhebel und einen mit dem Daumen auf der rechten Seite zu erreichenden Feuerwahlhebel. Das Modell hatte eine Mündungsbremse mit zwei Kammern und einen Kornträger am Laufende. Die Kimme saß auf der Railschiene am hinteren Ende des Gehäuses, wodurch sich die Visierlänge deutlich erhöhte. Das Modell von 2012 verfügte über einen 3-Schuss-Feuerstoß, der mit 1000 Schuss je Minute feuerte, im regulären vollautomatischen Betrieb betrug die Feuerrate 600 Schuss je Minute. Kurioserweise bot das Modell nicht nur Railschienen an Handschutz und Gehäuse, sondern auch auf dem Gasblock.
Ak-12 (2014) Zwei Jahre später wurde ein Modell mit leichten Änderungen im Design vorgestellt. Die kuriose Railschiene auf dem Gasblock verschwand und das glatte Gehäuse wies nun Verstärkungsrippen auf. Der 3-Schuss-Feuerstoß entfiel, dafür wurde die 1913-MiL-STD-Zubehörschiene auf dem Gehäuserücken komplett durchgängig.
AK-12 (2015) Ein weiteres Jahr drauf wurde das AK-12 noch einmal stark überarbeitet. So ähnelt das Gehäuse nun stark dem des AEK-971 und es kommt ein kombinierter Kornträgergasblock zum Einsatz. Die Mündungsbremse hat nun eine Kammer. Gut zu erkennen ist das Modell an den roten Markierungen für den jeweiligen Feuermodus.

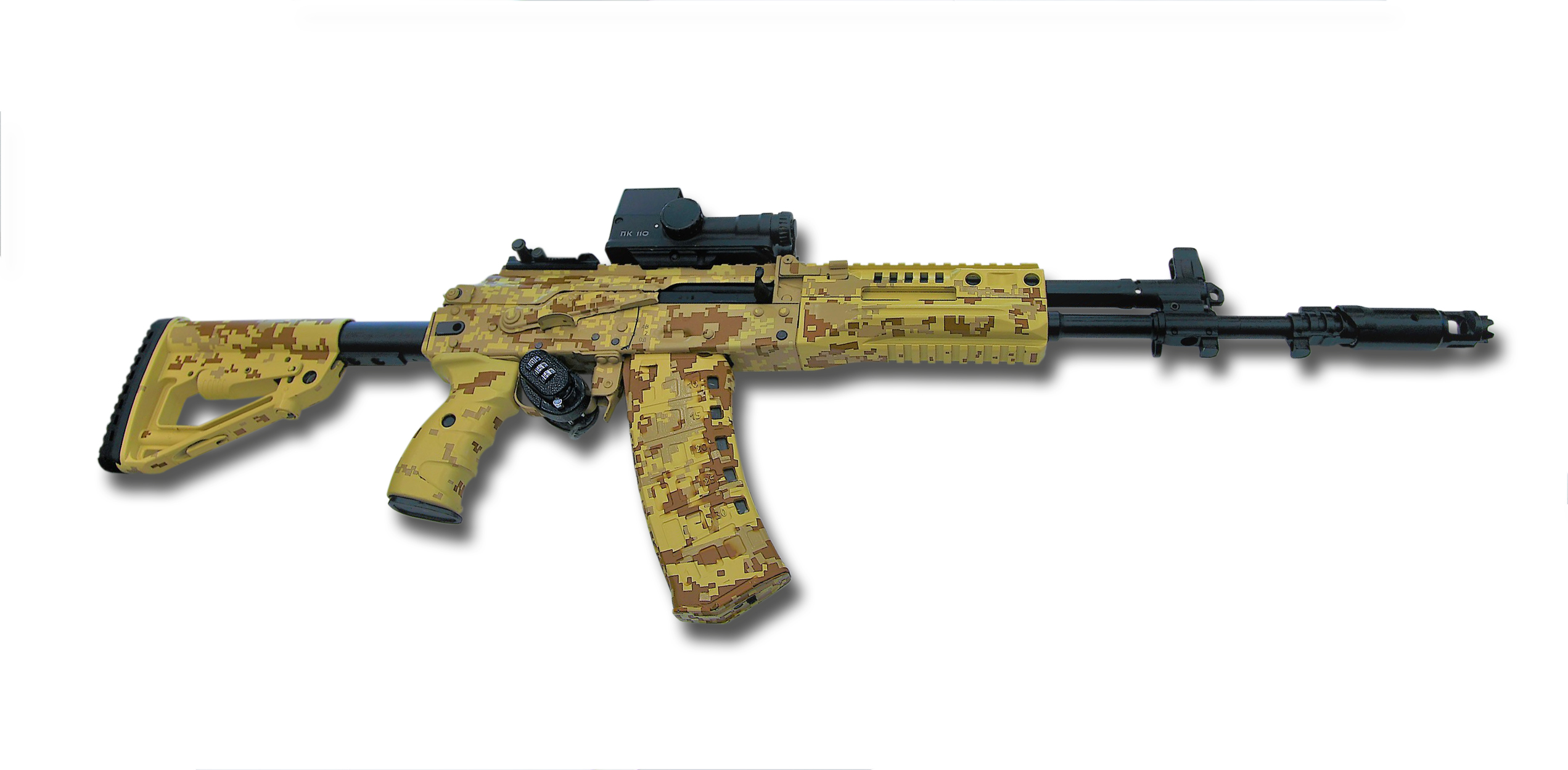
AK-12 (AK-40k), aktuelle Version, mit Abzugssicherung

AK-12 (Ak-400) Die aktuelle Version des AK-12 basiert aus Kostengründen wieder stark auf dem AK-74M und verwendet so dessen Gehäuse und Verschluss. Verschluss und Feuerwahlhebel sind nicht mehr beidseitig bedienbar. Übernommen wurden allerdings der arretierbare Deckel mit der 1913-MiL-STD-Zubehörschiene, der kombinierte Kornträgergasblock und die Mündungsbremse, welche den Rückstoß reduziert. Neu dazugekommen sind eine klapp- und verstellbare Schulterstütze nach westlichem M16/M4-Standard und ein verstellbares Gassystem für die einfachere Verwendung von Schalldämpfern. Das Modell hat eine Feuergeschwindigkeit von 700 Schuss je Minute. Dieses aktuelle Stadium wird oft als AK-400-Serie bezeichnet und so von den vorherigen Prototypen abgegrenzt, die als AK-200-Serie bezeichnet werden. Im Januar 2018 wurde die aktuelle Form des AK-12 (AK-400) bei den russischen Streitkräften offiziell mit der GRAU-Index-Nummer 6P70 eingeführt, wobei Spezialeinheiten bei der Umstellung als erstes berücksichtigt werden sollen.
AK-15 Weitgehend identisch mit dem aktuellen AK-12 (AK-400), jedoch eingerichtet für die Patrone 7,62 × 39 mm M43. Damit kommt die Waffe der Forderung nach einer mit dem neuen AK-12 kompatiblen Waffe nach, welches das alte Kaliber verwendet. Vor allem Spezialeinheiten schätzen die höhere Mannstoppwirkung und die bessere Schalldämpfbarkeit von 7,62 × 39 mm M43.
AK-12k Kurze Version des AK-12 mit einer Lauflänge vergleichbar mit der des AK-105. Die Waffe verwendet Patronen 5,45 × 39 mm und bekommt eine eigene Mündungsbremse.
AK-15k Kurze Version des AK-15 mit einer Lauflänge vergleichbar mit der des AK-105. Die Waffe verwendet Patronen 7,62 × 39 mm und bekommt eine eigene Mündungsbremse.
RPK-16 ist die leichte Maschinengewehr-Form des AK-12. Es ist weitgehend mit dem AK-12 (AK-400) identisch, verfügt jedoch über einen längeren schweren Lauf von 550 mm, eine massivere Schulterstütze und ein neues 96-Schuss-Magazin. Die Feuergeschwindigkeit beträgt 800 Schuss die Minute. Der Lauf kann, wenn heiß geschossen, gewechselt werden. Es steht sogar ein kürzerer Wechsellauf von 370 mm Länge zur Verfügung, um das RPK-12 in der Rolle eines Sturmgewehres einsetzen zu können.

### AK-200 Serie (2018)
Anfang 2018 kündigte der Konzern Kalaschnikow an, die AK-100-Exportserie zu überarbeiten. Dabei sollte diese einige der Eigenschaften des AK-12 (AK-400) erhalten. Die Modelle der AK-200-Serie (nicht zu verwechseln mit dem AK-200-Modell von 2010) bekommen den neuen arretierten Gehäusedeckel mit 1913-MiL-STD-Zubehörschiene, die neue klapp- und verstellbare Schulterstütze, jedoch nicht das neue Gassystem und die neue Mündungsbremse. Dafür erhalten die Exportmodelle eigene neue Mündungsfeuerdämpfer. Die bekannten Modelle der AK-100-Serie von AK-101 bis AK-105 erhöhen sich in der Namensgebung jeweils plus eins in der Hunderter-Stelle; mit Ausnahme des AK-74M, dieses wird zum AK-200. Dies kann zu Verwechslungen mit dem AK-200 von 2010 führen, einem Vorgänger des AK-12. Die Modelle AK-107, AK-108 und AK-109 sind nicht betroffen, werden aber mittlerweile auch in modernen Versionen mit 1931-MiL-STD-Schienen angeboten, jedoch ohne Namensänderung.
AK-74M – AK-200 (5,45 × 39 mm M74)
AK-101 – AK-201 (5,56 × 45 mm NATO)
AK-102 – AK-202 (5,56 × 45 mm NATO)
AK-103 – AK-203 (7,62 × 39 mm M43)
AK-104 – AK-204 (7,62 × 39 mm M43)
AK-105 – AK-205 (5,45 × 39 mm M74)

### AK-308
AK-308, zusammengesetzt aus AK für Awtomat Kalaschnikowa und 308 für das Kaliber. 308 Winchester ist eine Version des AK-12 als Schnellfeuergewehr. Offiziell 2018 vorgestellt und für den Export bestimmt, trägt es jedoch alle wichtigen Eigenschaften des AK-12 (AK-400) und somit auch die neue Mündungsbremse und Gassystem sowie die 1913-MiL-STD-Zubehörschiene auf dem Gehäusedeckel.

## Weitere Produktionsländer
Erst ab dem AK-47 Typ III vergab die Sowjetunion Lizenzen an enge Verbündete und Satellitenstaaten. Als mit dem AKM eine zuverlässige sowie günstig zu produzierende Waffe zur Verfügung stand, ermunterte man die Mitgliedsländer des Warschauer Vertrags aktiv dazu, eine Infanteriewaffe im Kaliber 7,62 × 39 mm M43 im eigenen Land zu fertigen. Dabei dachte man zwar an das AKM, jedoch fertigte die ČSSR mit der Samopal vz. 58 eine eigene Infanteriewaffe in diesem Kaliber. Neben der Sowjetunion vergab auch die Volksrepublik China Lizenzen für die Fertigung der Typ 56 sowie Jugoslawien für das M70B1.

### Ägypten

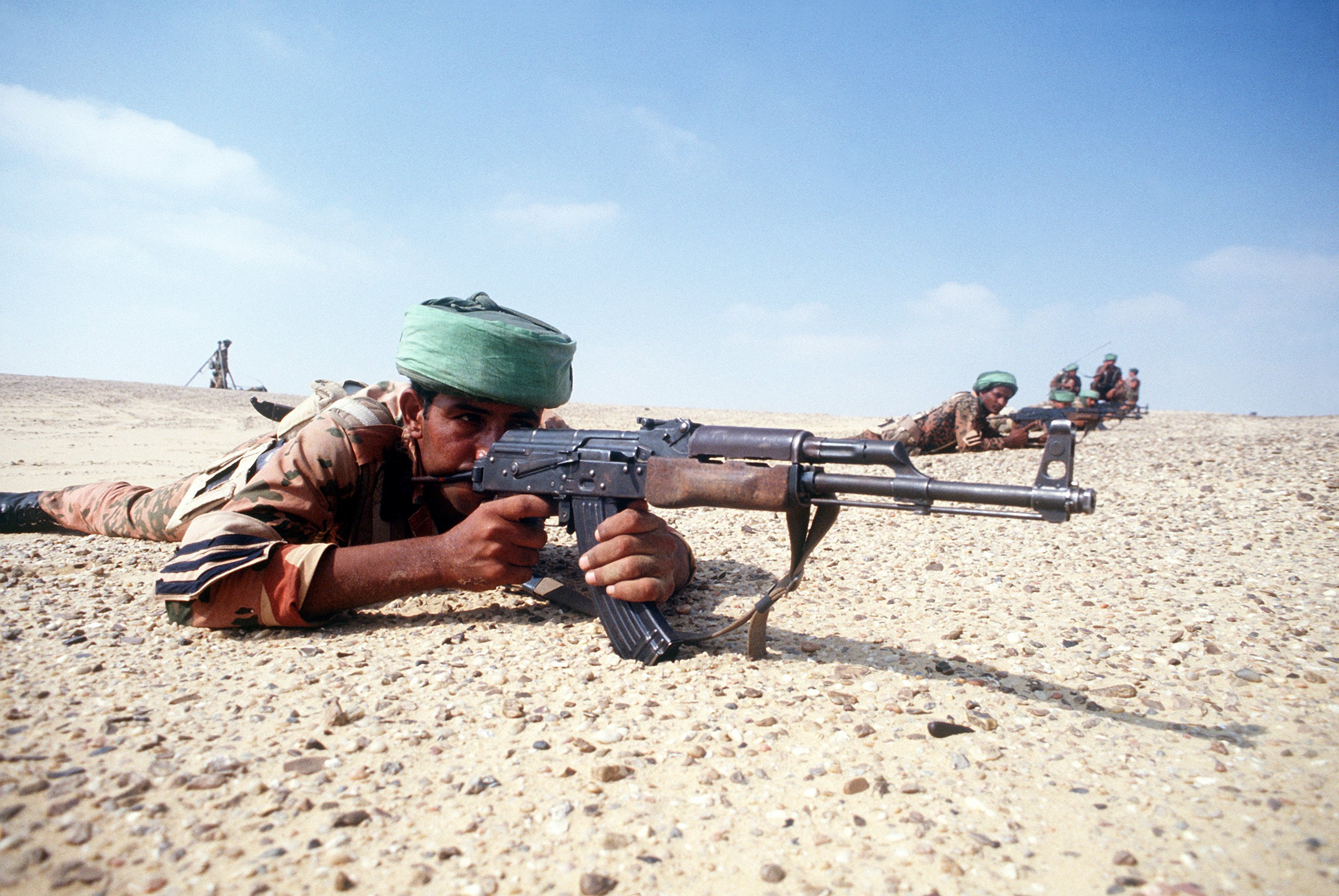
Ägyptischer Soldat mit Misr AR

Unter der Führung von Gamal Abdel Nasser wurde die arabische Republik Ägypten von der Sowjetunion militärisch unterstützt. Ein Teil der Unterstützung bestand im Aufbau einer Fabrik zur Produktion sowjetischer Waffen, in der unter anderem das AKM von der Maadi Company, später Fabrik Nr. 54, gefertigt wird.
Maadi ARM weitgehend identisch mit dem AKM, bekam den Spitznamen „Misr“, der arabischen Selbstbezeichnung für das Land Ägypten. Nach anderen Quellen steht ARM als Abkürzung für „Assault Rifle Misr“ (dt. Sturmgewehr Ägypten).
(Maadi) Misr AR Weitgehend mit der ARM identisch, aber mit einem Klappschaft aus eigener Produktion. Der neue Klappschaft besteht aus einem gerade schräg nach unten verlaufenden Stahldraht, der in einem dreieckigen Blech mündet, welches die Kolbenplatte hält. Wegen der dreieckigen Form wird dieser Schaft oft als Pyramidenschaft bezeichnet. Wie der Schleifenschaft aus DDR-Produktion wird er auf die rechte Gehäuseseite geklappt und stört dort weder Verschluss noch Feuerwahlhebel. Da der Schaft keine gute Wangenauflage ermöglicht, gilt das Misr AR besonders im Dauerfeuer als nicht sonderlich stabil.

### Albanien

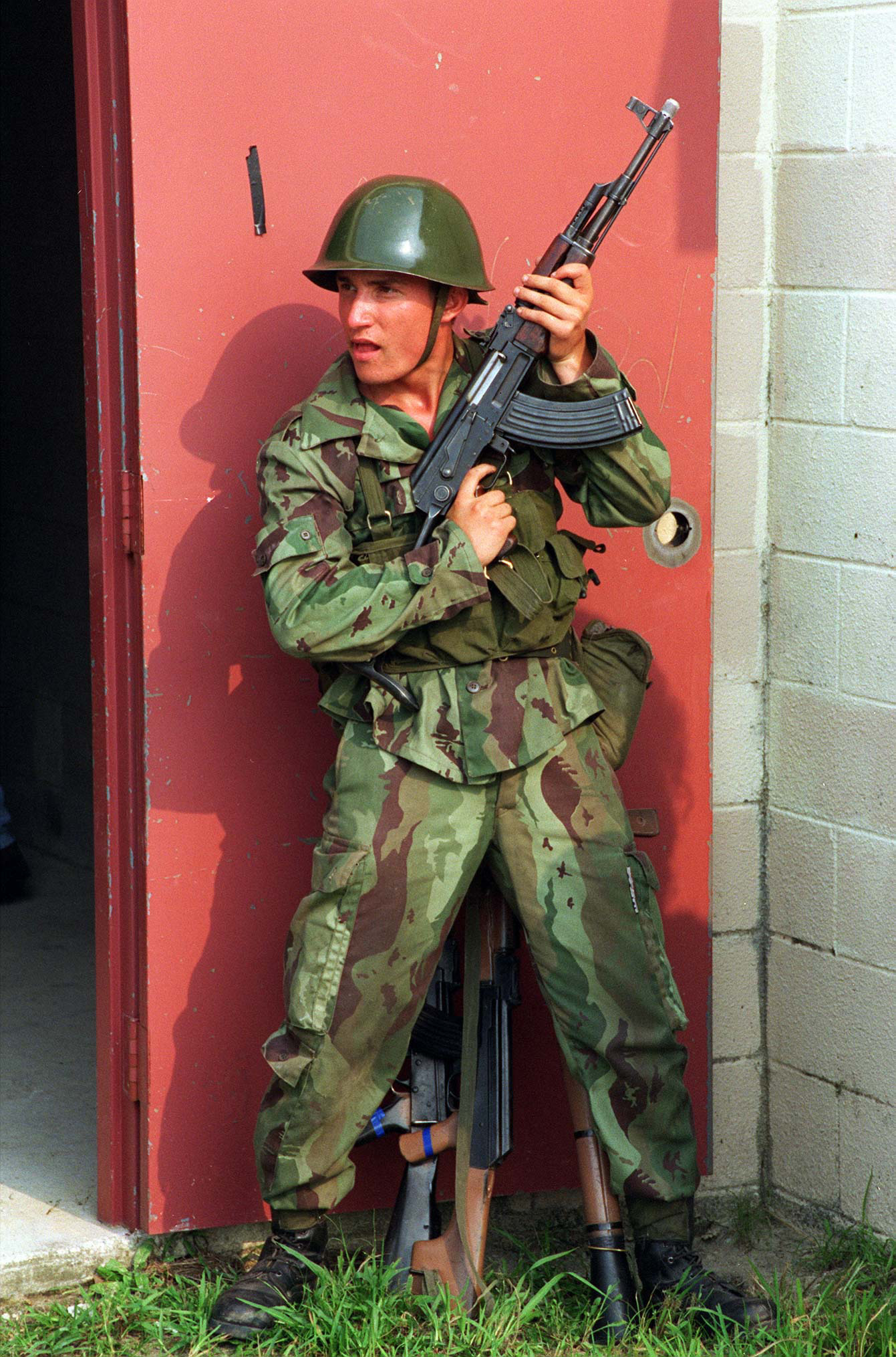
Albanischer Soldat mit Ash-78 Tip 1

Bevor es unter Enver Hoxha zur Isolation des Landes kam, hatte die Sozialistische Volksrepublik Albanien lediglich die Pläne zur Herstellung des SKS-45 erhalten, das im Land als Armë 10 Korriku (dt. Gewehr des 10. Juli) produziert wurde. Auf der Suche nach einer automatischen Waffe wandte man sich an die Volksrepublik China, die dem Land die Pläne für die Produktion des Typs 56 lieferte. Die albanische Version wird von Uzina Mekanike Gramsh in der Stadt Gramsh produziert. Die albanischen Modelle lassen sich leicht an ihren glatten Gehäusen erkennen, die ovale Vertiefung über dem Magazinschacht fehlt.
ASh-78 Tip 1 Automatiku Shqiptar modeli 56 Tip 1 (dt. albanisches Modell mit Automatik 56 Typ 1) ist eine direkte Kopie des chinesischen Typs 56. Frühe Versionen haben ein gefrästes Gehäuse, spätere ein gestanztes.
ASh-78 Tip 2 Mit dem Tip 1 identisch, nur mit einem Granatgerätedorn zum Abfeuern von Gewehrgranaten. Angedacht war, ein Tip 2 an jede Schützengruppe auszugeben, um die Feuerkraft zu erhöhen.
ASh-78 Tip 3 Mit dem Tip 1 weitgehend identisch, aber mit verlängertem Lauf und einem Zielfernrohr nach Art des PSO-1. Angedacht war der Tip 3 als Zielfernrohrgewehr.
Modell-56 Tip 2 Ein Typ 56 mit längerem Lauf und Zweibein, ein Versuch, ein Äquivalent zum RPK zu schaffen.
ASh-82 Weitgehend identisch mit dem ASh-78 Tip 1, nur mit unter das Gehäuse abklappbarer Schulterstütze. Die ASh-Modelle wurden nicht nachweisbar exportiert, befinden sich aber noch wie vor bei den albanischen Streitkräften in Verwendung. Einige ASh-78 Tip 1 und ASh-82 wurden mit 1913-MiL-STD-Schienen kampfwertgesteigert und sind bei albanischen Spezialeinheiten wie der BOS im Einsatz.

### Algerien
Typ 98 Algerien fertigt mit dem Typ 98 eine direkte Kopie des chinesischen Typs 56.
Typ 98-1 Ebenfalls eine direkte Kopie des chinesischen Typ 56-1, mit unter das Gehäuse klappbarem Schaft.

### Bulgarien

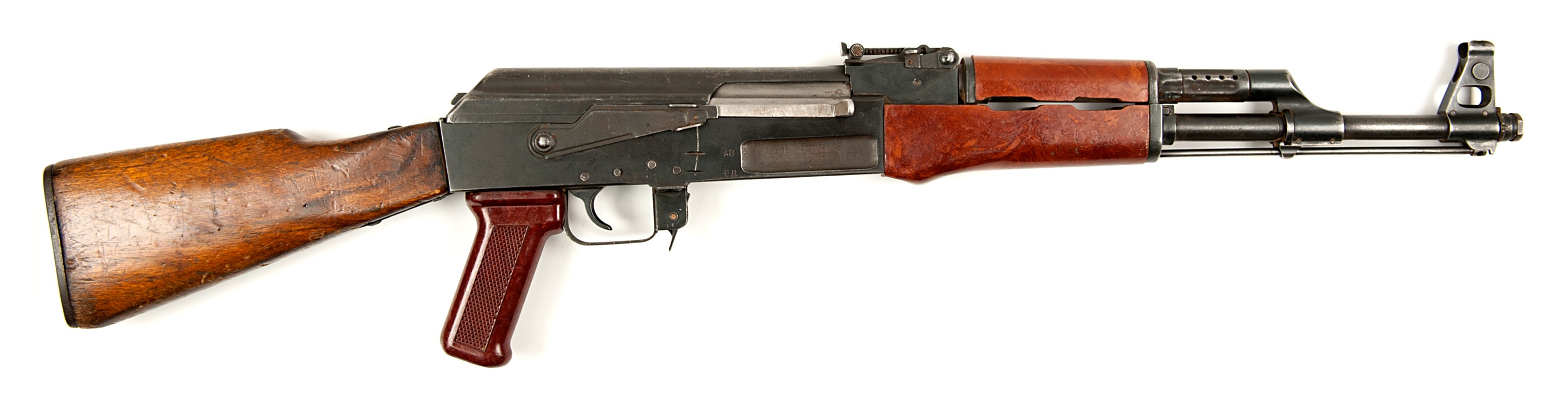
Bulgarische AKK

Als eines der ersten Länder produzierte Bulgarien ab 1964 eine Version des AK-47 in Kasanlak. Dies erfolgte in einer von der Sowjetunion aufgebauten Fabrik, die „Fabrik 10“ heißt. Die dort produzierten Waffen tragen als Fabrikstempel eine „10“ in zwei Kreisen. Die dort produzierten Modelle sind:
AKK eine beinahe unveränderte Version des AK-47 Typ III. Zu erkennen an rot-bräunlicher Schäftung.
AKKI ein AKK mit unter dem Lauf angebrachtem 40-mm-Granatgerät.
AKKS die Klappschaft-Version des AKK. Weitgehend mit dem AK-47S identisch.
AKKN mit AKK identisch, nur mit einer zusätzlichen Seitenmontage für Nachtzielgeräte.
AKKM eine beinahe unveränderte Version des AKM.
AKKMS eine beinahe unveränderte Version des AKMS.
AKB ein experimentelles AKKM im Bullpup-Design.
AK74 Ab Ende 1970 fertigte Bulgarien eine beinahe direkte Kopie des AK-74. Einzig die Schäftung unterscheidet sich vom sowjetischen Vorbild. Bulgarische AK74 weisen eine Kunststoffschäftung aus dunkelbraunem Kunststoff aus, die 30-Schuss-Magazine sind ebenfalls oft von dunkelbrauner Farbe.
RKKS Weitgehend mit dem RPK mit gefrästem Gehäuse identisch, lediglich der Anschlagschaft hat eine andere Form.
ATK-47 Ausbildungsversion des AKKM im Kaliber .22lfb als reiner Masseverschluss.
ATK-98 Ausbildungsversion des RKKS im Kaliber .22lfb als reiner Masseverschluss.
Nach dem Ende des Kommunismus in Bulgarien produzierte man die AKKMS in geringen Stückzahlen weiter. Um die Wirtschaft des Landes anzukurbeln und um Absatzmärkte für die Waffenindustrie zu finden, schuf man bei Arsenal AD (bulgarisch: Арсенал АД) in Kazanlak eine Reihe neuer Waffen auf Basis der zu Sowjet-Zeiten erhaltenen Lizenzen. Diese basieren auf dem als langlebiger geltenden gefrästen Gehäuse des AK-47 Typ III zusammen mit Eigenschaften, die Anfang der 1990er-Jahre als modern galten.
AR Weitgehend mit dem AK-47 Typ III identisch, jedoch mit einer Schäftung aus schwarzem Polymer. Es wurde jedoch die Seitenmontage nach Muster des AKM angebracht. Das AR kann die bulgarischen Granatgeräte UBGL und UBGL-1 aufnehmen; diese ähneln den russischen Granatgeräten GP-25 und GP-30, welche die AR ebenfalls aufnehmen kann. Als Magazine werden schwarze Polymer-Magazine mit einem Waffelmuster und 30 Schuss Kapazität angeboten.
AR-F Weitgehend mit dem AR identisch, jedoch mit dem unter das Gehäuse klappbaren Schaft nach Muster des AKS-47, das in ausgeklapptem Zustand in einem Winkel nach unten absteht.
AR-1 Weitgehend mit dem AR identisch, nur zusätzlich mit einer der des AK-74 ähnlichen Mündungsbremse.
AR-1F Weitgehend mit dem AR-F identisch, nur zusätzlich mit einer der des AK-74 ähnlichen Mündungsbremse.
AR-M1 Weitgehend mit dem AR-1 identisch, nur mit einer gerader verlaufenden Schulterstütze. Neben 7,62 × 39 mm M43 wird das M1 auch in 5,56 × 45 mm NATO angeboten, meist dann AR-M1A1 genannt.
AR-M1F Weitgehend mit dem AR-1F identisch, aber mit einem unter das Gehäuse klappbaren Schaft, der ausgeklappt gerade zum Lauf steht. Neben 7,62 × 39 mm M43 wird das M1F auch in 5,56 × 45 mm NATO angeboten, meist dann AR-M1A1F.
AKS-47S Weitgehend mit dem AKMSU identisch, aber mit einem gefrästen Gehäuse nach AK-47-Typ-III-Muster. Die Modelle besitzen einen Handschutz aus hellem Holz. Zudem tragen die meisten Modelle einen sogenannten Sound Hog, einen Mündungsaufsatz, der Mündungsgase und Mündungsfeuer konzentriert in Schussrichtung abgibt, um dort einen Blendgranaten ähnlichen Effekt auf Ziele haben soll.
AR-M1 Weitgehend mit dem AR identisch, aber im Kaliber 5,56 × 45 mm NATO und einer Mündungsbremse nach AK-74-Art. Dieses Modell war hauptsächlich für den Export in westliche Länder bestimmt. Die Modelle in westlichen Kalibern werden ebenfalls zusammen mit schwarzen Waffelmuster-Magazinen angeboten, die eine Kapazität von 30 Schuss aufweisen.
AR-UR Weitgehend mit dem AKS-47S identisch, aber mit einer Schäftung aus schwarzem Polymer, die gegen einen Handschutz mit eingebautem Lichtmodul getauscht werden kann.
AR-SF Weitgehend mit dem AKS-47S identisch, aber für die Patrone 5,56 × 45 mm NATO.
AR-M4UR Weitgehend mit dem AR-UR identisch, jedoch mit einem neuen Skelettschaft, der auf die rechte Gehäuseseite abgeklappt werden kann und einer weiter hinten auf dem Gehäuse liegenden Kimme.
AR-M4SF Weitgehend mit dem AR-M4UR identisch, jedoch im Kaliber 5,56 × 45 mm NATO.
AR-M2U Ein Versuch, das russische AK-104 nachzuahmen, aber für die Patrone 7,62 × 39 mm M43. Der Lauf wurde auf 320 mm gekürzt, Kimmenträger und Gasblock zu einer Einheit zusammengefasst. Der Klappschaft des M2U kann nach Muster des AKM unter das Gehäuse geklappt werden, als Mündungsaufsatz kommt ein Soundhog nach Muster des AR-UR zum Einsatz.
AR-M2F Weitgehend mit dem M2U identisch, jedoch für die Patrone 5,56 × 45 mm NATO.
AR-M7F Ein Versuch, das russische AK-74M nachzuahmen, jedoch besitzt das M7F ein gefrästes Gehäuse nach AK-47-Typ-III-Muster. Wie das AK-74M auch, besitzt das M7F einen auf die linke Gehäuseseite klappbaren Polymerschaft und eine Seitenmontage, die beim eingeklappten Schaft nicht nutzbar ist. Sie besitzt jedoch eine Mündungsfeuerbremse nach bulgarischem Muster und ist für die Patrone 7,62 × 39 mm M43 eingerichtet.
AR-M9F Die verbesserte AK-47-Kopie verfügt wie die AR-M1/AR-M1F über einen mit dem Daumen bedienbaren Feuerwahlschalter und einen anders gestalteten Polymerschaft. Die AR-M9F verwendet einen rechtsseitig klappbaren Rohrschaft in NATO-Länge. Im Gegensatz zu den meisten AK-Klappschäften, die auf der linken Seite klappbar sind. Der Vorteil eines rechtsseitigen Klappschaftes gegenüber einem linken ist, dass die Optikhalterung an der Waffe verbleiben kann, wenn sie eingeklappt ist. Anstatt die Optikhalterung entfernen zu müssen, um den Schaft zu verriegeln. Die AR-M9F kann auch im eingeklappten Zustand abgefeuert werden, da der hin- und herbewegliche Schaft den Ladegriff freigibt. Der Wählhebel kann ebenfalls weiterhin verwendet werden, da der Daumenwählhebel auf der linken Seite des Griffs integriert ist. Das zivile Gegenstück zum AR-M9F als halbautomatisches Gewehr ist das SAR-M9F (modifiziert und auf dem US-Markt als SAM7SF-84 verkauft, um die Einfuhrbeschränkungen zu erfüllen).
LMG die bulgarische Version des RPK mit gestanztem Gehäuse. Der Anschlagschaft hat eine andere Form und besteht, wie der Handschutz, aus schwarzen Polymer.
LMG-F weitgehend mit dem LMG identisch, nur hat das LMG-F die unter das Gehäuse klappbare Schulterstütze des AKMS.
AK-74 Nach dem Zusammenbruch des Kommunismus fertigte Bulgarien zu der neuen AR-Linie eine beinahe unveränderte Kopie des russischen AK-74. Alleine die Schäftung unterscheidet sich bei einigen Modellen, da man teilweise dieselbe schwarze Polymerschäftung wie bei der AR-Linie verwendete. Einige frühe Modelle erhielten auch eine dunkelbraune Polymerschäftung.
Im Gegensatz zu anderen Ländern, die nach dem Zusammenbruch des Kommunismus erfolglos versuchen, auf dem internationalen Waffenmarkt Fuß zu fassen, war Bulgarien recht erfolgreich. Dies lag vor allem daran, dass die Waffen oft als Halbautomaten in die USA exportiert wurden. Bulgarien wurde nicht mit einem Embargo auf „nicht-Sportwaffen“ belegt wie die Russische Föderation.

### China
Typ 56

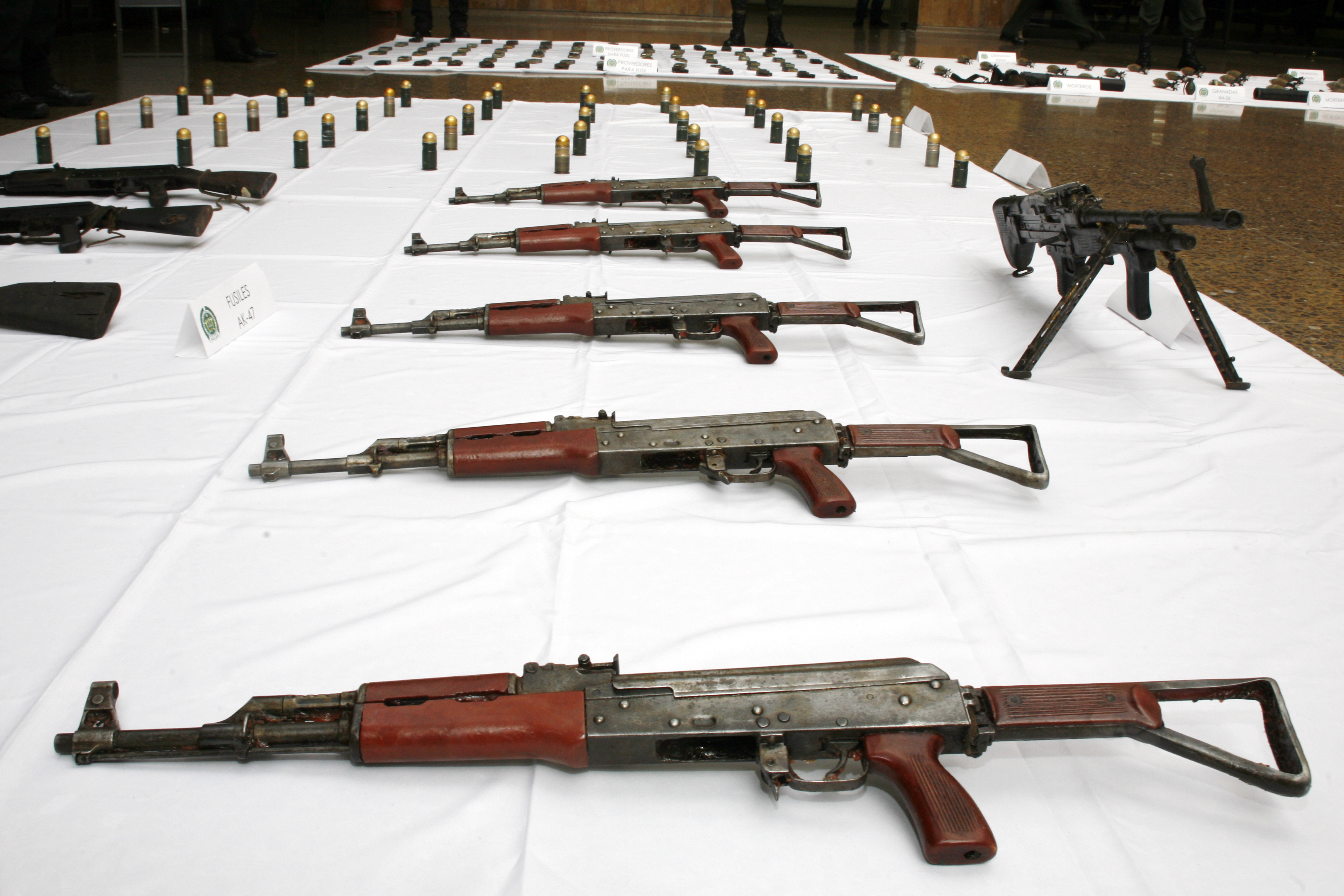
Chinesisches Typ 56-2

Eine besondere Stellung in der Reihe der Kalaschnikow-Modelle kommt dem chinesischen Typ 56 (56式 自动步枪, transkr.: 56 Shì zìdòng bùqiāng, dt. 56-Typ Automatisches Gewehr) zu. Im Zuge der sozialistischen Zusammenarbeit erhielt die Volksrepublik China, wie einige andere Länder, die Pläne zur Produktion des AK-47 Typ III. Die Produktion einer unveränderten Version begann 1956 in der Fabrik Nummer 66, dieses Modell erhielt die Bezeichnung Typ 56 (56式). Dies führt immer wieder zu Verwechslungen, da die chinesische Version des SKS-45 ebenfalls als Typ 56(56式 半自动步枪, tanskr.: 56 Shì bànzìdòng bùqiāng, dt. 56-Typ Halb-Automatikgewehr) eingeführt wurde. Meist spricht man deswegen vom Typ-56-Sturmgewehr und Typ-56-Karabiner. Eine Version mit unter das Gehäuse klappbarem Schaft erhielt ebenfalls die Bezeichnung Typ 56. Wenig später wurde die Produktion vereinfacht und die Waffe an die Militärdoktrin der Volksbefreiungsarmee angepasst. So erhielt das Typ 56 ein fest eingebautes anklappbares Nadelbajonett, das bereits zuvor beim Karabiner Typ-56 verwendet wurde. Außerdem wurde der Kornträger deutlich abgeändert, spätere Typ 56 haben einen runden geschlossenen Kornträger, der gut vom offenen des AK-47 und AKM zu unterscheiden ist. Da es in den späten 1950er-Jahren zum chinesisch-sowjetischen Bruch kam, erhielt China nie die Pläne zur Herstellung des gestanzten AKM. Da China aber dennoch am günstigeren Blechprägeverfahren interessiert war, wurde dort das AKM nachentwickelt, jedoch mit einer Blechstärke von 1,5 mm statt 1 mm. Ob dies getan wurde, um eine bessere Haltbarkeit zu gewährleisten, oder weil man mit 1-mm-Blech nicht zurechtkam, ist unbekannt. So schufen die chinesischen Konstrukteure eine Waffe, die zwar wie das AKM im Blechpräge-Verfahren produziert wurde, jedoch keine anderen der mit dem AKM eingeführten Verbesserungen übernahm. So behielt die neue Waffe den schwereren Lauf des AK-47 bei, besitzt keinen Verzögerer in der Abzugsgruppe und auch die Ergonomie des AK-47 mit schräg nach unten angewinkeltem Fest- und Klappschaft wurde beibehalten. Die Blechprägeversion des Typ 56 heißt ebenfalls Typ 56, jedoch wurde ab diesem Zeitpunkt die Version mit abklappbarer Schulterstütze Typ 56-1 genannt. Später kam das Typ 56-2 mit einer Skelett-Schulterstütze mit Kunststoff-Wangenauflage hinzu, die sich an die linke Gehäuseseite klappen lässt. Auf dieser Seite stört sie die Bedienung des Feuerwahlschalters nicht. Spätere Typ-56-Modelle kamen mit Handschutz und Pistolengriffen aus Kunststoff, der Kunststoff-Pistolengriff ist steiler als der des AKM. Da Typ-56-Modelle über einen langen Zeitraum produziert wurden, ergeben sich immer wieder verschiedene Kombinationen aus Merkmalen, aber meist besitzt das Typ 56 das klappbare Bajonett, wohingegen Typ 56-1 und Typ 56-2 Seitengewehre nach Muster des AK-47 (6Ch4) aufnehmen können. Einige Typ 56 haben Mündungskompensatoren nach Muster des AKM, andere haben gar kein Mündungsgewinde. Das Typ 56 kann mit den Magazinen von AK-47 und AKM geladen werden. Die 30-Schuss-Stahlblechmagazine aus chinesischer Produktion sind weitgehend mit denen des AK-47 Typ III identisch, jedoch ist ihr Rücken flach, er weist keinen Kamm auf. Zudem erkennt man sie an nur zwei horizontalen Verstärkungsrippen anstelle von fünf. Zudem produzierte China ein 75-Schuss-Trommelmagazin. Dieses war zylinderförmig, sitzt weniger steil in der Waffe und gilt als zuverlässiger als das russische RPK-Magazin. Das Typ 56 bildet mit geschätzten 15 bis 20 Millionen hergestellten Exemplaren neben dem AKM mit geschätzten 10 Millionen Exemplaren die größte Gruppe der Kalaschnikows. Auch hat die Volksrepublik China ihrerseits Lizenzen für die Produktion des Typ 56 vergeben, unter anderem an Algerien (Model-89, Model-89-1), Albanien (ASh-78 Tip 1, ASh-82), Burma (Typ 56), Iran (KLS, KLF, KLP) und den Sudan (MAZ).
China fertigte neben Typ 56, Typ 56-1 und Typ 56-2 auch weitere Modelle auf Basis des Kalaschnikow-Systems.
Typ 56C eine verkürzte Version des Typs 56. Der Lauf wurde verkürzt, so dass Kornträger und Gasblock fast aneinander liegen. Die Waffe besitzt zudem einen Klappschaft ähnlich dem Typ 56-2, der auf die rechte Gehäuseseite abgeklappt werden kann. Zudem hat das Typ 56C ein verstellbares Gassystem und eine spezielle Mündungsfeuerbremse. Um die Führigkeit der kompakten Waffe weiter zu verbessern, werden Typ 56C meist mit 20-Schuss-Magazinen ausgegeben. Sie können jedoch auch mit 30-Schuss-Stahlblech-Magazinen geladen werden.
Typ-84S Eine Variante des Typs 56 im Kaliber 5,56 × 45 mm NATO, die für den Export bestimmt ist. Die Waffe hat einen geschlitzten Mündungsfeuerdämpfer und nur wenig gekrümmte Stahlblech-Magazine für die NATO-Patrone.
Typ-84S-1 Mit dem Typ-84S identisch, aber mit unter das Gehäuse klappbarem Schaft nach Art des Typs 56-1.
Typ-86S Dieses Sturmgewehr in 7,62 × 39 mm M43 und Bullpup-Bauweise wurde um 1980 für den Export bestimmt. Es handelt sich um eine verkürzte Version des Typs 56, dessen Pistolengriff vor dem Magazinschloss liegt. Dabei liegt der Feuerwahlhebel über dem Pistolengriff. Ein Sturmgriff kann für die bessere Handhabung abgeklappt werden, dieser ähnelt dem der Steyr AUG, die Visierlinie wurde angehoben und befindet sich in einem Tragebügel, die Visierung kann auf 100, 200 und 300 Meter eingestellt werden. Der Spannhebel befindet sich in diesem Bügel und kann von beiden Seiten bedient werden, er läuft mit der Verschlussbewegung mit. Die Waffe wurde nur in geringen Stückzahlen exportiert, da sie unter den US Assault Weapons Ban fiel.

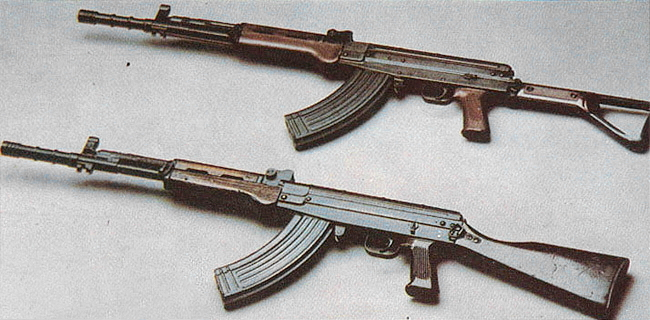
Typ 81 und Typ 81-1

Typ 81 Eigentlich kein Teil der Kalaschnikow-Familie im eigentlichen Sinn, hat diese Waffe zwar deren Aufbau, aber ein verlängertes Gehäuse. Dadurch kann der nach hinten gleitende Verschluss auf dem längeren Weg seine gesamte Kraft aufbrauchen und es kommt so zu keiner Übertragung der Restrücklaufenergie des Verschlussträgers auf den Schützen. Dies sorgt für eine bessere Stabilität bei Dauerfeuer.
Typ 81-2 Die Klappschaft-Version des Typs 81, der Klappschaft wird nach Art des Typ 56-2 auf die rechte Gehäuseseite geklappt. Typ-81 und Typ 81-2 befinden sich seit 1983 in Verwendung bei der chinesischen Volksarmee, werden jedoch nach und nach durch QBZ-95 und QBZ-03 ersetzt.
Typ 81 lMG Die leichte-Maschinengewehr-Version des Typs 81 mit längerem Lauf, Zweibein und massiverem Anschlagschaft. Durch den längeren Weg des Verschlusses lässt sich das lMG angenehmer schießen und leichter im Ziel halten als das RPK.

### DDR

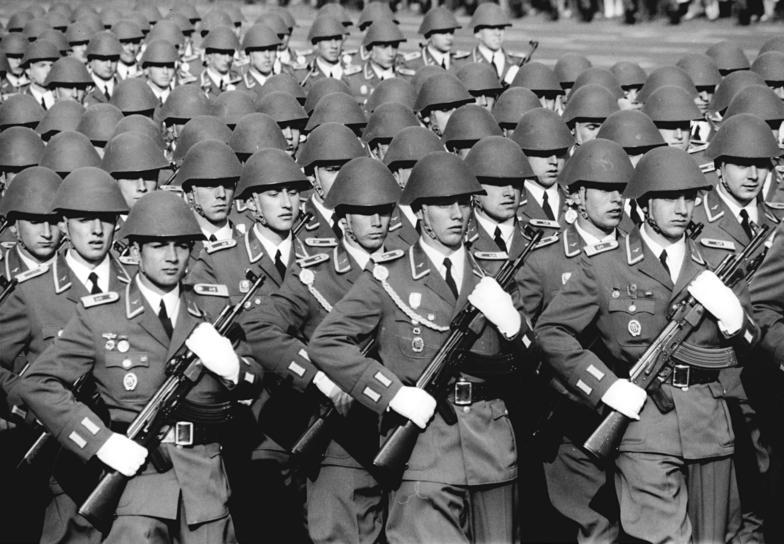
NVA-Soldaten mit MPi KM

Als eines der ersten Länder der Ostblocks fertigte die Deutsche Demokratische Republik eine Version des AK-47 Typ III im eigenen Land. Die Produktion erfolgte beim VEB Geräte- und Werkzeugbau Wiesa. Die Lizenz für die Produktion wurde 1958, zusammen mit der technischen Dokumentation, von der Sowjetunion an die DDR übergeben. 1958 wurden die ersten Handmuster gefertigt. 1959 wurde die erste Serie in Massenproduktion hergestellt, mit einer Stückzahl von 8337. Um den pazifistischen Charakter der DDR in der Außenwirkung nicht zu gefährden, wurde die Produktion weitgehend geheim gehalten. Lieferungen ins Ausland wurden zumeist über Zwischenhändler wie den ITA (Ingenieur technischer Außenhandel) oder die IMES Import-Export GmbH abgewickelt.
MPi K Gerät 32.001 Da in der DDR das Wort „Sturmgewehr“ als Propagandabegriff der Nationalsozialisten strikt abgelegt wurde, übersetzte man das russische „Awtomat Kalaschnikowa“ einfach zu „Maschinenpistole Kalaschnikow“, abgekürzt MPi K. Die ersten Handmuster waren weitgehend mit der AK-47 Typ III identisch, sie unterscheiden sich durch einen Schaftdurchbruch für die Aufnahme eines Trageriemens nach Art des K98. Im Unterschied zum AK-47 wurde die MPi K nicht mit einem Putzstock unter dem Lauf ausgegeben, da man befürchtete, dass dies die Präzision beeinträchtigen könnte. Ein zusammenschraubbarer Putzstock befand sich im separat ausgegebenen Reinigungsset. Geringe Stückzahlen wurde mit einer eigenen Montageschiene und Optiken ausgerüstet.
MPi KmS Gerät 32.002 Weitgehend mit der AKS-47 Typ III identisch. Die technische Dokumentation der AK-47 Typ III sah einen Kolben aus massivem Buchenholz vor, welches in der DDR nicht in ausreichendem Maße zur Verfügung stand. Deswegen wurde die Serienproduktion der MPi K vorerst gestoppt. Als Ersatz fertigte man mit der MPi-KmS (Maschinenpistole Kalaschnikow mit Schaft) eine Version mit Klappschaft aus Metall.

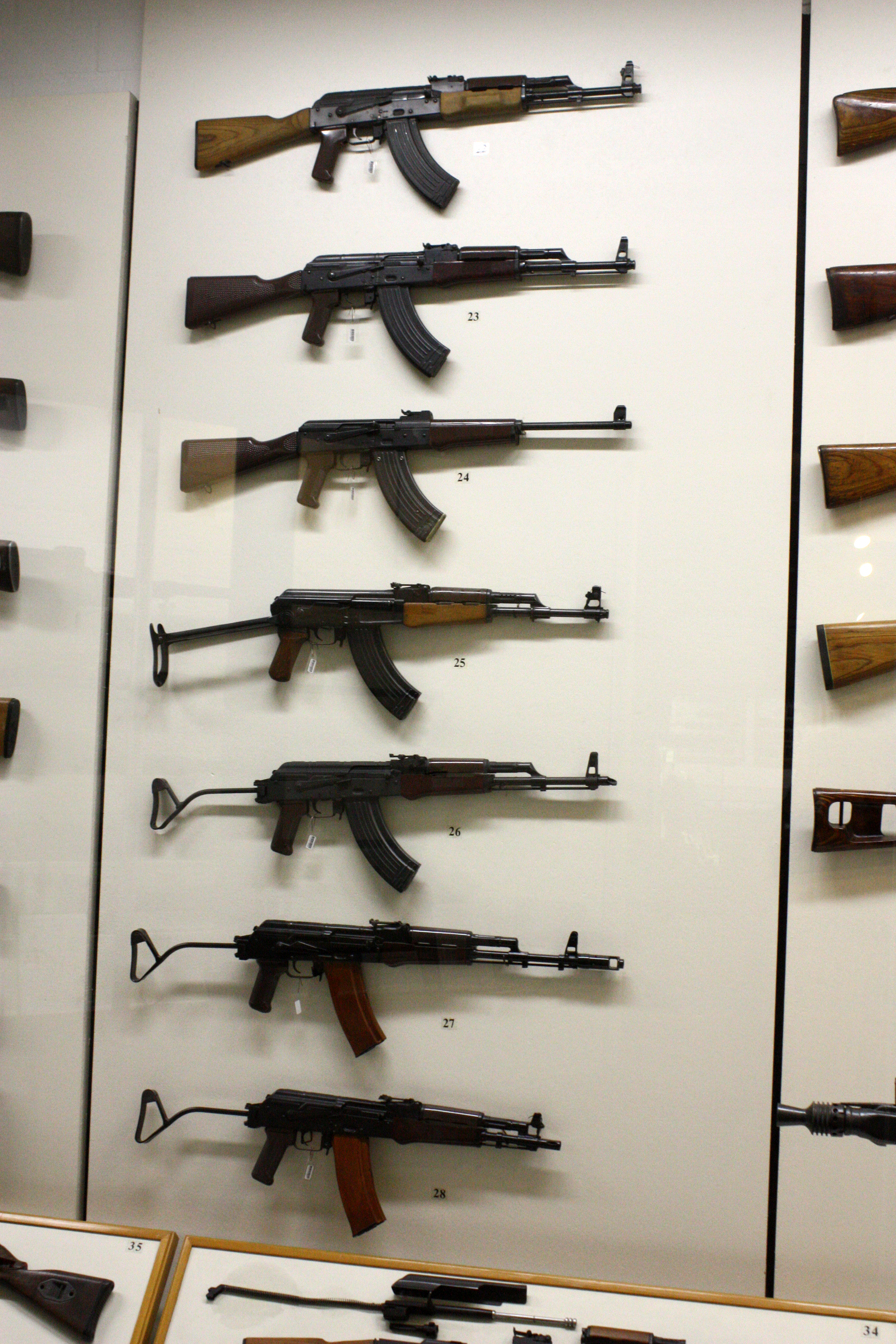
MPi KM, MPi KM-72, KK-MPi-69, MPi KmS, MPi KMS-72, MPi AKS-74 und MPi AKS-74K

MPi KM Gerät 911 Die DDR-Version des AKM unterscheidet sich in der frühen Version wenig vom Vorbild. Später wurden nach und nach Teile der Schäftung durch Kunststoff ersetzt. 1956 versuchte man zunächst, alle Teile durch hellbraune Teile zu ersetzen. Da der obere Handschutz sich jedoch durch die Hitze im Gaskolben verzog, wurde dieser bis 1967 wieder aus Schichtholz gefertigt. Auch wurde der untere Handschutz in seiner ursprünglichen Form von der NVA abgelehnt, da dieser den Falltest nicht bestand. 1979 wurde er durch eine neue Version aus Glasfaser verstärktem Thermoplast ersetzt. Dieser Unterschied im Material sorgt für die oft unterschiedliche Färbung von unterem und oberen Handschutz.
MPi KMS Gerät 912 Die DDR-Version der AKMS entspricht dem KM mit dem Unterklappschaft nach sowjetischem Vorbild.
MPi KMK Gerät 910R (R für Reduziert) Eine verkürzte Version der MPi KM. 1970 verlangte die NVA nach einer kurzen Waffe für Spezialeinheiten und Besatzungen von bestimmten Fahrzeugen. Beim VEB Geräte- und Werkzeugbau Wiesa wollte man das sehr spezielle Gehäuse und Gassystem der AKMSU nicht fertigen, da man nicht gewillt war, die dazugehörigen Maschinen anzufertigen. Also verkürzte man einfach den Lauf der MPi KM auf 319 mm und versetzte den Kornsockel bis an das Verbindungsstück. Ähnlich der ungarischen AMD-65.
MPi KMK Gerät 913 Eine verbesserte Version des Gerät 910R, hier bilden Kornsockel und Verbindungsstück eine Einheit. Die Waffe wurde zusammen mit einem Mündungsknalldämpfer von Spezialeinheiten der NVA verwendet.
MPi KM-72 Gerät 911b Bei der ab 1980 gefertigten Version der MPi KM bestehen sämtliche Teile der Schäftung aus einheitlichem Kunststoff. Ursprünglich hatte die Schäftung eine einheitliche braune Farbe, durch die geringe UV-Beständigkeit erschienen sie jedoch nach der Zeit tiefbraun bis schwarz. Zudem bekam die KM-72 den Mündungskompensator der sowjetischen AKM. Aufgrund der geringen praktischen Unterschiede zur MPi-KM wurde die Benennung KM-72 nicht von der NVA übernommen. Vorhandene MPi KM wurde mit Schaftteilen und Kompensator auf KM-72 Stand nachgerüstet.
MPi KMS-72 Gerät 912b Produktionstechnisch hat die AKMS den Nachteil, dass sie auf einem anderen Gehäuserohling beruht als die AKM. Um die Produktion zu vereinfachen, schuf man einen neuen Klappschaft, welcher die gleiche Aufnahme nutzt wie der Vollkolben. Dieser Schaft bestand aus einem dicken gebogenen Stahldraht in Form einer Schleife. Dieser wurde nicht wie beim späteren AK-74 auf die linke, sondern auf die rechte Gehäuseseite geklappt. Dort störte er weder den Verschluss noch die Sicherung und auch eine auf der linken Seite angebrachte Optik musste für das Einklappen des Schaftes nicht entfernt werden. Die Schleifenstütze gilt allerdings als weit weniger komfortabel im Anschlag. KM, KMS, KMS-72 und KMK wurden in großen Stückzahlen exportiert. Dabei wurden die Waffen sowohl an befreundete sozialistische Länder und Organisationen im Rahmen unentgeltliche Solidarität verschenkt, als auch zur Devisenbeschaffung ins nicht sozialistische Wirtschaftsgebiet exportiert. Besonders hervor sticht hier der Iran-Irak Krieg, wo die DDR beide Seiten mit Waffen belieferte.
PG 500 Gerät 914 Kurz für Präzisionsgewehr 500 entstanden auf Basis der MPi-KM, der Lauf wurde auf 550 mm verlängert und ein im VEB Carl Zeiss Jena gefertigtes Zielvisier mit ausgegeben. Das GZ-500 wurde nicht von der NVA eingeführt. Geringe Stückzahlen wurden vom Ministerium des Inneren beschafft.
lMG KMZ Gerät 915 Kurz für leichtes Maschinengewehr Kalaschnikow modernisiert Zweibein, entstanden auf Basis der MPi KM. Die NVA zeigte Interesse am sowjetischen RPK, jedoch konnten auf den Anlagen in Wiesa keine Läufe mit einer Länge über 550 mm gefertigt werden. Um der NVA etwas anbieten zu können, wurde eine Version der MPi KM mit 550 mm Lauf und einem Zweibein gefertigt. Die NVA entschied sich jedoch, RPK aus der Sowjetunion zu beziehen und diese als lMG-K einzuführen.
Jagdkarabiner 986 (Kar986), Gerät 917, auch SPEGER, ist ein auf Basis der MPi KM geschaffenes Jagdgewehr für die DDR Patrone .30 SPS. Um den militärischen Ursprung der Waffe zu verschleiern, besitzt es einen französischen Kolben, einen langen Handschutz, ist nur für Einzelschuss eingerichtet und wurde mit Magazinen für sechs Patronen ausgeliefert.
MPi AK-74 Gerät 931 oft auch MPi KM-74, die DDR-Version des sowjetischen AK-74. Da die NVA Teil der strategischen Planung des Warschauer Vertrages war und dessen Waffen ab 1974 zum Großteil das Kaliber 5,45 × 39 mm verwendeten, verlangte die oberste Führung eine rasche Übernahme der AK-74 in die NVA, um im Kriegsfall die logistische Versorgung nicht zu behindern. Da man die Waffe jedoch im eigenen Land fertigen wollte, erwarb die DDR am 10. August 1980 die Lizenz zur Produktion von AK-74 und RPK-74. Die Lizenz wurde auf die Fertigung von einer Million Exemplaren begrenzt und hätte danach erneuert werden müssen. Zudem untersagte der Vertrag jeglichen Export der Waffe. So erhielt die DDR als eines der wenigen Länder die originalen Pläne zur Produktion der AK-74. Nur die Kunststoffschäftung wurde von der MPi KM übernommen. Auch verfügen alle MPi AK-74 über die seitliche Montage des AK-74N. Die Magazine sind in Form und Funktion mit den sowjetischen identisch; die DDR-Fertigung besteht jedoch aus Kunststoff und nicht aus Fiberglas. Trotzdem wurde ebenfalls eine hellorange Farbe gewählt. Die MPi AK-74 wurde 1984 in der NVA offiziell eingeführt, jedoch nicht bei der Grenztruppe, da man fälschlicherweise von einer höheren Letalität der 5,45×45-mm-Patrone ausging. Man wollte eventuell „Republik-Flüchtige“ möglichst lebend fassen. Die MPi AK-74 wurde nicht exportiert.
MPi AK-74S Gerät 932 oft auch MPi KMS-74, ist weitgehend mit dem AK-74 identisch, nur wurde bei dieser der Schleifenklappschaft angebracht. Dadurch wurde die Waffe leichter, kompakter und im Gegensatz zum sowjetischen AKS-74N muss eine Optik nicht abgenommen werden, wenn die Waffe zusammengeklappt wird.
MPi AKS-74NK Gerät 933 Weitgehend mit der MPi KMK Gerät 913 identisch, nur im neuen Kaliber 5,45 × 39 mm und einem neuen Mündungsfeuerdämpfer nach M16A2 Art. Die Waffe ist zudem mit dem Schleifenklappschaft der MPi KMS-72 und einer Seitenmontage ausgestattet. Vorgesehen war die MPi AKS-74NK vor allem für Spezialeinheiten sowie Besatzungen von Kettentechnik (u. a. FRK 2K11 Krug).
PG K500 Gerät 934 Kurz für Präzisionsgewehr Kalaschnikow 500. Weitgehend mit dem PG 500 identisch, nur für das Kaliber 5,45 × 39 mm. Das PG K500 wurde von der NVA abgelehnt, jedoch beschaffte das Ministerium für Inneres eine geringe Stückzahl. Da man mit der Präzision unzufrieden war, gab man das Scharfschützengewehr 82 in Auftrag.
lMG K500 Gerät935 Kurz für leichtes Maschinengewehr Kalaschnikow 500. Weitgehend mit dem lMG KMZ identisch, nur für das Kaliber 5,45 × 39 mm. Das lMG K500 wurde von der NVA abgelehnt, stattdessen wurden in der Sowjetunion RPK-74 beschafft und als lMG RPK-74 eingeführt.
KK-MPi 69 auch MPi-KK. Um die Ausbildungskosten zu reduzieren, schuf der VEB Fahrzeug- und Jagdwaffenwerk „Ernst Thälmann“ in Suhl ein Kleinkalibergewehr für die Patrone .22lfb. Dieses Gewehr hatte in etwa die Ergonomie und die Bedienelemente der MPi KM und funktionierte nach dem Verschlussprinzip des Rückstoßladers mit freiem Masseverschlusses. Ihr Visier konnte von 25 bis 100 Meter eingestellt werden. Die Magazine sind nicht mit denen der MPi KM oder MPi AK-74 austauschbar.
In der kurzen Zeit von 1989 bis zur Wiedervereinigung Deutschlands 1990 versuchte die DDR sich als eigenständiger demokratischer Staat neben der Bundesrepublik Deutschland zu etablieren. Um die Wirtschaft des Landes anzukurbeln, beschloss man auf dem Sektor der Waffenindustrie mit einer neuen Modellreihe international Fuß zu fassen, dem Wieger-940-System. Der Name setzt sich zusammen aus Wiesa, der Produktionsstätte und Germany dem englischen Wort für Deutschland. In den Dokumenten, in welchen die Waffe der NVA angeboten wird, wird die Silbe „Ger“ als Gerät verstanden.

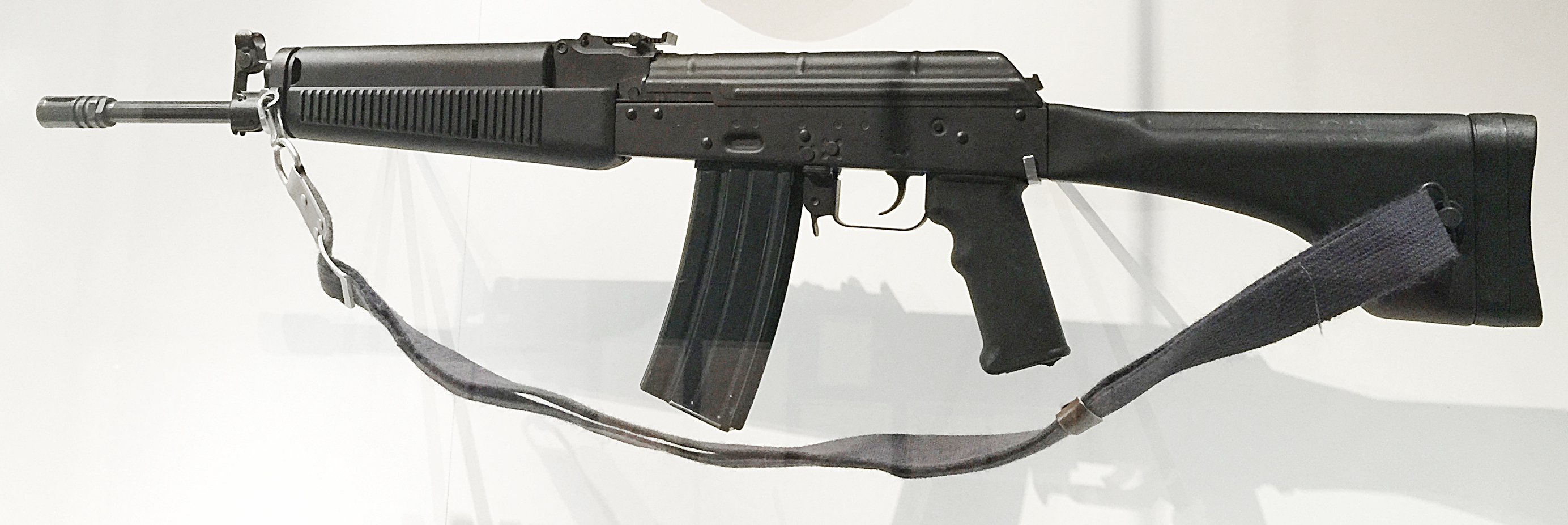
Wieger Stg.941 im Militärhistorischem Museum Dresden

Wieger Stg.941 (Gerät 941) Dieses Modell basierte weitgehend auf der MPi AK-74. Die Lizenz für die Fertigung der AK-74 verbot jedoch ausdrücklich den Export von Modellen. Aus diesem Grund wurden an der Waffe sehr viele Verbesserungen vorgenommen, um den 1989 noch gültigen Vertrag mit der Sowjetunion nicht zu verletzen. Die Waffe wurde für die Patrone 5,56 × 45 mm NATO eingerichtet und erhielt neben neuen Magazinen nach Art des israelischen Galil eine neue schwarze Polymerschäftung und einen kombinierten Gasblock-Kornträger, wobei der Lauf jedoch nicht gekürzt wurde, bei gleichzeitiger Beibehaltung der Kimme auf Höhe des Schildzapfens. Als erster Kunde meldete sich Indien, das seine L1A1-Gewehre durch moderne Waffen für die Patrone 5,56 × 45 mm NATO ersetzen wollte. Der Auftrag konnte jedoch wegen der deutschen Wiedervereinigung nie abgeschlossen werden. Die BRD musste aus diesem Grund eine hohe Vertragsstrafe zahlen.
Wieger Stg.942 Gerät 942, identisch mit dem Stg.941, nur mit einem Klappschaft nach Muster der MPi-KM.
Wieger Stg.943 Gerät 943, identisch mit dem Stg.942, nur mit auf 320 mm gekürztem Lauf.
Wieger Stg.944 Gerät 944, die lMG-Version des Stg.941. Der Lauf wurde auf 500 mm verlängert und ein Zweibein angebracht.
Wieger Stg.945 Gerät 945, die Präsisionsgewehr-Version des Stg.941. Der Lauf wurde auf 500 mm verlängert und ein Zielvisier angebracht.
Wieger Stg.961 Gerät 961, mit Wieger Stg.941 identisch, nur in 5,45 × 39 mm, gedacht war die Waffe für eine eventuelle Modernisierung der NVA nach dem Fall der Mauer. Die Waffe sollte ebenfalls als Modell mit gekürztem Lauf sowie als lMG und Präzisionsgewehr gefertigt werden.
Wieger Stg.971 Gerät 971, mit Wieger Stg.941 identisch, nur in 7,62 × 39 mm, für Export und Eigenbedarf bei Spezialeinheiten. Die Waffe sollte ebenfalls als Modell mit gekürztem Lauf sowie als lMG und Präzisionsgewehr gefertigt werden.
STG K90, eine unveränderte Version der MPi-AK74 wurde 1990 von der DDR für den Export angeboten, was jedoch den Lizenzvertrag mit der Sowjetunion gebrochen hätte, da dieser keinen Export der AK-74 erlaubte. Ein Export des STG K90 konnte nicht nachgewiesen werden.
Die Dokumente zur Herstellung des Wieger-Systems sowie 10 000 fertiggestellte Exemplare wurden nach der Wiedervereinigung von der BRD übernommen und später vernichtet. Eine Privatfirma kaufte die Rechte und Pläne und fertigte für kurze Zeit eine halbautomatische Version mit rosa Schäftung für Sportschützen und Jäger.

### Finnland
Nach dem Zweiten Weltkrieg wurde Finnland zwar kein Teil des Ostblocks, arbeitete jedoch militärisch eng mit der Sowjetunion zusammen und so entschied man sich bei der finnischen Armee für die Patrone 7,62 × 39 mm M43 für die Hauptordonnanzwaffen. Als Modell für ein Infanteriegewehr orientierte man sich am AK-47 Typ III, schuf aber ein eigenes Gehäuse mit einer schmaleren Form. Auch übernahm man nicht den Kimmenträgerblock, sondern platzierte den Gaskolben auf einen Sockel. Auch die Visierung verschob man und platzierte den Kornträger auf den Gasblock und die Kimme hinten auf den Gehäusedeckel. Damit das Visier auch nach dem Abnehmen und Wiederaufsetzen des Deckels nicht seine Nullung verliert, wurde der Gehäusedeckel an der hinteren Kante entsprechend verstärkt. Diese Gehäuse erkennt man daran, dass die rechteckigen Ausschnitte über dem Magazinschacht „offen“ sind und keine durchgehende Kante aufweisen. Zudem ist ein großes Blech an der Magazinsperre auffällig, welche das versehentliche Lösen des Magazins verhindern soll.
RK m/54 Weitgehend mit dem sowjetischen AK-47 Typ III identisch; nur wenige Exemplare wurden in Finnland gefertigt; die meisten wurden aus Polen und der Sowjetunion beschafft.

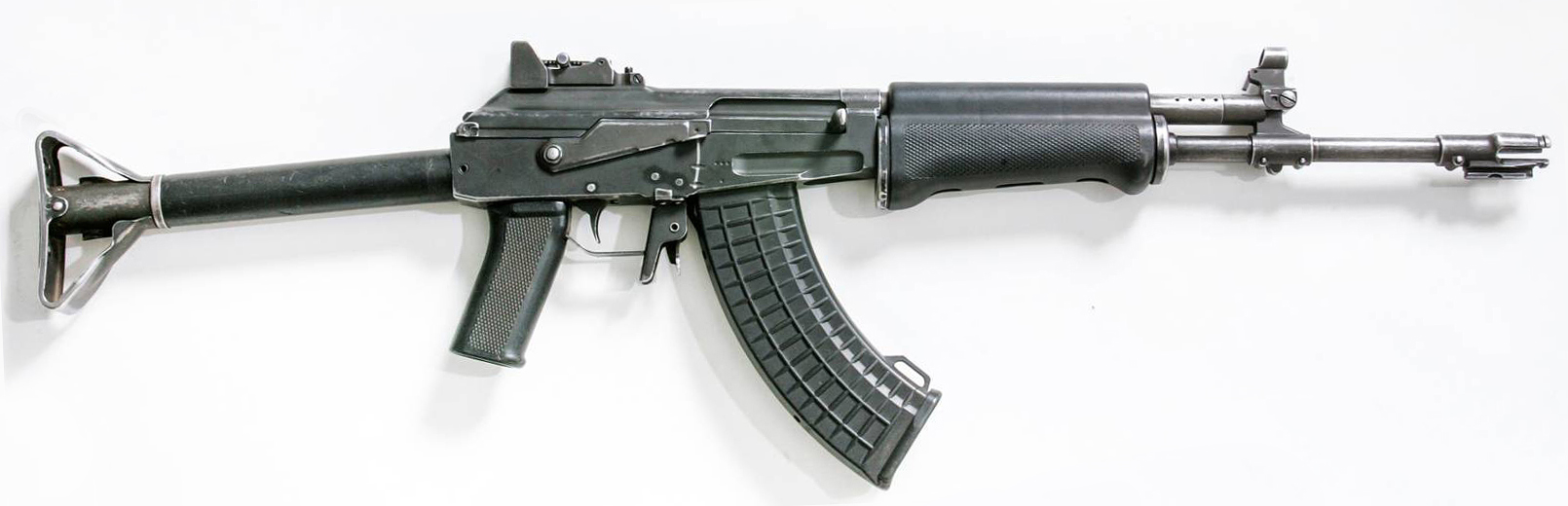
RK m/62

Valmet RK m/62 auch M62, RK62 oder RK/62. Die erste Version des RK/62 hatte einen gelochten Handschutz, der nicht über den Gaszylinder ging. Dieser wird oft als Cheesegrinder (dt. Käsereibe) bezeichnet. Zudem hat das RK62 einen runden gerippten Pistolengriff. Dieser wird oft als Bicyclegrip (dt. Fahrradlenker-Griff) bezeichnet. Als Schulterstütze dient ein Rohr mit Gummiüberzug, das entgegen der langläufigen Meinung nicht abgeklappt werden kann. Die frühesten Versionen besitzen zudem keinen Abzugsbügel, um die Bedienung mit Fäustlingen zu erleichtern. Spätere RK/62 besitzen entweder einen Handschutz ohne Löcher oder einen, der den Gaskolben mit umschließt; auch ergonomischere Pistolengriffe wurden vereinzelt an RK/62 angebaut. Die RK/62 besitzt einen Mündungsfeuerdämpfer mit drei Zähnen, an dem unten ein Seitengewehr angebracht werden kann. Die frühen 30-Schuss-Stahlblechmagazine sind mit denen des AK-47 Typ III identisch, später wurden schwarze Polymer-Magazine mit der gleichen Kapazität und Verstärkungswulsten produziert. Die Waffe wurde bei Valmet und SAKO in großer Stückzahl produziert. Sie wurde 1965 in die finnischen Streitkräfte eingeführt und befindet sich noch heute im Dienst.
Valmet RK m/62-76 auch M76, RK76 oder RK62/76. Weitgehend mit dem RK/62 identisch, nur im Blechprägeverfahren produziert. Dabei blieb jedoch die spitz zulaufende Form des Gehäuses erhalten. Zu erkennen sind RK62/76 an zwei Nieten über dem Magazinschaft anstelle der offenen eckigen Aussparung. RK/76 gibt es ebenfalls mit den drei verschiedenen Arten vom Handschutz. Meist weisen RK/76 den ergonomischeren Pistolengriff auf. Das RK62/76 bildet bis heute die Hauptordonnanzwaffe der finnischen Streitkräfte. Das RK62/76 ist eingerichtet für die Patrone 5,56 × 45 mm NATO und wurde an Indonesien und Katar exportiert.

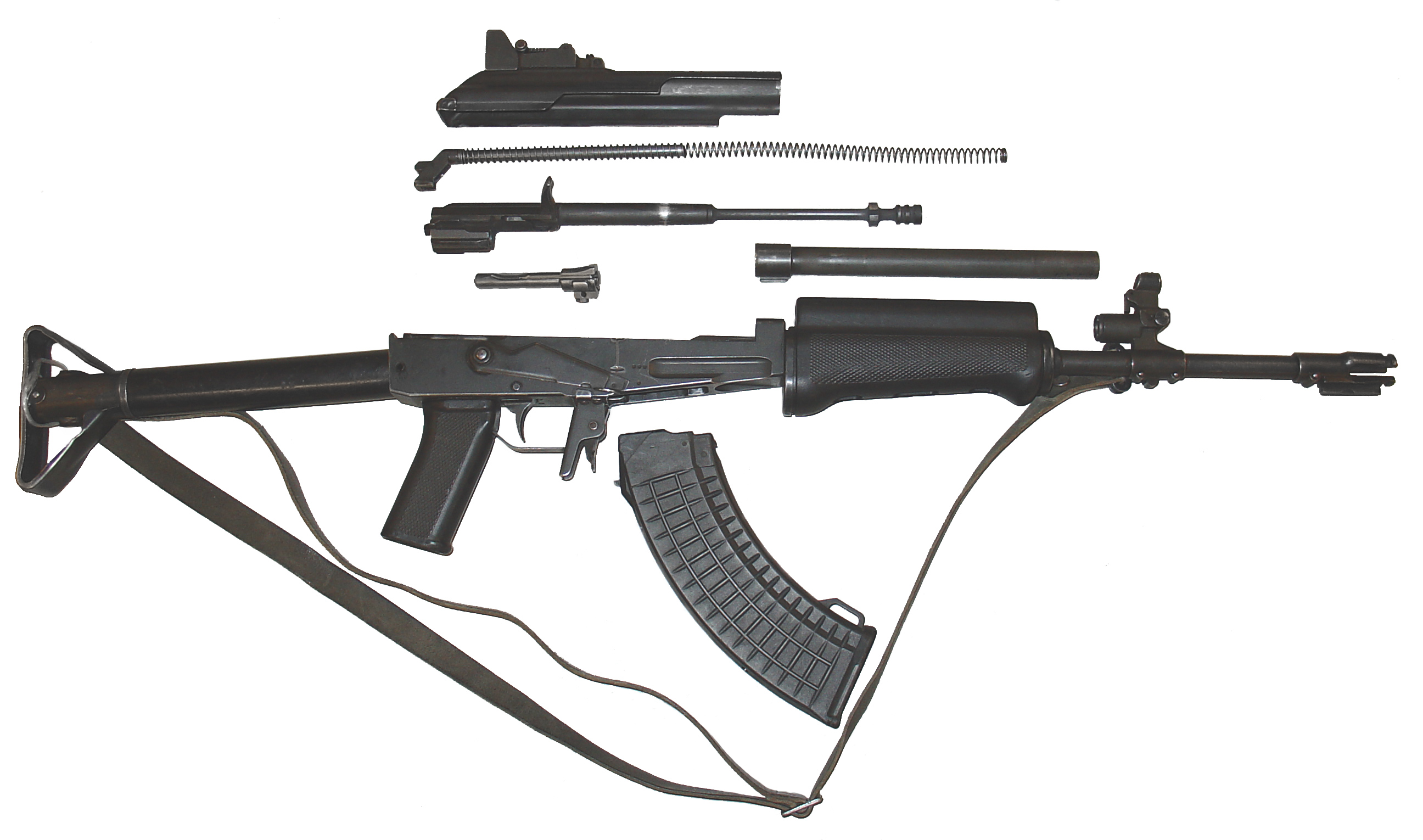
RK m/62 zerlegt

Valmet RK m/62-76T auch M76t. Weitgehend mit dem RK m/62-76 identisch, aber mit einer auf die linke Gehäuseseite klappbaren Schulterstütze. Diese ist von gleicher Form wie die des RK m/62-76 und besteht aus einem geraden Stahlrohr mit Gummiüberzug und einem zum Dreieck gefalteten Blech als Schaftkappe.
Valmet M82 Weitgehend ein RK/76 in Bullpup-Design für die Patrone 5,56 × 45 mm. Der Verschluss liegt mit Auswurffenster, Feuerwahlhebel und Magazinsperre hinter dem Abzug, wodurch eine kompakte, aber umständlich zu bedienende Waffe entsteht. Da der mitlaufende Verschlussspannhebel weiterhin eine Einheit mit dem Verschluss bildet, ist die Waffe von Linksschützen nicht gefahrlos bedienbar. Die Waffe wurde vorwiegend für den Export produziert.
RK m/95 Tp auch M95. Modernisierte Version des RK/62 für die Patrone 7,62 × 39 mm M43 produziert von SAKO. Die Waffe hat gegenüber dem RK/62 einen gekürzten Lauf sowie einen längeren Handschutz, der auch den Gaskolben abdeckt. Zudem wurde eine auf die linke Seite klappbare Schulterstütze verbaut. Geringe Stückzahlen RK/95 Tp werden von finnischen Spezialeinheiten verwendet.
RK/78 Weitgehend mit dem RK63/76 identisch, aber als leichtes Maschinengewehr mit längerem und schwererem Lauf und Zweibein.

### Indien

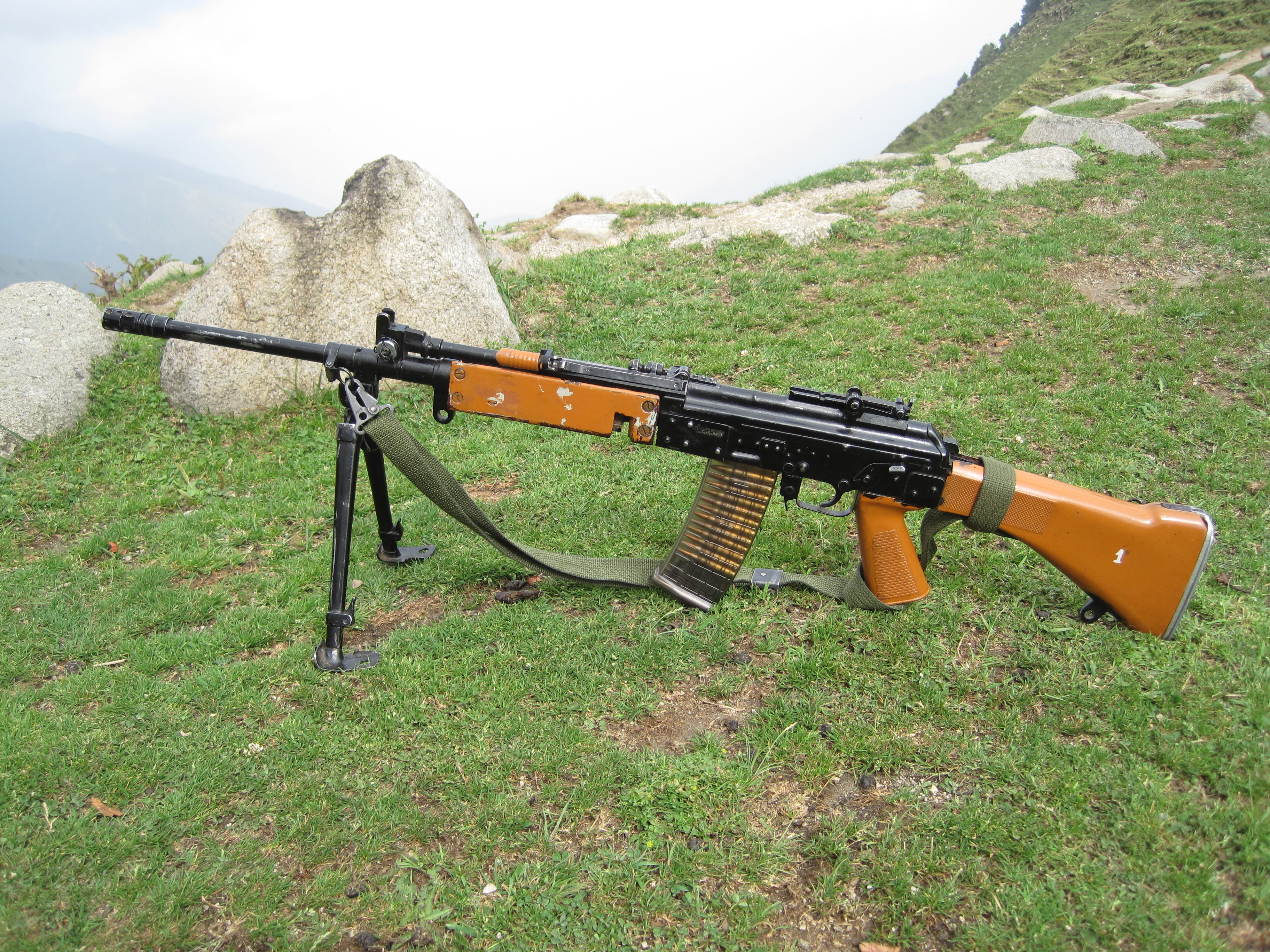
iNSAS-LMG

Um nach dem gescheiterten Geschäft mit der DDR eine Ersatzwaffe für das Sturmgewehr Wieger 941 zu haben und um die alten L1A1-Gewehre zu ersetzen, beschloss man 1998, eine eigene Waffe zu entwickeln. Dies geschah beim Ordnance Factory Board in Ayudh Bhawan, Kolkata. Die entstandenen Waffensysteme tragen die Abkürzung INSAS für Indian Small Arms System (dt. indisches Handfeuerwaffen-System) mit der jeweiligen Waffenklasse dahinter z. B. Rifle (dt. Büchse).
iNSAS Rifle Das Gewehr des iNSAS-Spektrums vereinigte Merkmale aller damals erfolgreichen Waffen. Vom Kalaschnikow-System wurde das Verschlussprinzip sowie der Wannenaufbau übernommen. Vom M16A1 stammt die Patrone 5,56 × 45 mm NATO. Vom Stg.941 wurden einige Merkmale des Magazins übernommen. Vom L1A1 (FN FAL) Handschutz, Tragegriff und Visiereinrichtung, deren Kimme hinten auf dem Gehäuse sitzt. Der Feuerwahlhebel sitzt wie beim wz.88 auf der linken Gehäuseseite und der Durchladehebel wie beim deutschen HK G3 über dem Lauf. Das INSAS-Gewehr wurde in großen Stückzahlen für die indische Armee produziert, zählt aber bei einigen Autoren nicht zur Kalaschnikow-Familie.
iNSAS LMG Weitgehend mit der iNSAS Rifle identisch, aber mit einem längeren Lauf und Zweibein für die Rolle als leichtes Maschinengewehr.

### Irak
Es ist nicht genau bekannt, wann oder warum der Irak in die Lage versetzt wurde, seine eigenen Handfeuerwaffen zu produzieren. Es ist jedoch offensichtlich, dass es sich bei den im Land hergestellten Kalaschnikows nicht um AKMs handelt, sondern um M70B1 nach jugoslawischer Bauart. Diese Waffen basieren auf dem Gehäuse des RPKM, das aus 1,5-mm-Stahlblech gestanzt ist und damit eine bessere Handhabbarkeit bietet. Zu erkennen ist das Gehäuse an dem breiten Riegel über dem Magazinschacht. Zudem hat der Handschutz der M70B1-Familie drei anstelle von zwei Lüftungslöchern.

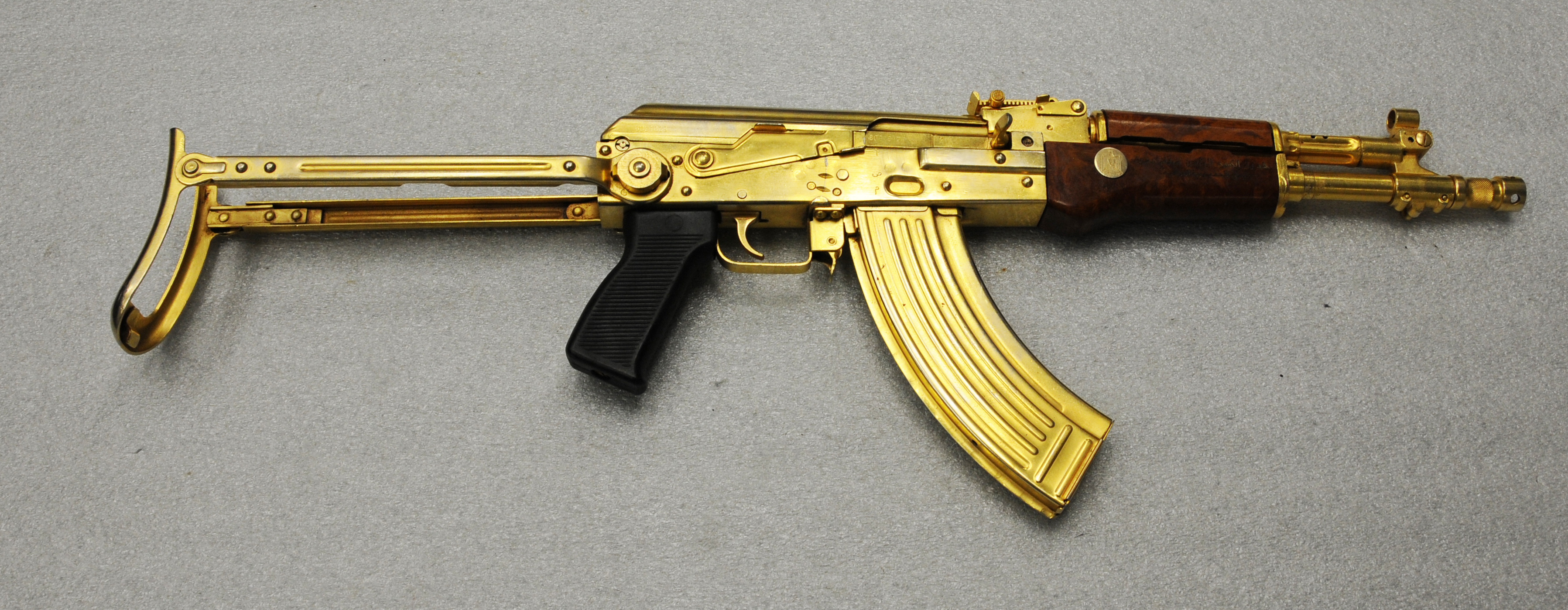
Vergoldeter Tabuk Khas Carbine

M70B1 „Tabuk“ (تبوك), dieses Gewehr gleicht dem jugoslawischen M70B1 und trägt auch dieselbe Bezeichnung, nur wurde ihm der Spitzname „Tabuk“ gegeben. Obwohl in hohen Stückzahlen produziert, bildete das M70B1 nur einen Teil der Bewaffnung der irakischen Streitkräfte bis zum Regimewechsel 2003.
Tabuk Khas Carbine (تبوك قاص كاربين, dt. Tabuk-Qas-Karabiner) ist der inoffizielle Name eines namenlosen kurzen Sturmgewehrs, das auf dem M70B1 Tabuk basiert. Der Lauf wurde auf 317 mm bis an den Gasblock heran gekürzt, ähnlich der ostdeutschen MPi AKS-74NK. Es wurde jedoch kein kombinierter Gasblockkornträger eingesetzt, sondern ein Kornträger auf den regulären Gasblock aufgeschraubt. Zudem kam ein neuer Mündungsfeuerdämpfer zum Einsatz und die unter das Waffengehäuse klappbare Schulterstütze nach Muster des AKMS. Im Gegensatz zu anderen Modellen auf M70B1-Basis hat das Tabuk Khas Carbine zwei Lüftungslöcher im Handschutz. Diese Waffen wurden vom Ba'atischen Irak an Spezialeinheiten ausgegeben. Bekanntheit erlangte das Modell nach dem Sturz von Saddam Hussein, als US-Soldaten vergoldete Tabuk-Khas-Karabiner aus dessen Palast erbeuteten.
Tabuk 5.56 Weitgehend mit der M70B1 Tabuk identisch, jedoch im Kaliber 5,56 × 45 mm NATO. Es ist nur wenig über die Waffen bekannt, ob sie für den Export oder für die irakische Armee vorgesehen waren.

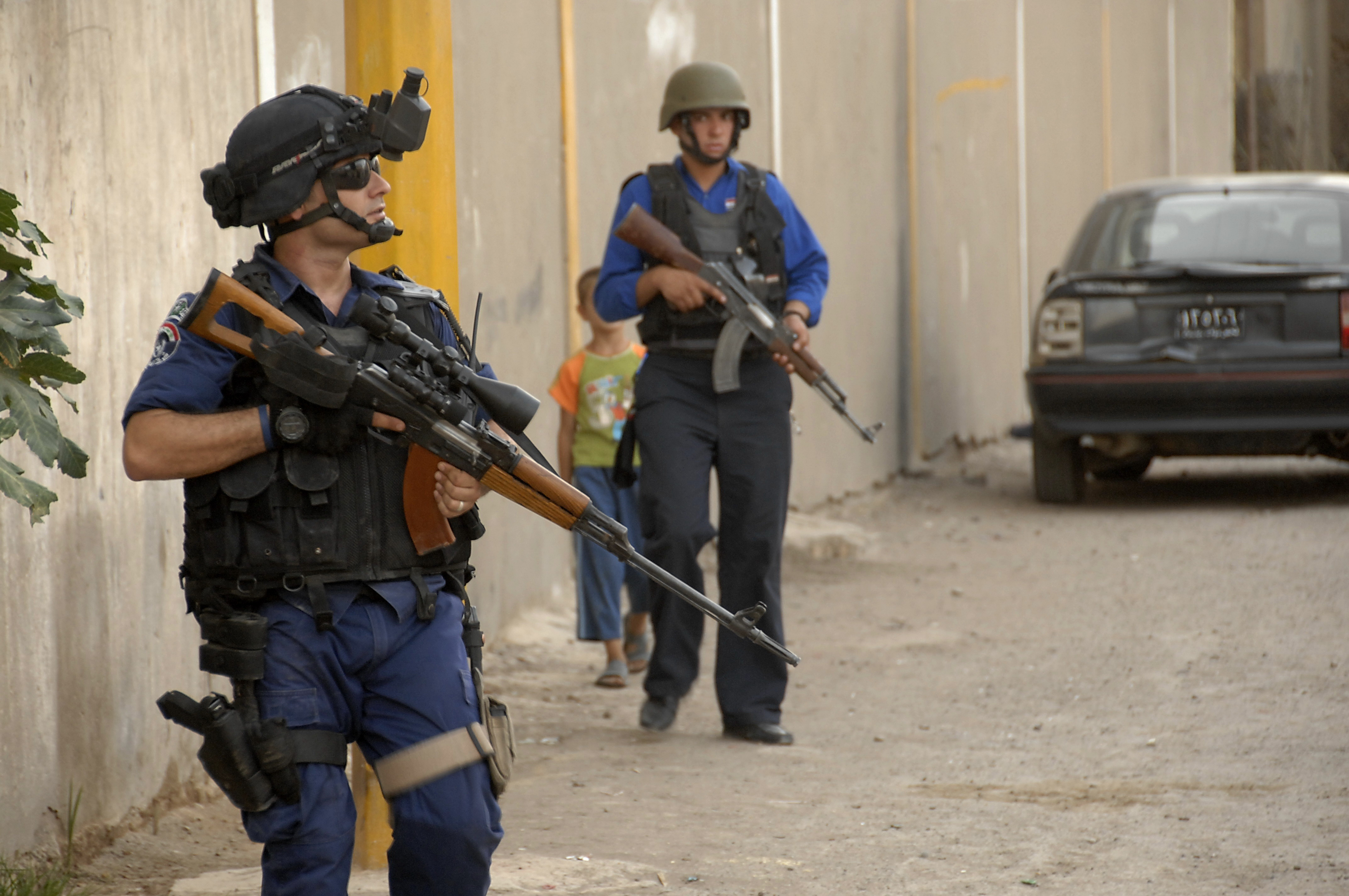
Irakischer Polizist mit Tabuk Sniper Rifle

Tabuk Sniper Rifle ist der inoffizielle Name eines namenlosen Zielfernrohrgewehrs aus irakischer Produktion. Die Waffe ähnelt äußerlich dem jugoslawischen M76, ist aber für das Kaliber 7,62 × 39 mm eingerichtet und damit nicht als Scharfschützengewehr einsetzbar. Wie das M70B1 Tabuk basiert es auf dem jugoslawischen M70B1, besitzt aber einen längeren Lauf, einen langen geschlitzten Mündungsfeuerdämpfer, einen hölzernen Skelettschaft und eine Aufnahme für Zielvisiere. Es wurde auch in angemessenen Stückzahlen von der ba'atisch-irakischen Armee verwendet und ist aktuell bei irakischen Sicherheitskräften im Einsatz.
al Quds (القدس, dt. die Heilige), von der arabischen Bezeichnung für Jerusalem, ist weitgehend mit dem RPK mit Prägegehäuse (RPKM) identisch.
Al Kadeshiha (القادسيّة), ist eine irakische Raubkopie des sowjetischen Scharfschützengewehres SW Dragunow und damit kein Bestandteil der Kalaschnikow-Familie. Bei der Entwicklung wurde das SWD rückentwickelt und das Al-Kadeshiha mit Teilen von RPK, rumänischen PLS und jugoslawischen M70B1 realisiert. Es unterscheidet sich vom SWD am auffälligsten durch ein anderes Gehäuse und einen spitz zulaufenden Gehäusedeckel. Bemerkenswert sind die Verstärkungsrippen auf den Magazinen, welche die Form einer Palme bilden. Das Modell wurde nur in kleinen Stückzahlen produziert und von der Republikanischen Garde des Saddam-Regimes benutzt. Weltweit bekannt wurde das Al-Kadeshiha durch die vergoldeten Versionen, die nach dem zweiten Irakkrieg von US-Streitkräften aus Saddam Husseins Palast erbeutet wurden.

### Iran
Die Defense Industries Organization kurz DIO fertigt seit einem unbekannten Zeitpunkt eine Version des chinesischen Typ 56.
DIO KLS Weitgehend mit dem Typ 56 identisch, lediglich die Schäftung unterscheidet sich teilweise. Anstelle von Holz wird oft Kunststoff eingesetzt, dabei ergibt sich eine Varianz von schwarzem glatten Kunststoff wie beim neueren bulgarischen ARM bis zu braunem Kunststoff mit Riffelungen wie bei der ostdeutschen MPi-KM.
DIO KLF Weitgehend mit dem KLS identisch, jedoch mit unter das Gehäuse klappbarer Schulterstütze.
DIO KLT Weitgehend mit dem KLS identisch, jedoch mit einer an die rechte Seite klappbaren Schulterstütze. Diese ist mit dem Schleifenschaft der MPi-KMS-72 identisch.
BB Kalash Weitgehend identisch mit dem RPK mit gestanztem Gehäuse (RPKM).

### Israel
Nachdem man im Sechstagekrieg große Probleme mit den im Lande produzierten FN FAL Gewehren „Romat“ hatte, entschied man sich, nach einer günstigen und vor allem schnell verfügbaren Alternative zu suchen. Von Anfang an hatte man einen Blick auf Waffen aus der Kalaschnikow-Familie geworfen, da das erbeutete ägyptische Maadi ARM und sowjetische AKM unter Wüstenbedingungen besser funktionierten. Auch suchte man von Beginn an nach einer kompakten Waffe, da die meisten Einheiten der israelischen Verteidigungsstreitkräfte entweder motorisiert oder mechanisiert waren. Aus politischen Gründen stand der israelischen Regierung nur eine einzige Quelle für solche Waffen zur Verfügung – Finnland. So testete man einige Valmet RK62, die als Sieger aus den Tests hervorgingen, an denen auch M16A1, Stoner 63A und HK33 teilnahmen. Den Test für die bestgeeignete Patrone gewann jedoch die 5,56 × 45 mm M193 und so machte man sich an die Entwicklung eines Sturmgewehrs auf Basis des finnischen Valmet für die Patrone 5,56 × 45 mm M193. Die letztendliche Ausführung des Projektes erfolgte unter der Leitung von Jisrael Galili (hebräisch: ישראל גלילי), dessen Namen die fertige Waffe tragen sollte. Einigen Berichten zufolge hieß der Entwickler ursprünglich Jisrael Balaschnikov, änderte jedoch seinen Namen in Jisrael Galili, als die Waffe Produktionsreife erlangte.
Galil AR (hebräisch: רובה גליל) Dieses Modell baut auf dem gefrästen Valmet-RK62-Gehäuse auf und es wird berichtet, dass die ersten in Israel zusammengesetzten Galil in Finnland gefertigte Gehäuse besitzen. Im Gegensatz zum Valmet besitzt das Galil jedoch einen Holzhandschutz, einen Handgriff aus Kunststoff und eine Schulterstütze nach Art des FN FAL Para 50.63. Der Skelettschaft aus Stahlrohr kann auf die rechte Gehäuseseite geklappt werden. Da sich der Feuerwahlhebel von beiden Seiten bedienen lässt, wird seine Funktion nicht von einem eingeklappten Schaft gestört. Beim Galil AR trägt der Gasblock das Korn, während die Kimme hinten auf dem Gehäusedeckel sitzt. Um die Nullung des Visiers beizubehalten, ist der Gehäusedeckel hinten verstärkt. Für den Nachtkampf kann jeweils eine vergrößerte Kimme und ein vergrößertes Korn hochgeklappt werden; das Korn enthielt dabei ein radioaktives Leuchtmittel. Der Verschlussspannhebel wurde beim Galil AR verlängert und nach oben angekrümmt, so ist er vom Rechtsschützen einfacher mit der linken Hand zu erreichen. Geladen wird das Galil AR mit einem 35-Schuss-Aluminium-Magazin, das in der Konstruktion dem des Stoner 63A ähneln. Frühe Galil AR haben eine Zubehörschiene auf der linken Gehäuseseite auf Höhe des Magazinschachts; für sie wurden jedoch nie Optiken in größere Stückzahl gefertigt.

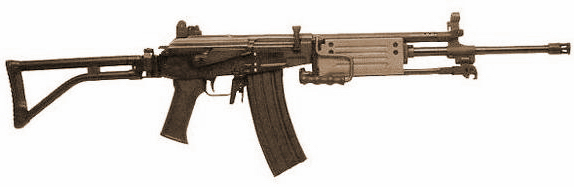
Galil ARM

Galil ARM Weitgehend mit dem Galil AR identisch, jedoch optimiert für eine optionale Rolle als leichtes Maschinengewehr. Die Waffe verfügt über einen massiveren Handschutz und ein Zweibein, das in den Handschutz eingeklappt werden kann. Zudem wurde ein Tragegriff angebracht, um einen schnellen Positionswechsel zu ermöglichen, bei dem der Schütze die Waffe am langen Arm hält. Zudem wurden ein Flaschenöffner in den neuen Handschutz integriert. Dieser sollte verhindern, dass Soldaten die Magazinlippen der 35-Schuss-Magazine für das Öffnen von Flaschen missbrauchen und dadurch beschädigen. Kurioserweise wurden Galil ARM nicht an einen Schützen pro Trupp als lMG ausgegeben, sondern flächendeckend an alle regulären Infanteristen, die oft das hohe Gewicht der Galil ARM bemängelten. Galil AR und ARM bildeten von 1972 bis 2000 die Hauptordonnanzwaffen der israelischen Armee und wurden in einige Länder exportiert.
Galil ARM 7.62 Weitgehend mit dem Galil AR identisch, aber für die Patrone 7,62 × 51 mm NATO mit anderen Magazinen mit 25 Schuss Kapazität. Das Gali AR 7.62 wurde ausschließlich für den Export gebaut und wird nur in geringen Stückzahlen von israelischen Spezialeinheiten verwendet.
Galil SAR Weitgehend mit dem Galil AR identisch, nur mit einem auf 400 mm gekürztem Lauf. Gassystem und Handschutz bleiben unverändert. Das Galil SAR wurde an Fahrzeugbesatzungen und Spezialeinheiten ausgegeben und ersetzte dort die Maschinenpistole Uzi. Frühe Modelle haben einen Handschutz aus Holz, spätere einen aus schwarzem Polymer.
Galil MAR „Micro Galil“ Weitgehend mit dem Galil SAR identisch, nur mit einem noch weiter verkürzten Lauf. Dieses Mal wurde auch das Gassystem gekürzt und ein neuer Handschutz aus schwarzem Polymer verwendet. Dieser verfügt über eine starke Wölbung am Ende, um ein Abrutschen der Hand vor die Mündung zu verhindern.
Galil Tzalafin „Galatz“ (גליל צלפים גל"ץ). Weitgehend mit dem Galil AR identisch, jedoch optimiert als Scharfschützengewehr auf Truppebene (Zielfernrohrgewehr) für die Patrone 7,62 × 51 mm NATO. Es besitzt einen auf 584 mm verlängerten Lauf und eine massivere Schäftung mit einer klappbaren Schulterstütze aus Holz mit erhöhter Wangenauflage, zudem ein Zweibein und eine Montageschiene für Optiken. Dabei sitzen angebrachte Zielvisiere nach links versetzt neben der mechanischen Visierung, weswegen beide Zieleinrichtungen benutzt werden können. Das Galatz wird auch heute noch von israelischen Reservestreitkräften benutzt, wurde bei den regulären Kräften jedoch durch M24 und mit Zieloptiken ausgerüstete M16-Versionen ersetzt.
SR-99 Weitgehend mit dem Galatz identisch, nur mit schwarzer Polymer-Schäftung, Schulterstütze mit verstellbarer Auflage und Flimmerband.
Galil ACE Eine modernisierte Form des Galil mit modernen Elementen wie einer durchgehenden 1913-MiL-STD-Schiene, aber auch mit Elementen der FN FAL, wie einem auf die linke Seite verlegten Ladehebel mit gefedertem Staubschutzelement. Aufgrund der vielen Änderungen wird die ACE-Serie oft nicht mit zur Kalaschnikow-Familie gezählt. Das Galil-ACE-System wird lediglich exportiert und unter anderem von Kolumbien, Chile, Uganda und Vietnam als Hauptordonnanzwaffe verwendet.
Ak Alfa Diese Waffe von Konzern Kalaschnikow Israel versucht, das bewährte Verschlusssystem der Kalaschnikow-Familie in einem modernen Gehäuse unterzubringen. Dadurch steht unter anderem eine durchgehende 1913-MiL-STD-Schiene zur Verfügung. Jedoch lässt sich die Waffe nicht mehr so einfach zerlegen. Wegen der Abweichung von der Wannenbauweise wird das Ak Alfa nicht zur Kernfamilie gezählt.

### Jugoslawien
Politisch blieb die Sozialistische Föderative Republik Jugoslawien zwar weitgehend unabhängig und wurde nicht Mitglied des Warschauer Vertrages, jedoch unterhielt man zunächst eine gute Beziehung zur Sowjetunion und erhielt so die Pläne zur Produktion der Kalaschnikow. Jugoslawien begann die Produktion einer beinahe unveränderten Version des AK-47 Typ III im Jahr 1964; jedoch wurde das Modell schnell zum Verschießen von Gewehrgranaten optimiert sowie der Lauf verlängert. In den 1970er-Jahren änderte man die Benennung der frühen Modelle.
M64 Weitgehend mit dem AK-47 Typ III identisch, mit verlängertem Lauf.
M64A später M70 Weitgehend mit dem AK-47 Typ III identisch, jedoch mit einem speziellen Visier für das Verschießen von Gewehrgranaten. Dieses befindet sich am Gasblock der Waffe. Wird es aufgestellt, blockiert es automatisch die Gasentnahme der Waffe, um eine Beschädigung des Verschlusssystems durch die stärker geladenen Treibpatronen zu verhindern. M64A sind an dem helleren Holz und dem Handschutz mit drei Kühlöffnungen zu erkennen. Frühe Modelle tragen eine Kimme auf dem Gehäusedeckel.
M64B später M70A Mit dem M64A identisch, jedoch mit einem unter das Gehäuse klappbaren Schaft anstelle eines Festschaftes aus Holz.
M70B1 1970 stellte man das Produktionsverfahren vom Fräsverfahren auf Blechprägung um. Dabei nahm man sich jedoch nicht das AKM mit 1 mm dickem Stahlblech zum Vorbild, sondern das RPK mit 1,5 mm starken Blech. Dadurch sollte eine längere Haltbarkeit erreicht werden. Wie auch das RPK erkennt man M70B1-Gehäuse deutlich an dem Riegel über dem Magazinschacht. Zudem sind M70 gut am hellen Holz und den drei Kühlöffnungen im Handschutz zu erkennen. M70B1 haben zudem einen Pistolengriff aus schwarzem Kunststoff mit horizontalen Rillen. Der Schaft besitzt einen Rückstoßdämpfer aus Gummi; um den Gehäusedeckel zu öffnen, muss eine zusätzliche Nase eingedrückt werden. Beides soll das Verschießen von Gewehrgranaten weiter vereinfachen. Aufgrund eines anders gestalteten Sicherungsflügels kann beim M70B1 mit dem Verschlusshebel eine fertiggeladene Patrone aus der Patronenkammer entfernt werden. Als Besonderheit gegenüber dem AKM bietet das M70B1 einen Verschlussfang, dieser wird über einen erweiterten Zuführer im Magazin realisiert, der den Verschluss am Vorlaufen hindert. Wird das leere Magazin entnommen, schnellt der Verschluss nach vorne. Mit M70B1-Magazinen geladene andere Kalaschnikow-Modelle erhalten auf diese Weise ebenfalls einen Verschlussfang, es besteht bei diesen jedoch die Gefahr, den Verschlusskopf zu beschädigen.

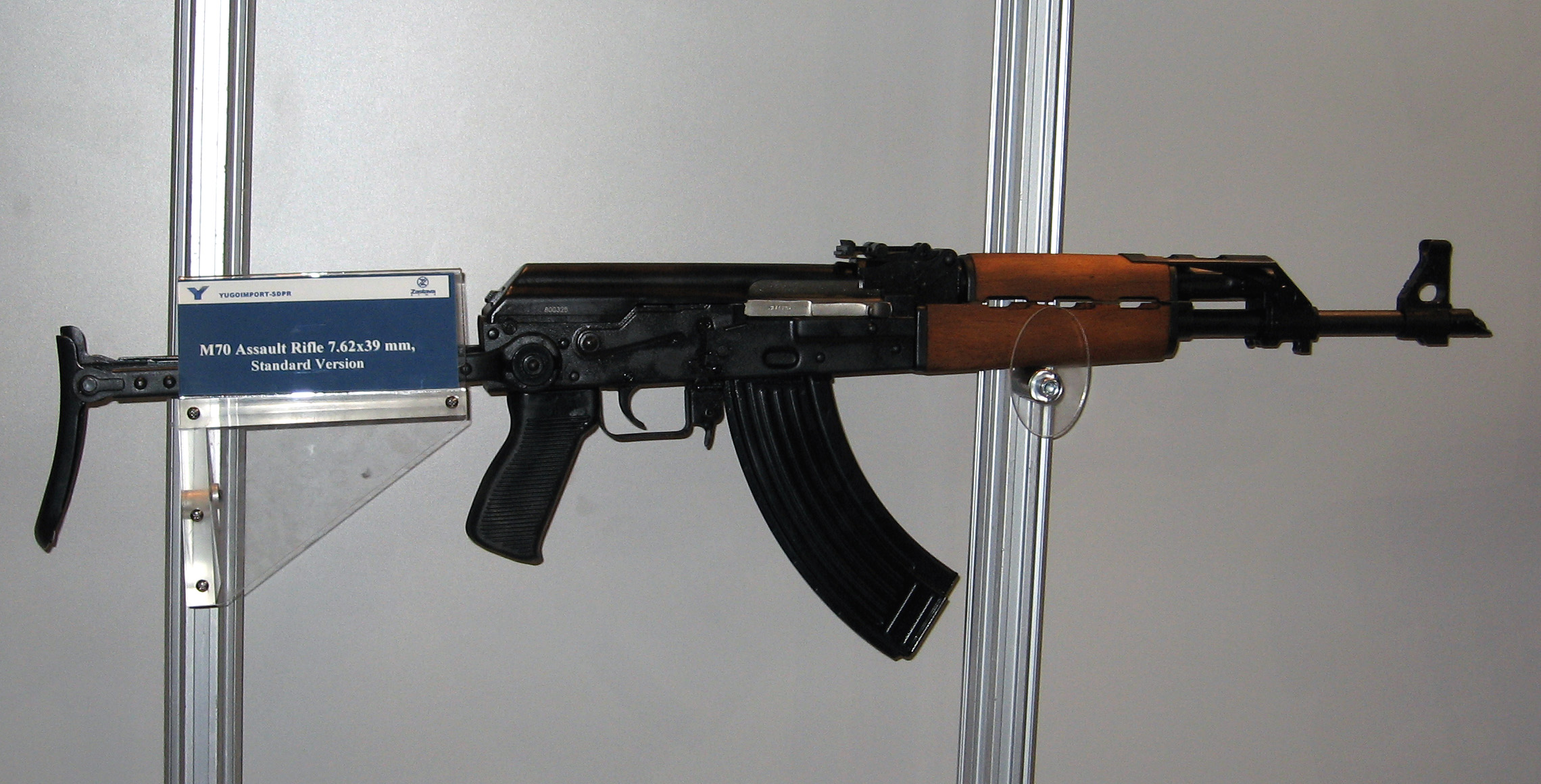
Jugoslawisches M70AB2

M70AB2 Weitgehend mit dem M70B1 identisch, aber mit dem unter das Gehäuse klappbaren Schaft nach AKM-Muster. Von M70B1 und M70AB1 existieren mit den Versionen M70B1n und M70AB1n, Versionen mit Aufnahmeschienen für Nachtzielhilfen. M70B1 und M70AB2 waren bis zum Zerfall Jugoslawiens die Hauptordonnanzwaffe der jugoslawischen Armee und stellten die Hauptbewaffnung der meisten Kriegsparteien im Balkankrieg dar. M70AB1 und M70B1 wurden zudem in einige Länder exportiert und im Irak als „Tabuk“ in Lizenz gefertigt.
M70B3 Weitgehend mit M70B1 identisch, aber mit einem 40-mm-Unterlaufgranatgerät BPG anstelle des Gewehrgranatvisiers.
M70AB3 Weitgehend mit M70AB2 identisch, aber mit einem 40-mm-Unterlaufgranatgerät BPG anstelle des Gewehrgranatvisiers.
M77B1 Weitgehend mit dem M70AB1 identisch, aber für Patronen mit den Abmessungen 7,62 × 51 mm eingerichtet. Die verwendete Patrone war jedoch schwächer geladen als die 7,62 × 51 mm NATO.
M80 Weitgehend mit dem M70B1 identisch, aber für die Patrone 5,56 × 45 mm NATO.
M80A Weitgehend mit dem M80 identisch, aber mit der unter das Gehäuse klappbaren Schulterstütze nach AKM-Muster.
M90 Weitgehend mit dem M80 identisch, aber mit einem neuen Mündungsfeuerdämpfer und anderem Magazin.
M90A Weitgehend mit dem M90 identisch, aber mit einer klappbaren Schulterstütze. 1990 plante die jugoslawische Volksarmee, die alten M70B1 und M70AB2 durch M90 und M90A für die Patrone 5,56 × 45 mm zu ersetzen, jedoch verhinderte der Jugoslawienkrieg die Übernahme.
M84 Karabin Eine verkürzte Version des M80 im Kaliber 5,56 × 45 mm NATO. Im Gegensatz zum AKS-74U wurde das Gassystem nicht gekürzt, alleine die Lauflänge wurde reduziert. Die Waffe besitzt eine kombinierte Gasentnahme und Kornblock, eine dem AKS-74U ähnliche Expansionskammer und einen Kimmenträger auf dem Gehäusedeckel. Im Gegensatz zum AKS-74U übernimmt es die unter das Gehäuse klappbare Schulterstütze des M80A. Ursprünglich für die jugoslawische Volksarmee entwickelt, wird das Modell aktuell vorwiegend exportiert.
M92 Karabin Weitgehend mit dem M84 identisch, nur für die Patrone 7,62 × 39 mm M43 eingerichtet. Das M92 Karabin wurde vorwiegend in den Nahen Osten exportiert.
M65A Weitgehend mit dem RPK identisch.
M65B später M72 Weitgehend mit dem RPK identisch, aber mit der Möglichkeit, den Lauf zu wechseln, wenn dieser heißgeschossen war.
M72B1 Die leichte Maschinengewehr-Form des M70B1. Das Modell wird im Blechprägeverfahren hergestellt und besitzt neben den Eigenschaften des RPKM die Möglichkeit, den Lauf zu wechseln.
M72AB1 Weitgehend mit dem M72B1 identisch, aber mit einem unter das Gehäuse klappbaren Schaft nach AKMS-Muster.
M77B1 LMG Weitgehend mit dem M72B1 identisch, aber eingerichtet zum Verschießen von Patronen mit den Abmessungen 7,62 × 51 mm. Diese Patronen waren jedoch schwächer geladen als 7,62 × 51 mm NATO.

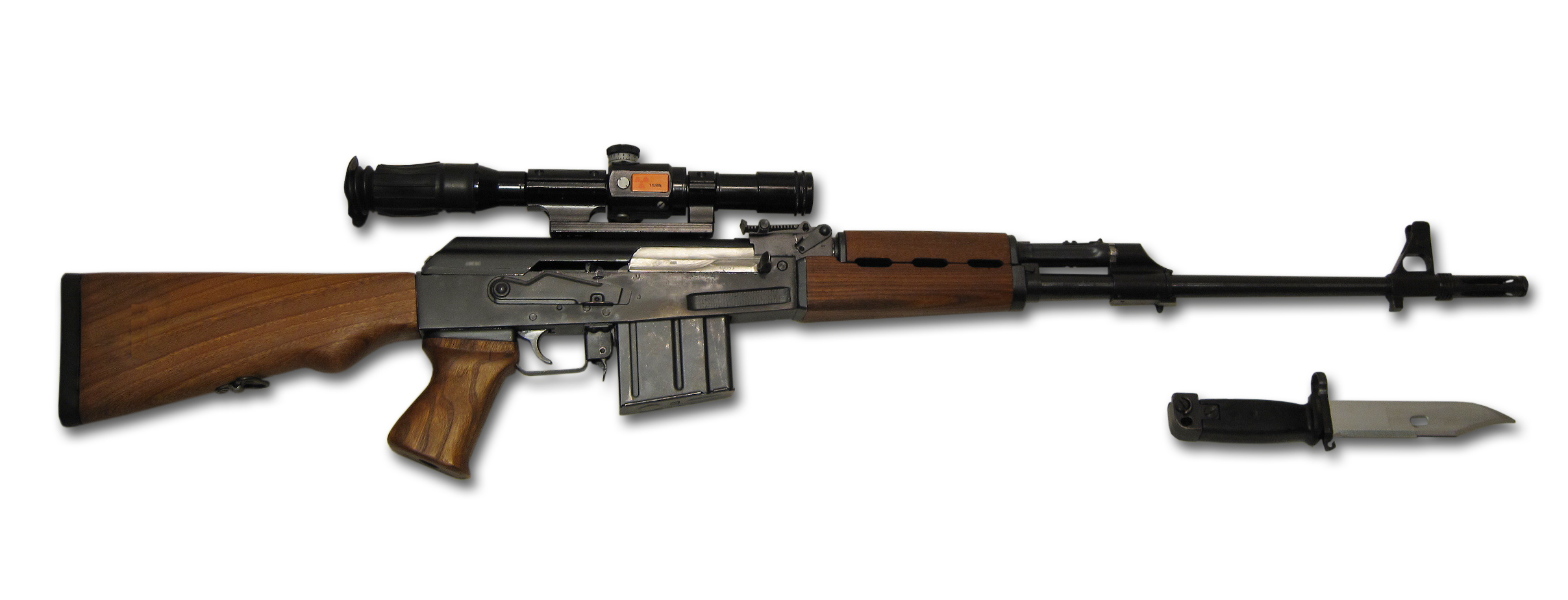
M76-Zielfernrohrgewehr

M76 Ein Scharfschützengewehr auf Basis des M70B1. Es besitzt einen längeren Lauf, eine andere Schäftung, einen langen Mündungsfeuerdämpfer sowie eine Seitenmontage für ein Zielfernrohr. Diese war ein eigenes Baumuster und konnte nur jugoslawische Zielhilfen aufnehmen. Es wurde von der jugoslawischen Armee für die Patrone 7,92 × 57 mm Mauser IS eingeführt und als Scharfschützengewehr verwendet. Typischerweise wurde es mit einem ZRAK-ON-M76-Zielvisier eingesetzt, dessen Absehen dem des PSO-1 gleicht und mit Tritium beleuchtet wird. Kurioserweise besitzt das M76 eine Aufnahmevorrichtung für ein Seitengewehr. Es existieren Varianten der Waffe für die Patronen 7,62 × 51 mm NATO und 7,62 × 54 mm R.
M77 Weitgehend mit dem M76 identisch, aber mit einer Zubehörschiene nach Muster des SW Dragunow anstelle der jugoslawischen Montage. Das M77 kann die russischen Visiere PSO-1 und PSO-P aufnehmen. Im Jugoslawienkrieg wurden viele M76 zu M77 umgebaut, um Optiken russischer Herkunft verwenden zu können.

### Kambodscha
AKM Kambodscha fertigt das AKM unter unveränderter Bezeichnung.

### Kuba
Kuba fertigte nach der Machtübernahme der Bewegung des 26. Juli das AKM und das AKMS unter der Bezeichnung AKM-47 im eigenen Land, um nicht von Lieferungen anderen Länder abhängig zu sein, die von den USA abgefangen werden könnten.

### Myanmar
Myanmar produziert das chinesische Typ 56 unter derselben Bezeichnung.

### Nordkorea
Die Volksrepublik Korea fertigt wahrscheinlich seit 1958 eine direkte Kopie des AK-47 Typ III als Typ-58; die Version mit unter das Gehäuse klappbarem Schaft wird ebenfalls Typ-58 genannt. Trotz der ähnlichen Bezeichnung zum chinesischen Typ 56 hat das Typ-58 nicht das runde geschlossene Korndach.

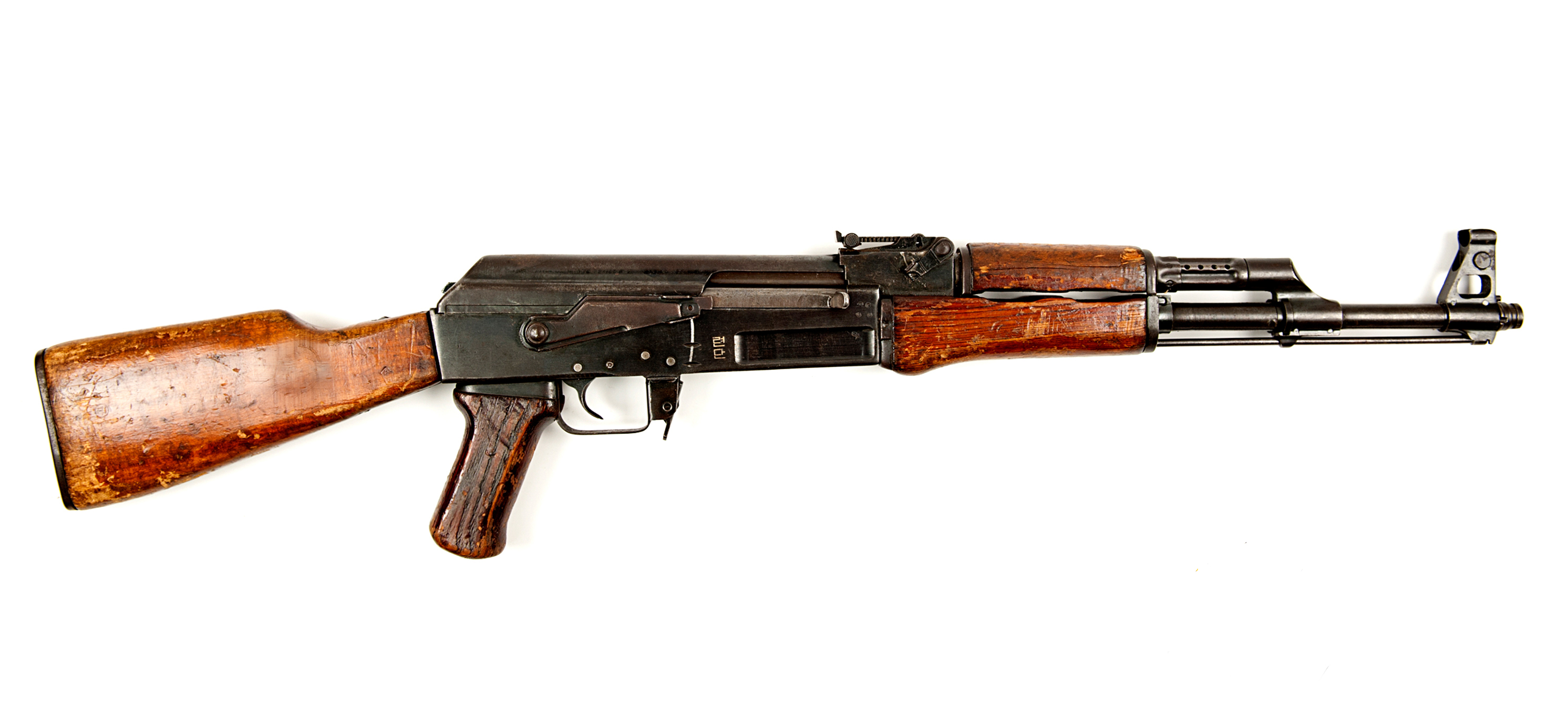
Nordkoreanisches Typ-58

Typ-58 Weitgehend mit dem russischen AK-47 Typ III identisch.
Typ-68 Um Produktionskosten zu sparen, stellte man 1968 die Produktion von gefrästen Gehäusen auf das Prägeverfahren um, da das Typ-68 im Gegensatz zum chinesischen Typ-58 dem AKM sehr ähnlich ist, geht man davon aus, dass die nordkoreanische Regierung die Pläne zur Herstellung des AKM erhalten hat. Im Gegensatz zum AKM verfügt das Typ-68 nicht über den Verzögerer in der Abzugsgruppe, da die koreanische Doktrin Feuerkraft über Präzision stellt. Aufgrund der politischen Lage und der Isolation des Landes gibt es nur unzureichende Informationen über die spätere Entwicklung auf dem Gebiet der Handfeuerwaffen. Typ-58 sowie Typ-68 werden immer wieder auf Konfliktschauplätzen gesichtet, was vermuten lässt, dass das Land diese Waffen exportiert.
Typ-88 Dabei soll es sich um eine nordkoreanische Version des AK-74 im Kaliber 5,45 × 39 mm M74 handeln. Dabei ging man jedoch nicht von den Plänen des AK-74 aus, sondern es wird vermutet, dass man mit Hilfe der Chinesen in den 1980er-Jahren das Typ-88 auf Basis des chinesischen Typ-84S entwickelte. Die Waffe verwendet die gleichen gering gekrümmten Stahlblechmagazine wie das Typ-84S. Nur wenige Exemplare dieser Waffe gelangten bisher ins Ausland, einige wenige Stück wurde von Japan aus einem versenkten Spionageschiff geborgen.
Typ-98 Es ist weitgehend unbekannt, ob es sich bei dieser Waffe um ein eigenes Modell oder um eine modernisierte Fassung des Typ-88 handelt. Das Typ-98 gleicht dem AK-74 stärker als das Typ-88; da es unwahrscheinlich ist, dass die Volksrepublik Korea die Pläne von der Sowjetunion erhalten hat, ist davon auszugehen, dass das Typ-98 nachentwickelt wurde. Die Waffe besitzt einen dem des AK-74 ähnlichen Mündungsfeuerdämpfer. Sie hat einen Kunststoff-Pistolengriff und eine Schäftung aus schwarz lackiertem Holz.
Typ-98-1 Weitgehend mit dem Typ-98 identisch, besitzt jedoch einen Klappschaft aus nordkoreanischer Produktion. Er ähnelt dem Schaft des Galil und lässt sich auf die rechte Gehäuseseite klappen. Ob er dort Verschluss oder Bedienelemente stört, ist unbekannt.
Unbekanntes Modell von der „Tag der Sonne“-Parade 2017. Diese Waffe besitzt ein nach hinten verlängertes Waffengehäuse, an dem eine Schulterstütze befestigt ist, die sich wie bei der Maschinenpistole PPS-43 auf das Waffengehäuse klappen lässt. Es ist etwa auf die Länge des AK-104 gekürzt und besitzt einen kombinierten Gasentname- und Kimmenträgerblock. Seine Handschutze bestehen aus braunem oder schwarzem Kunststoff. Zudem scheint dieses Gewehr mit einem neuartigen Schneckenmagazin unbekannter Kapazität ausgestattet zu sein. Andere Quellen behaupten, das Magazin könne zudem noch Ausrüstung wie Reinigungssets aufnehmen. Das Kaliber der Waffen wie auch die genaue Bezeichnung sind unbekannt.

### Pakistan
Die Republik Pakistan produziert eine direkte Kopie des AKM als PK10.

### Polen
Die Volksrepublik Polen produzierte seit 1960 mit dem PMK eine direkte Kopie des AK-47 Typ III in der Waffenfabrik der Metallbetriebe Luzkinz in Radom. Polen änderte die Bezeichnung der meisten Modelle ab 1970, weswegen diese oft in der Fachliteratur unter verschiedenen Bezeichnungen zu finden sind.
PMK später KbK AK Weitgehend mit dem AK-47 Typ III identisch.
PMKS später KbK AKS Weitgehend mit dem AKS-47 Typ III identisch.
PKM-DNG-60 später KbK AK-PNG60 auch KbKg ist ein Granatgewehr auf Basis des KbK AK. Es besitzt ein Granatgerät in Form eines Schießdorns, auf den Gewehrgranaten aufgepflanzt und abgeschossen werden können. Das PKM-DNG-60 unterscheidet sich vom KbK AK durch einen Rückstoßdämpfer, der auf den Kolben geklappt werden kann. Es weist ein spezielles Visier zum Verschießen der Granaten auf, das sich auf der Höhe des Kimmenträgers befindet und hochgeklappt werden kann, sowie die Möglichkeit, das Gassystem der Waffe zu deaktivieren, damit es nicht zur Beschädigung des Verschlusses kommt. Für den Abschuss von Gewehrgranaten werden spezielle Treibladungspatronen verwendet, diese wurden in 15-Schuss-Magazinen ausgegeben, um Verwechslungen mit regulärer Munition zu vermeiden. Als Granaten standen die Splittergranate F1/n16 sowie die Hohlladungsgranate PGB zur Verfügung.
PMKM später KbK AKM Oft auch Kbk AKM. Weitgehend mit dem AKM identisch.
PMKMS später KbK AKMS. Weitgehend mit dem AKMS identisch. PMKM und PMKMS wurden in großen Stückzahlen produziert und ins Ausland verkauft.

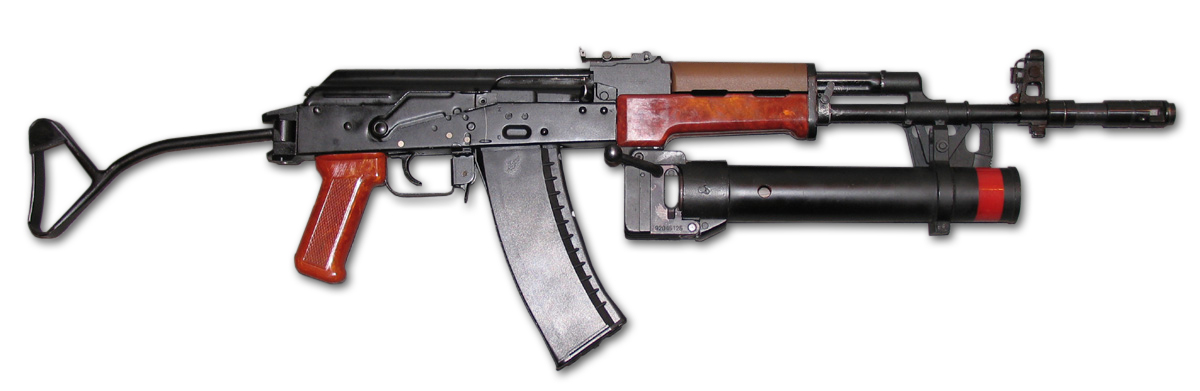
wz. 88 „Tantal“ mit „Pallad“-Granatgerät

wz.88 „Tantal“ ist ein polnisches Gewehr für die Patrone 5,45 × 39 mm M74 mit den meisten Eigenschaften des AK-74. Dabei wurden diese jedoch zurückentwickelt, da Polen keine Lizenz für das AK-74 erhalten hatte. Eine Besonderheit ist die Mündungsbremse des wz.88, diese lässt sich als Schießdorn für Gewehrgranaten verwenden. Der Feuerwahlhebel befindet sich auf der linken Gehäuseseite und bietet neben Einzelschuss und Dauerfeuer auch einen 3-Schuss-Modus an. Der Flügel auf der rechten Gehäuseseite dient nur noch als Sicherung und Staubschutzklappe. Die Schulterstütze lässt sich auf die rechte Gehäuseseite abklappen, es handelt sich um den Schleifenschaft der MPi KMS-72. Zusätzlich zum Schießdorn lässt sich ein Granatgerät unter dem Lauf anbringen, dieses wird von hinten mit 40-mm-Granaten geladen. Für den Export existiert eine Version für die Patrone 5,56 × 45 mm NATO. Die Exportversion des Gewehrs wird „Tantal“ genannt, die des Unterlaufgranatgerätes „Pallad“. Die Waffe wurde von 1988 bis 1994 von den polnischen Streitkräften offiziell verwendet, exportiert wurde die Waffe nicht in größeren Stückzahlen. Nach dem Zusammenbruch des Kommunismus wurde die KbK AKM in 7,62 × 39 mm gegenüber der WZ.88 in 5,45 × 39 mm bevorzugt.
wz.89 Diese Waffe ist weitgehend mit dem AK-74 identisch, ob es sich um einen Lizenznachbau oder um eine weitere Rückentwicklung auf Basis des KbK AKM handelt, ist unklar. Das wz.89 unterscheidet sich vom AK-74 optisch vor allem durch die braune Kunststoff-Schäftung. Wie das wz.88 bietet das wz.89 neben Sicher, Einzelschuss und Vollautomatik auch einen 3-Schuss-Feuerstoß an.
Nach dem Zusammenbruch des Kommunismus in Polen sonderte man die Waffen im Kaliber 5,45 × 39 mm aus und führte wieder die Patrone 7,62 × 39 mm M43 ein. Um eine moderne Waffe für den Eigengebrauch und den Export zu schaffen, arbeitete man die wz.88 „Tantal“ um und erhielt die Waffen der „Beryl“-Serie.

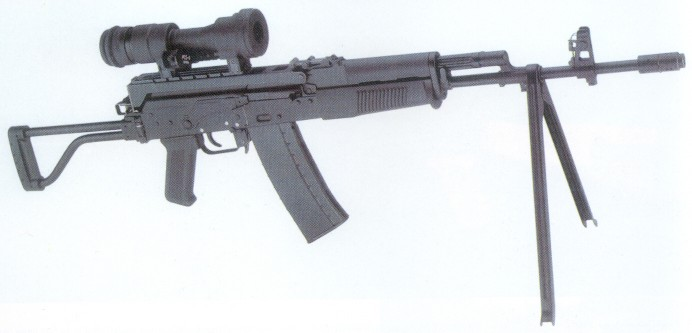
Kbs wz.96 „Beryl“

Kbs wz.96 „Beryl“ Das Gewehr ist für die Patrone 5,56 × 45 mm NATO eingerichtet, besitzt einen dunklen Polymer-Handschutz und eine auf die linke Gehäuseseite abklappbare Schulterstütze aus Stahlrohr sowie einen neuen Mündungsfeuerdämpfer. Zudem befindet sich wie beim wz.88 der Feuerwahlhebel auf der linken Gehäuseseite. Das wz.96 wird mit dunklen 30-Schuss-Polymer-Magazinen nach Art des AK-74 geladen. Die ersten der Öffentlichkeit präsentieren Modelle verfügten über Zubehörschienen auf dem Gehäuse. Dabei handelte es sich jedoch nicht um 1913-MiL-STD-Schienen. Diese Bauweise wurden dadurch realisiert, dass die Schienen brückenartig von hinten über das Gehäuse gelegt wurden. Die wz.96 Beryl ohne diese Schiene ist aktuelle Hauptordonnanzwaffe der polnischen Streitkräfte.
Kbs wz.96 „Mini Beryl“ Weitgehend mit dem wz.96 identisch, nur mit einem stark gekürzten Lauf nach Form des AKS-74U. Da eine Lizenz für das AKS-74U jedoch nicht vorlag, gibt es einige Unterschiede. So sitzt die Kimme nicht auf dem Gehäusedeckel, sondern ragt vom Kimmenträger aus über den Gehäusedeckel hinweg.
Kbs wz.96 „Onyks“ Weitgehend mit dem „Mini Beryl“ identisch, nur mit dem auf die linke Gehäuseseite klappbaren Schleifenschaft nach Muster der MPi-KMS-72.
Kbk wz.2004 „Beryl“ Weitgehend mit dem wz.96 identisch, nur mit 1913-MiL-STD-Schienen anstelle des eigenen Systems. Zudem wurde ein Handschutz mit vier Rails angebracht. wz.96 können auf wz.2004 umgerüstet werden.
Beryl M545 Die Exportversion des wz.96 für Patronen 5,45 × 39 mm M74, oft mit 1913-MiL-STD-Schienen angeboten. Exporterfolge hatte das Modell bislang nicht.
Beryl M762 Die Exportversion des wz.96 für Patronen 7,62 × 39 mm M43. Oft mit 1913-MiL-STD-Schienen angeboten. Geringe Stückzahlen befinden sich im Einsatz bei polnischen Spezialeinheiten. Nigeria kaufte eine mittlere Stückzahl M762.
Kbk wz.2002 Eine Bullpup-Version des wz.96. Beinahe die gesamte Waffe ist in einen Schaft aus hellem Holz eingelassen. Als Visierung steht lediglich eine Zubehörschiene zur Verfügung. Es muss also zwingend eine optische Zielhilfe verwendet werden. Der Feuerwahlhebel befindet sich auf der rechten Gehäuseseite hinter dem Magazinschloss. Der Schütze muss zum Anschlag seine Wange auf den Gehäusedeckel legen.

### Rumänien
Die Volksrepublik Rumänien fertigte ihre ersten AK-47 und AKM nicht selbst, sondern ließ diese in der Sowjetunion fertigen. Erst als im Zuge des erweiterten Warschauer Vertrages alle Länder dazu aufgefordert wurden, ihre eigenen Infanteriewaffen im Kaliber 7,62 × 39 mm M43 zu fertigen, begann in Rumänien die Produktion einer eigenen Waffe bei Romtehnica.

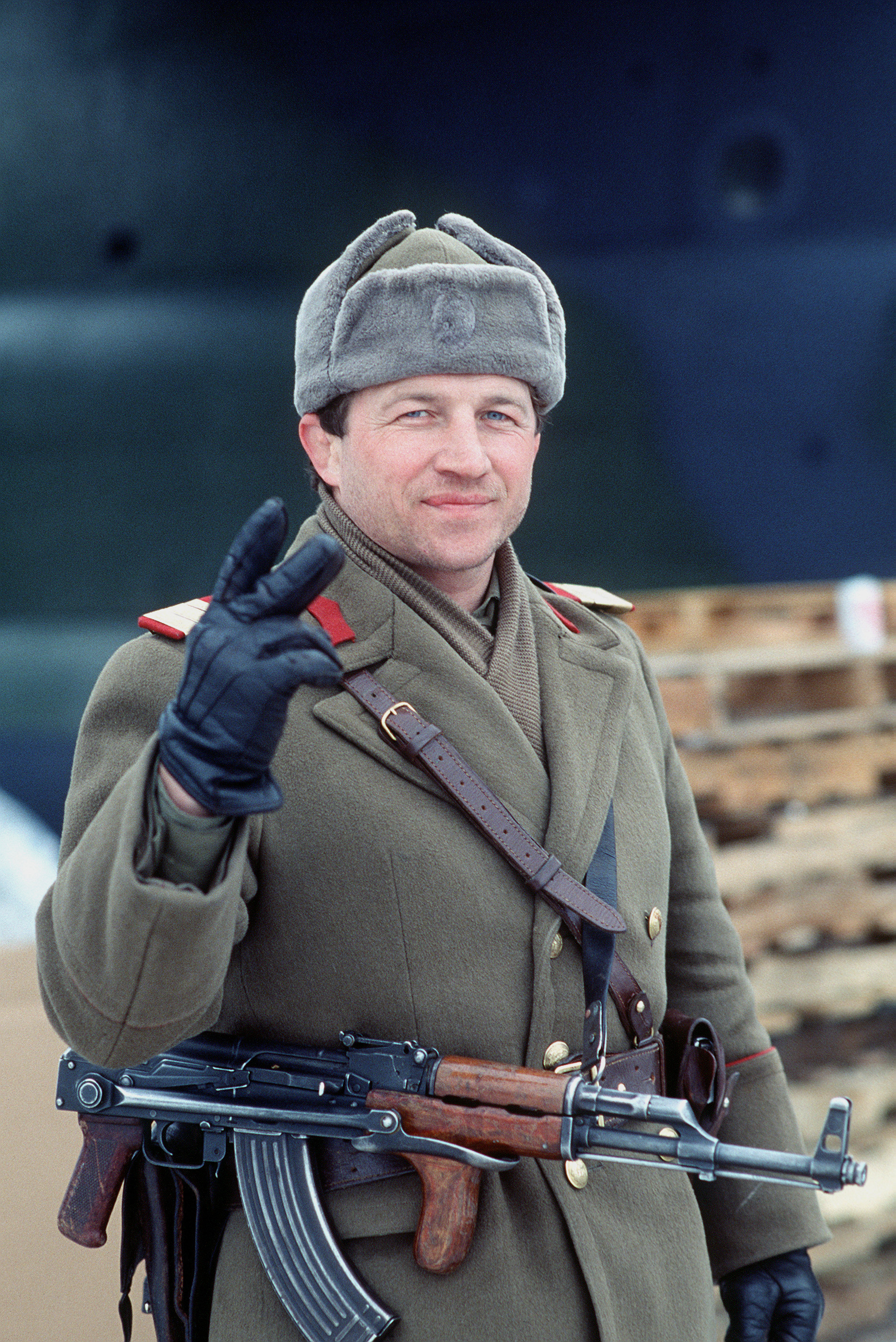
Rumänischer Soldat mit Pm md. 63

Pm md.63 (rumänisch Pistol Mitralieră model 1963, deutsch Maschinenpistole Modell 1963) ist größtenteils mit dem AKM identisch, nur besitzt der Vorderschaft einen ausladenden Sturmgriff, der oft polemisch deutsch als Eselsgemächt bezeichnet wird. Dieser soll die Stabilität im Dauerfeuer erhöhen, aber einen ruhigen Anschlag im Einzelschuss nicht behindern. Späte Pm md.63 haben einen abgeschrägten Mündungskompensator nach Form des AKM, bei frühen Modellen fehlt dieser. Das Pm md.63 wird bis heute von den rumänischen Streitkräften eingesetzt und wurde seit den 1960er-Jahren in viele Länder exportiert.
Pm md.65 Weitgehend mit dem Pm md.63 identisch, nur mit einem auf die rechte Seite klappbaren Schleifenschaft, in Bauart identisch mit der deutschen MPi KMS-72. Späte Pm md.65 haben einen abgeschrägten Mündungskompensator nach Form des AKM, bei frühen Modellen fehlt dieser.
Pm md.80 Oft auch PA md.80 (rumänisch Pușcă Automată model 1980, deutsch automatisches Gewehr Modell 1980). Da Rumänien nicht die Lizenz für die Produktion des AK-74 erhielt, jedoch Interesse an einer Waffe für die Patrone 5,45 × 39 mm M74 bestand, rückentwickelte man die Eigenschaften des AK-74. Das Pm md.80 besitzt einen Mündungsfeuerdämpfer, der in seiner Funktion dem des AK-47 ähnelt, jedoch von einer schlankeren Bauform ist. Der Gasentnahmeblock ist mit dem der Pm md.63/AKM identisch und im 45-Grad-Winkel. Auffällig ist der leicht nach oben gebogene Verschlussspannhebel, dieser erleichtert das Durchladen der Pm md.80 mit der linken Hand bei einem Griff über das Waffengehäuse. Der Handschutz mit hölzernem Sturmgriff ist mit dem des Pm md.63 identisch. Das Pm md.80 wird mit leicht gekrümmten Stahlblechmagazinen von 30 Schuss Kapazität geladen. Das Pm md.80 wurde von den rumänischen Streitkräften nicht offiziell eingeführt, da man sich für die ausschließliche Beschaffung des Pm md.86 entschied. In manchen Publikationen wird das spätere rumänische AK-74 ebenfalls als Pm md.80 bezeichnet.
Pm md.86 oft auch PA md.86 Weitgehend mit dem Pm md.80 identisch, der Holzkolben wurde jedoch durch einen auf die rechte Seite abklappbaren Schleifenschaft ersetzt; dieser ist in seiner Bauart identisch mit dem der MPi KMS-72. Das Pm md.86 kann mit dem AG-40 ein 40-mm-Unterlaufgranatgerät aufnehmen, das von hinten geladen wird und verschiedene Granatentypen aufnehmen kann. Das Pm md.86 ist bis heute bei den rumänischen Streitkräften im Einsatz.
Pm md.90 Weitgehend mit dem Pm md.65 identisch, es fehlt aber der hölzerne Sturmgriff. Die Waffe besitzt ebenfalls den auf die rechte Gehäuseseite klappbaren Schleifenschaft nach Bauart der MPi KMS-72.
Pm md.80cu (rumänisch Pistol Mitralieră model 1980 cu țeavă scurtă, deutsch Pistole Militärwaffe Modell 1980 mit kurzem Rohr) Eine Version mit gekürztem Lauf, wie bei der MPi AKS-74NK bilden Kornträger und Gasblock eine Einheit. Im Gegensatz zum AKS-74U wurde aber der Handschutz in der üblichen AKM-Länge belassen. Das PM md.80cu verschießt die Patrone 7,62 × 39 mm M43, besitzt den Sturmgriff des Pm md.63 und einen eigenen Klappschaft, der aus einem dünnen Rohr besteht und auf die linke Gehäuseseite abgeklappt werden kann. Ob er dort Bedienelemente stört, ist nicht bekannt, weil nur sehr wenige Exemplare produziert worden sind.
Pm md.86cu Weitgehend mit dem Pm md.80cu identisch, nur für die Patrone 5,45 × 39 mm M74. Auch wurde der Handschutz mit Sturmgriff gegen einen Handschutz nach AKM-Muster getauscht und der auf die rechte Gehäuseseite abklappbare Schleifenschaft nach Muster der MPi KMS-72 verwendet. Das Pm md.86cu erhielt einen geschlitzten Mündungsfeuerdämpfer und wird mit wenig gekrümmten 30-Schuss-Stahlblechmagazinen ausgegeben. Sie wurde vorwiegend an Spezialeinheiten ausgehändigt und befindet sich bis heute im Dienst bei der rumänischen Armee.

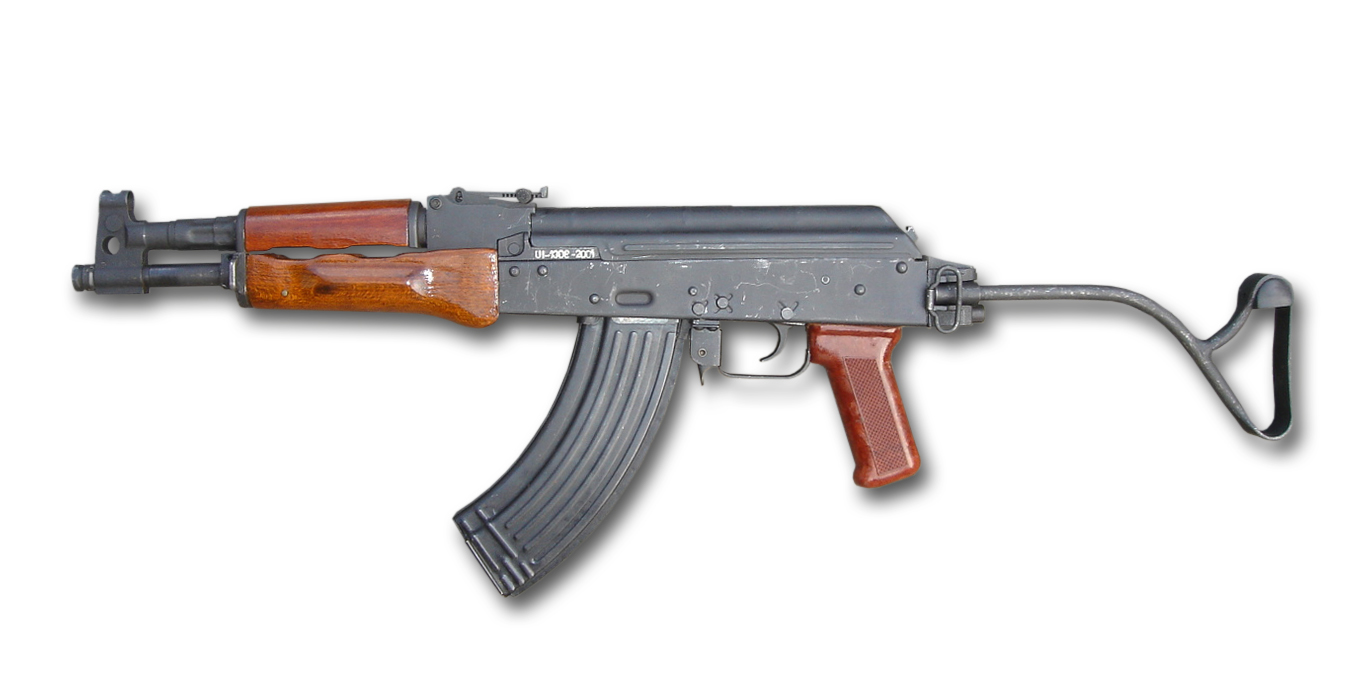
Pm md.90cu

Pm md.90cu Weitgehend mit dem Pm md.86cu identisch, jedoch für die Patrone 7,62 × 39 mm M43. Es fehlt ihm jedoch die Mündungsbremse und es besitzt eine Laufmutter nach Muster des AK-47 Typ III. Es wurde mit 20-Schuss-Stahlblechmagazinen vor allem an Panzerbesatzungen und Spezialeinheiten ausgegeben.
AK-74 Es ist nicht genau bekannt warum, aber es scheint, dass Rumänien, nach Entwicklung und Übernahme des Pm md.86, doch noch die Pläne für die Fertigung des AK-74 erhielt. Die frühen rumänischen AK-74 hatten dennoch die 45°-Gasentnahme nach AKM-Muster. Spätere rumänische AK-74 besitzen die korrekte 90°-Gasentnahme des russischen AK-74. Rumänische AK-74 sind gut an dem matt-grauen Finish des Gehäuses und der rötlichen Schäftung aus Kunststoff zu erkennen.
Pm md.64 Weitgehend identisch mit dem RPK mit gestanztem Gehäuse (RPKM).
Pm md.91 Weitgehend identisch mit dem PA md.64, aber mit dem auf die rechte Gehäuseseite abklappbaren Schleifenschaft nach Baumuster der MPi KMS-72.
Pm md.89 Weitgehend identisch mit dem Pm md.64, aber im Kaliber 5,45 × 39 mm. Zusätzlich zu den weniger gekrümmten Stahlblech-Magazinen des Pm md.86 wurden 40-Schuss-Magazine ausgegeben.
Pm md.93 Weitgehend identisch mit der Pm md.91, aber mit der auf die rechte Seite abklappbaren Schleifenschulterstütze nach Bauform der MPi KMS-72.
PSL (rumänisch Pușcă semiautomată cu lunetă model 1974, deutsch Gewehr halbautomatisch mit Teleskop Modell 1974). Da Rumänien nicht die Lizenz für die Fertigung des Scharfschützengewehres SW Dragunow erhielt, jedoch Interesse an einer Waffe dieser Art bestand, entwickelte man ein Zielfernrohrscharfschützengewehr auf Basis des leichten Maschinengewehrs RPK. Das PSL verwendet mit 7,62 × 54 mm R die Patrone des Vorbilds, besitzt aber einen Langhub-Gaskolben und keinen gesondert verriegelten Gehäusedeckel. Damit gehört das PSL im Gegensatz zum SWD mit zur Kalaschnikow-Familie. Die Waffe wird als etwas ungenauer als das SWD betrachtet, gilt aber für mittlere Entfernungen als tauglich. Das verwendete Magazin ist dem des SWD zwar ähnlich, aber nicht austauschbar. PLS-Magazine sind an Verstärkungen in Form von zwei aufeinander gestellten Dreiecken (Sanduhr) zu erkennen. Als ein für die Kalaschnikow untypisches Merkmal hat das PSL einen Verschlussfang, der von einem leeren Magazin aktiviert wird. Als Visier wird eine Anlehnung an das russische PSO-1 verwendet, das als LPS 4×6° TIP2 bezeichnet wird. Das PLS ist bis heute bei den rumänischen Streitkräften im Einsatz und wurde häufig exportiert. In den Empfängerländern wurde es häufig als Ersatz für SWD eingesetzt. Das PLS wird von Laien oft mit dem SW Dragunow verwechselt.
Schon vor der rumänischen Revolution 1989 verkaufte Rumänien große Stückzahlen der im Lande produzierten Waffen ins Ausland, dabei vereinfachte man die Benennung und fasste verschiedenen Modelle unter generellen Bezeichnungen zusammen. Oft werden diese selbst in der Fachliteratur anstelle der eigentlichen Bezeichnungen verwendet.
AI Modelle nach Art des AK-47 Typ III mit gefrästem Gehäuse.
AIM Modelle nach Art des AKM, meist Pm md.63 mit und ohne hölzernen Sturmgriff.
AIMS Modelle nach Art des AKMS, meist Pm md.65 und Pm md.90.

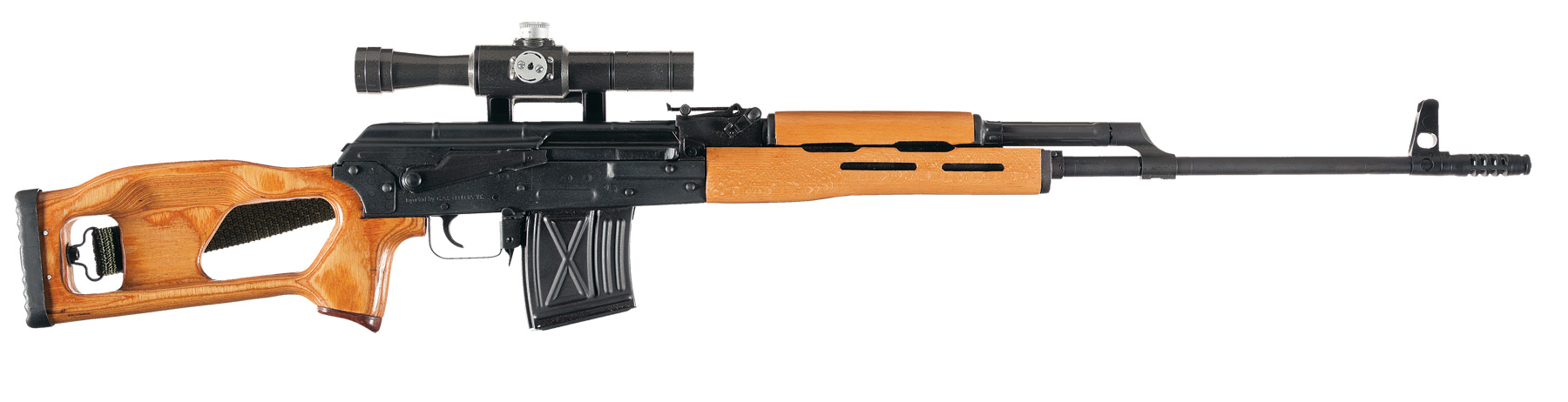
FPK-/PSL-Gewehr

AIMR Modelle nach den verschiedenen Arten der Karabiner Pm md.80, Pm md.86cu und Pm md.90cu.
AIMS-74 Modelle nach Art des AK-74, rumänische AK-74 sowie Pm md.80 und Pm md.86.
FPK Varianten des PLS in verschiedenen Kalibern.
Draco Pistol Eine besonders kurze AIMR ohne Schulterstütze, um entsprechend dem US-Waffengesetz als Pistole verkauft werden zu können.

### Südafrika
Um wie die Israelis einen modernen Ersatz für das R1 (FN FAL) zu haben, beschloss man in Südafrika, sich auf die Suche nach einem modernen Gewehr mit Mittelpatrone zu machen. Da das Geld für eine komplette Eigenentwicklung fehlte und man sich aufgrund der politischen Lage im Lande nur auf wenige Zulieferer verlassen konnte, fiel die Wahl auf das israelische Galil, das in veränderter Form in Pretoria von der Firma Armscor gefertigt wurde.
R4 Weitgehend identisch mit dem Galil ARM. Frühe Versionen sind vom Galil ARM nur durch die Beschriftung und das Fehlen einer Bajonetthalterung zu unterscheiden; spätere R4 weisen kleine Unterschiede auf. So haben spätere R4 ein größeres Korndach. Das R4 wurde von Südafrika in andere Länder Afrikas wie die Zentralafrikanische Republik, Republik Kongo, Ruanda und Swasiland (heute Eswatini) sowie nach Serbien exportiert.
R5 Weitgehend identisch mit dem Galil SAR. Frühe Versionen sind vom Galil SAR nur durch die Beschriftung und das Fehlen einer Bajonetthalterung zu unterscheiden; spätere R5 weisen kleine Unterscheide auf. Diese Waffe war vor allem für Fahrzeugbesatzungen, aber auch für die Infanterie gedacht, die in Schützenpanzern transportiert wurde.
R6 PDW Weiter verkürzte Version des R5 als Waffe zur persönlichen Verteidigung. Im Gegensatz zum R5 wurde bei diesem Modell auch das Gassystem gekürzt.
CR-21 Eine Bullpup-Version des R4, wurde um 1998 herum als „Sturmgewehr des 21. Jahrhunderts“ angepriesen, jedoch nicht in großer Stückzahl gebaut. Problematisch war vor allem, dass sich die meisten Bedienelemente weiterhin auf Höhe des Magazins befanden und so die Waffe schwierig zu bedienen war. Auch befand sich das Hülsenauswurffenster unverändert über dem Magazinschacht, wodurch die Waffe von Linksschützen kaum benutzbar war.

### Sudan
Der Sudan fertigt eine direkte Kopie des AKM als MAZ.

### Tschechoslowakei
Ab Ende der 1940er-Jahre wurde in der neu gegründeten CSSR mit einer eigenen Kurzpatrone mit den Abmessungen 7,62 × 45 mm experimentiert. Diese Entwicklung wurde jedoch auf Druck der Sowjetunion unterbunden, da man auf einer einheitlichen Patrone im Einflussbereich bestand. Dies wurde die sowjetische 7,62 × 39 mm M43. Für diese Patrone entwickelte man in der CSSR mit der vz. 58 ein eigenes Infanteriegewehr. Das vz. 58 sieht dem AK-47 zwar äußerlich ähnlich, arbeitet jedoch nach dem Prinzip des Kippblockverschlusses über Kurzhub, verwendet andere Magazine und es sind keine wichtigen Funktionsteile austauschbar. Aus diesem Grund zählt das vz. 58 nicht mit zur Kalaschnikow-Familie. Um jedoch nach der Samtenen Revolution eine moderne Waffe für die eigene Armee und für den Export zu haben, schuf man in den 1990ern eine neue Reihe, das CZ-2000 „Lada“.
Das CZ-2000 „Lada“ basiert auf dem verstärkten Stahlblech-Gehäuse des RPK mit 1,5 mm Wandstärke. Es verwendet NATO-Patronen 5,56 ×45 mm und bietet einige damals moderne Eigenschaften. Es besitzt einen Handschutz aus bläulichem Polymer und eine klappbare Schulterstütze aus Stahldraht, die auf die rechte Gehäuseseite geklappt wird. Am Laufende befindet sich ein geschlitzter Mündungsfeuerdämpfer nach westlichem Muster und unter dem Lauf kann ein Zweibein angebracht werden. Der Feuerwahlhebel befindet sich auf der linken Gehäuseseite und kann dort mit dem Daumen auf Sicher, Einzelfeuer und Dauerfeuer eingestellt werden, ohne die Schusshand vom Pistolengriff zu nehmen. Zudem steht ein 3-Schuss-Feuerstoß zur Verfügung. Das hintere Visier der Waffe sitzt auf dem Gehäusedeckel und ist durch zwei Stahldrähte geschützt. Zudem können an einer Seitenmontage Optiken so angebracht werden, dass sowohl die Optik als auch das mechanische Visier eingesehen werden können. Die Waffe wird mit durchsichtigen 30-Schuss-Polymer-Magazinen angeboten, so kann der Schütze jederzeit die noch vorhandene Munition einsehen. Es sind zwar nur wenige Teile mit AK-47 oder AKM austauschbar, jedoch wird das CZ-2000 aufgrund seines Aufbaus zur Kalaschnikow-Familie im weiteren Sinne gezählt. Die Entwicklung wurde jedoch 2007 vollständig eingestellt und keine Waffen an die tschechische Armee ausgeliefert sowie keine Waffen exportiert.
CZ-2000 Carbine Weitgehend mit dem CZ-2000 identisch, jedoch mit einem auf 185 mm gekürzten Lauf. Ein Kompromiss aus AKS-74U und AK-105.
CZ-2000 LMG Weitgehend mit der CZ-2000 identisch, jedoch für die Rolle als leichtes Maschinengewehr optimiert. Dafür wurde der Lauf auf 577 mm verlängert und jedes Modell wurde mit einem Zweibein geliefert.

### Ukraine
Nach dem Zerfall der Sowjetunion und der damit verbundenen formalen Unabhängigkeit der Ukraine produzierte man zunächst das AK-74 für den eigenen Bedarf weiter. Jedoch experimentierte man mit einer Bullpup-Version des AK-74, die man zur Serienreife brachte und Wepr (dt. Wildsau) nannte. Diese darf nicht mit der russischen Wepr-12 einer Selbstladeflinte verwechselt werden.

### Ungarn
Aufgrund des Misstrauens nach der Niederschlagung des ungarischen Volksaufstandes wurden die ersten AK55 genannten ungarischen Kalaschnikows nicht in Ungarn, sondern in der Sowjetunion für die ungarische Volksarmee produziert. Erst 1963 wurden bei der FÉG (Fegyver és Gázkészülékgyár, dt. Fabrik für Waffen und Gasgerätebau) in Csepel die ersten im Lande selber produzierten Kalaschnikow-Versionen gefertigt, dies war das auf dem AKM basierende AMD-65.
AK55 Weitgehend mit dem AK-47 Typ III identisch, allein der Pistolengriff hat oft die alte runde Form des AK-47 Typ I.
AKM-63 Basierend auf den Plänen des AKM besitzt das AKM-63 einige auffällige Merkmale. Der untere Handschutz wurde durch einen Käfig mit Kühllöchern ersetzt, an dem sich ein zweiter Griff befindet. Dieser Sturmgriff ist vom Schützen weg angewinkelt und gewährt beim Abgeben von Dauerfeuer eine bessere Stabilität der Waffe. Jedoch behindert diese Konstruktion einen ruhigen Anschlag bei Einzelschuss bei heißgeschossener Waffe. Der obere Handschutz fehlt beim AKM-63 komplett. Der Pistolengriff hat eine andere Form. Am unteren Ende befindet sich zwei Wulste, die ein Abrutschen verhindern sollen; der Sturmgriff hat die gleiche Form wie der Pistolengriff und besteht aus hellem Holz. Im Gegensatz zum AKM fehlt der abgeschrägte Mündungskompensator.

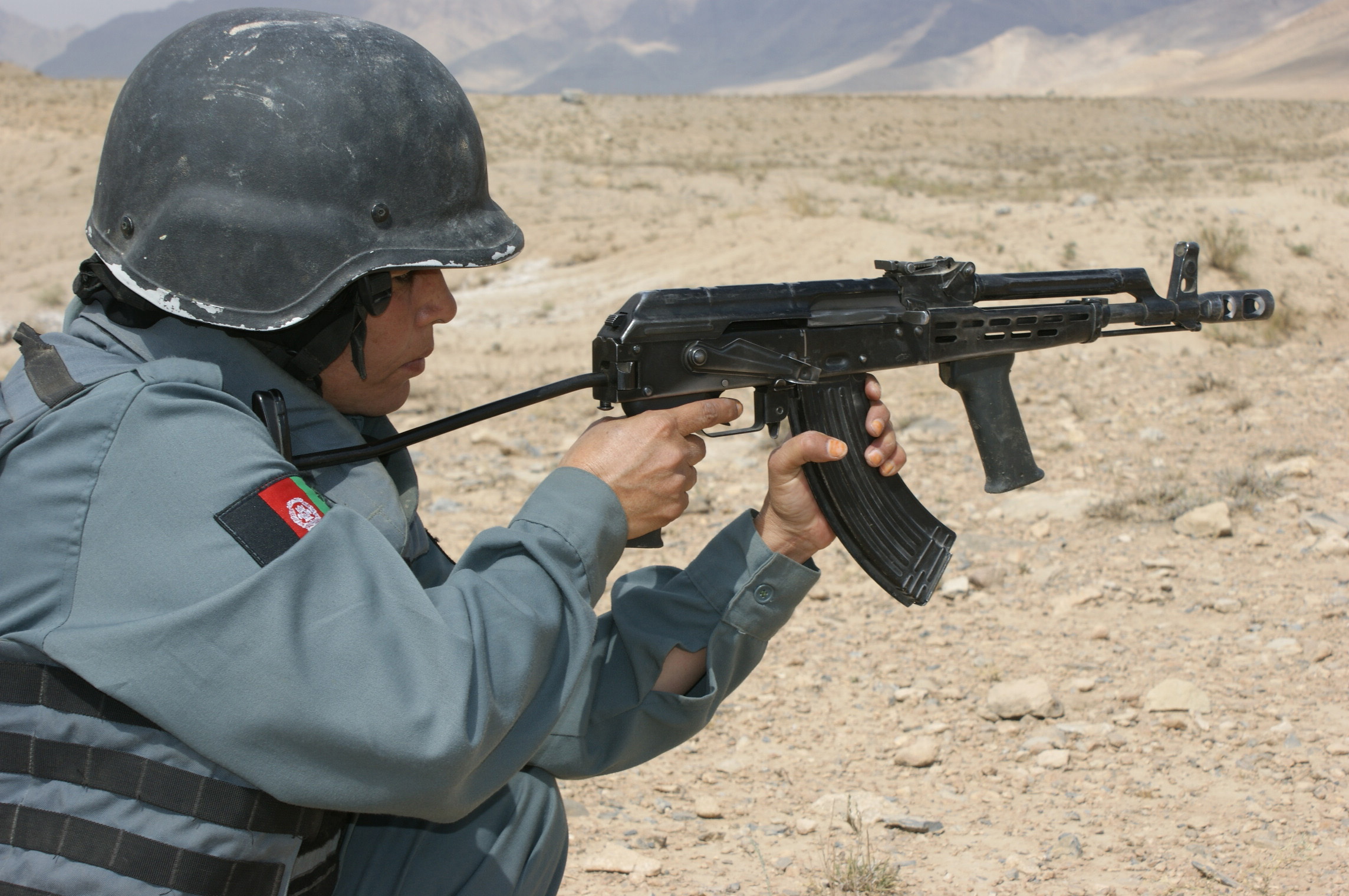
Afghanische Polizistin mit AMD-65

AMD-65 Eine verkürzte Form des AKM-63, der Lauf wurde auf 414 mm gekürzt, sodass der Kornträger fast direkt am Gasentnahmeblock sitzt. Das Gassystem wurde leicht gekürzt. Wie das AKM-63 hat das AMD-65 einen Lüftungskäfig mit Sturmgriff, jedoch aus schwarzem Kunststoff anstelle von Holz. Das AMD-65 verfügt zudem über eine einfach klappbare Schulterstütze, bestehend aus einem Stahldraht und einer kleinen Auflagefläche. Um das starke Mündungsfeuer wegen des kürzeren Laufes besser unter Kontrolle zu halten, hat das AMD-65 eine Mündungsbremse mit zwei Kammern. Das AMD-65 war für Fahrzeugbesatzungen vorgesehen und wurde mit kompakteren 20-Schuss-Magazinen ausgegeben. Aktuell ist es vor allem bei Spezialeinheiten mit begrenztem Budget sehr beliebt.
AMP-69-Granatgewehr Es existiert eine Variante des AMD-65, die oft ebenfalls fälschlich AMD-65 genannt wird. Diese Version ist für die Verwendung von Gewehrgranaten optimiert, die auf einen Abschussdorn gesteckt werden, der sich bei dieser Version anstelle der Mündungsbremse am Laufende befindet. Zudem hat das AMP-69-Granatgewehr einen langen Handschutz anstelle des Käfigs mit Sturmgriff. Dieser Handschutz ist durch eine Einrichtung gefedert, welche dort sitzt, wo sonst der Putzstock untergebracht ist. Zudem hat das AMP-69-Granatgewehr eine andere Schulterstütze, die mit einem gefederten Puffer ausgestattet ist. Zudem hat das Granatgewehr ein geändertes Gassystem; auf dem Gasentnahmeblock befindet sich das Visier zum Verschießen der Gewehrgranaten, wird dieses hochgeklappt, wird gleichzeitig das Gassystem ausgeschaltet. Dadurch wird verhindert, dass das Gassystem des AMP-69 durch die stärker geladenen Treibmittelpatronen beschädigt wird. Das AMP-69-Granatgewehr kann die panzerbrechende Granate PGK und die Anti-Personen-Granate PGR verschießen.
AK-63F / AMM wurde in Ungarn das AK-63F als (Automata Modernizált Magyarosított dt. Automat modernisiert ungarisiert) als ungarisierte Version des AKM eingeführt. Was eigentlich verwundert, denn das AMM ähnelt dem AKM sehr viel stärker als das AKM-63 mit seinem Sturmgriff. Das AMM hat eine dem AKM ähnliche Schäftung mit zweiteiligem Handschutz und gerade verlaufendem Anschlagschaft. Allein der Pistolengriff behält seine Form mit den beiden Wulsten bei, die ein Abrutschen verhindern sollen. Zudem erhielt das AMM den abgeschrägten Mündungskompensator des AKM.
AK-63D / AMMS Das AK-63D ist mit dem AK-63F weitgehend identisch, nur erhielt es den unter das Gehäuse klappbaren Schaft der AKMS. Das AK-63D wurde als AMMS eingeführt. AMM und AMMS befinden sich bis heute in Gebrauch bei den ungarischen Streitkräften.
NGM-81 Eine für die Patrone 5,56 × 45 mm NATO eingerichtete Version des AMM für den Export. Dieses Modell besitzt einen Mündungsfeuerdämpfer nach Form des PKM und weniger stark gekrümmte Stahlblech-Magazine nach Art des Galil.
AK-63MF Weitgehend mit dem AMM identisch wurde dieses Modell mit einem Teleskopschaft und MIL-STD-1913-Schienen ausgestattet, um als kampfwertgesteigerte Version bei aktuellen Spezialeinheiten eingesetzt zu werden.

### Vietnam
Während des Vietnamkriegs wurden die sozialistischen Republik Vietnam sowie die Nationale Front für die Befreiung Südvietnams (Vietcong) mit AK-47 und AKM aus der Sowjetunion sowie mit Typ 56 aus China unterstützt. Um die gelieferten Waffen instand halten und reparieren zu können, wurden in Nordvietnam sowie in Teilen des Ho-Chi-Ming Pfades Werkstätten gegründet, um Ersatzteile für die drei Waffentypen zu produzieren. Ob dabei auch komplette Waffen gefertigt wurden, bleibt unklar. Als gesichert gilt jedoch, dass einige AK-47 Typ III und Typ 56 zu dem lMG RPK ähnlichen Waffen mit langen Läufen und Zweibein umgebaut wurde, die als TUL-1 gezeichnet wurden.
AKM-47 Nach dem Vietnamkrieg und den vietnamesisch-chinesischen Grenzkonflikt erhielt das Land Unterstützung von der Sowjetunion und fertigte eine direkte Kopie des AKM als AKM-47.

## Andere Waffen von Michail Kalaschnikow
Neben dem Awtomat Kalaschnikow hat Michail Kalaschnikow auch weitere Waffen entwickelt, wenn auch recht unbekannte. Dies liegt vor allem an der sowjetischen Politik, nach der nur die Waffen konsequent weiterentwickelt wurden, in denen man ein gewisses Potential sah. So wurden meist schon die zweitplatzierten Modelle in einem abgehaltenen Test nicht weiter unterstützt.
Kalaschnikow-Maschinenpistole (1942) Einer Anekdote zufolge hörte Michail Kalaschnikow im Lazarett, wie sich einige verwundete Infanteristen über die deutschen Maschinenpistolen unterhielten. Die Soldaten sollen dabei bemängelt haben, dass eine solche Waffe den eigenen Streitkräften nicht zur Verfügung stand. Dabei hatte die Rote Armee zu diesem Zeitpunkt bereits große Mengen an PPSch-41-Maschinenpistolen im Einsatz. Trotzdem beschloss Michail Kalaschnikow, eine entsprechende Waffe zu entwickeln. Das fertige Modell glich der amerikanischen Thompson. Gemäß den Anforderungen der Ausschreibung für eine neue günstig zu produzierende Maschinenpistole war der Mechanismus der Waffe stark vereinfacht und als reiner Feder-Masseverschluss konzipiert. Die Waffe war jedoch trotzdem noch weitaus aufwändiger zu produzieren als die von Schpagin eingereichte PPS-42, die den Wettbewerb für eine neue günstige Maschinenpistole gewann.
Kalaschnikow-Selbstlader (1944) Obwohl er weiterhin eine Maschinenpistole entwickeln wollte, entwickelte Michail Kalaschnikow nach der MP1942 ein Selbstladegewehr für die Patrone 7,62 × 41 mm, um an dem 1944 ausgeschriebenen Wettbewerb für ein neues Gewehr teilzunehmen. Der Kalaschnikow-Selbstlader weist einige Ähnlichkeiten zum US M1 Garand und zum US-M1-Karabiner auf. Das Modell konnte sich in dem Test nicht gegen das SKS-45 von Simonow durchsetzen.
Kalaschnikow-lMG (1944) Den sowjetischen Streitkräften stand mit dem DP-28 zwar ein leichtes Maschinengewehr zur Verfügung, jedoch wurden vor allem Funktionssicherheit und die schwer zu transportierenden Tellermagazine bemängelt. Nach dem groben Vorbild des US BAR schuf Michail Kalaschnikow eine Waffe mit nach unten an die Waffe ansteckbarem Boxmagazin von 15 Schuss Kapazität der Patrone 7,6 × 54 mm R. Das Kalaschnikow-lMG 1944 konnte dank klappbarer Schulterstütze und Zweibein auf ein geringes Packmaß gebracht werden, wurde jedoch nie serienmäßig produziert.
Kalaschnikow-Reihenfeuerpistole (1950) Nach dem Ende des Zweiten Weltkrieges suchten die sowjetischen Streitkräfte nach einer kompakten Waffe, mit der vor allem Besatzungen von Fahrzeugen in der Lage sein sollten, sich im Notfall selbst zu verteidigen. Aus diesem Grund wurde eine Ausschreibung für eine Reihenfeuerpistole für die Patrone 9 × 18 mm Makarow ausgegeben. Michail Kalaschnikow nahm mit einer eigens entwickelten Waffe an der Ausschreibung teil, verlor den Wettbewerb jedoch gegen die APS von Stetschkin. Von der APS unterscheidet sich die Kalaschnikow-Reihenfeuerpistole kaum, so handelt es sich bei beiden Waffen um reine Feder-Masse-Verschlüsse für Patronen 9 × 18 mm Makarow.
Kalaschnikow-Scharfschützengewehr (1959) Ab 1959 suchte die sowjetische Armee einen Ersatz für die veralteten Scharfschützengewehre Mosin-Nagant 1891/30 und die als unpräzise geltenden SWT-40. Die ausgeschriebene Waffe sollte die Patrone 7,62 × 54 mm R verwenden und als Selbstlader arbeiten. Kalaschnikow orientierte sich bei dem Design am SWT-40 und übernahm dessen Gassystem. Wannendesign und Baugruppenanordnung stammen vom AK-47, wurden jedoch für das Verschießen der stärkeren Patrone verstärkt. Im Gegensatz zum SW Dragunow, das den Wettbewerb für sich entschied, hatte das Kalaschnikow-Scharfschützengewehr jedoch einen Gewehrschaft mit angedeutetem Pistolengriff und keinen Lochschaft.
Kalaschnikow-Balance-System (1964) Um die gewaltige Kraft des massiven Verschlussträgers ausgleichen zu können, wurde schon früh mit einem Gegengewicht experimentiert. Im Gegensatz zur späteren AEK-971 und zum AL-7 besitzt das Kalaschnikow-Balance-System jedoch rotierende Scheibengewichte über dem Lauf, die in einem runden Teller untergebracht sind. Die Waffe kam nicht über das Prototypstadium hinaus.

## Funktion

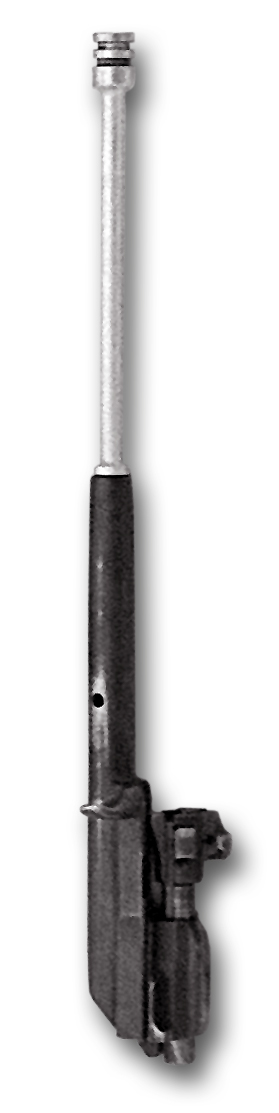
Gaskolben, Verschlussträger und Verschluss

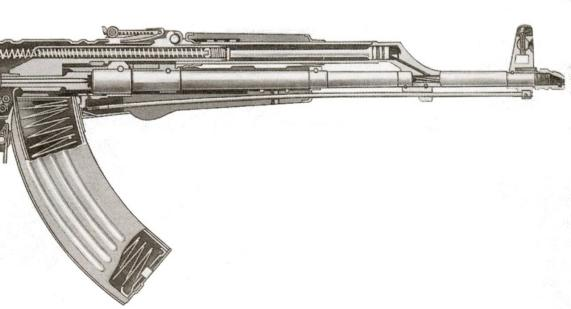
Das AKM-Gasdrucksystem

Beim AK-47 handelt es sich um eine luftgekühlte Waffe mit festem Lauf. Sie verriegelt fest nach dem Prinzip des Drehkopfverschlusses und arbeitet als Gasdrucklader mit Langhub. Drückt der Schütze den Abzug durch, gibt eine Kralle am Abzug den Hammer innerhalb der Abzugsgruppe frei, dieser schlägt auf den Schlagbolzen, welcher am hinteren Ende des Verschlusskopfes herausragt. Dieser Zündstift quetscht das Zündhütchen und der Schuss bricht. Das Projektil wird darauf hin durch den Lauf getrieben und passiert die Gasentnahmebohrung am Lauf. Hierdurch entweichen Pulvergase vom Lauf in den Gasentnahmeblock und drücken dort auf den Gaskolben. Dieser setzt sich verzögert in Bewegung, wenn das Geschoss den Lauf bereits verlassen hat. Getrieben durch die Pulvergase bewegt sich der Gaskolben durch den Gaszylinder nach hinten. Nach dem Passieren der Gasentlüftungsbohrungen im Gaszylinder werden überschüssige Pulvergase nach außen abgegeben, jedoch bewegt sich der Gaskolben durch sein Moment weiter nach hinten. Da Verschlussträger und Gaskolben eine Einheit bilden, wird der Verschlussträger mit nach hinten bewegt. Dabei greift eine Steuernase am Verschlusskopf in eine Steuerkurve im Verschlussträger ein und zwingt den Verschlusskopf zu einer Drehung. Bei dieser Drehung werden die beiden Verschlusswarzen aus Einbuchtungen im Schildzapfen heraus gedreht und der Verschluss des AK-47 entriegelt. Im entriegelten Zustand bewegt sich der Verschlusskopf nun mit dem Verschlussträger mit. Dabei zieht die Auszieherkralle des Verschlusskopfes die leere Patronenhülse aus der Patronenkammer. Beim weiteren Rücklauf läuft der Verschlusskopf über einen Auswerfer, der fester Bestandteil des unteren Waffengehäuses des AK-47 ist. Erreicht dieser Auswerfer die Patronenhülse, stößt er diese aus dem Verschlussfenster der Waffe aus, die Patronenhülse wird ausgeworfen. Auf seinem weiteren Weg zurück, gegen die Kraft der Schließfeder, stößt der Verschlussträger an das hintere Ende des Waffengehäuses und wird so gestoppt. Sobald seine überschüssige Rücklaufenergie aufgebraucht ist, überwiegt die Kraft der Schließfeder und der Verschlussträger läuft erneut nach vorne. Dabei entnimmt der Verschlusskopf eine neue Patrone aus dem Magazin und führt sie in die Patronenkammer ein. Dabei springt die Auszieherkralle über den Hülsenrand der Patrone und hält ihn fest, um die Patrone später ausziehen zu können. Bei seinem Weg nach vorne stößt die Steuerkurve des Verschlussträgers an die Steuernase des Verschlusskopfes und zwingt den Verschlusskopf zu einer Drehung. Dabei verriegeln die zwei Verschlusswarzen des Verschlusskopfes im Schildzapfen des AK-47. Der Verschluss der Waffe wird verriegelt. Bei seinem Rücklauf hat der Verschlussträger den Hammer innerhalb der Abzugsgruppe gespannt. Weil der Schütze den Abzug nicht so schnell loslassen könnte, dass die Kralle am Abzug den Hammer fangen kann, übernimmt dies der Halbautomatikunterbrecher; dieser fängt den Hammer und hält diesen solange fest, bis der Schütze den Abzug loslässt. Dann fällt der Semi-Automatik-Unterbrecher zurück und der Hammer springt in die Kralle des Abzuges. Die Waffe kann erneut abgefeuert werden. Wird das AK-47 von Einzelfeuer auf Dauerfeuer umgestellt, wird der Semiautomatikunterbrecher blockiert und kann den Hammer nicht mehr ergreifen, wenn der Verschlussträger zurückläuft. Das Halten des Hammers übernimmt in diesem Fall der Vollautomatikunterbrecher, der den Hammer solange festhält, bis der Verschlussträger die vorderste Position erreicht hat und somit der Verschluss verriegelt ist. Um die Position des Verschlussträgers zu kennen befindet sich am Vollautomatikunterbrecher ein Flügel. Dieser wird jedes Mal betätigt, wenn der Verschlussträger in der vordersten Position ankommt. Wird der Flügel durch den Verschlussträger nach vorne bewegt, verlässt der Vollautomatikunterbrecher die Abstützebene am Hammer und der Hammer wird freigegeben. Auf diese Weise feuert das AK-47 solange, bis entweder das Magazin leer ist oder der Schütze den Abzug loslässt und somit die Kralle am Abzug den Hammer hält. Das AK-47 verfügt nicht über einen Verschlussfang; bei leer geschossener Waffe wird der Verschluss einfach wieder nach vorne schnellen und dort verriegeln.
Nachteil des Systems ist, dass mit dem massiven Aufbau aus Verschlussträger, Verschlusskopf und Gaskolben bei jedem Schuss eine enorme Masse innerhalb der Waffe bewegt wird, wobei sich der Schwerpunkt verlagert. Auch stößt diese Masse wegen des übermäßigen Gasdrucks bei jedem Schuss an das hintere Ende des Waffengehäuses. Dadurch überträgt sich ein großer Teil der überschüssigen Rücklaufenergie des Verschlussträgers über das Waffengehäuse auf den Schützen. Dadurch wird die Stabilität nach jedem Schuss stark beeinträchtigt und auch die Stabilität bei längerem Dauerfeuer leidet enorm.
Vorteil dieses Systems ist neben dem einfachen Aufbau die Tatsache, dass der Gaskolben bei jedem Schuss über eine weite Strecke durch die Waffe gezogen wird. Dabei reinigt sich das Gassystem zu großen Teilen selbst und Pulverrückstände im Gassystem beeinträchtigen die Funktion der Waffe kaum. Auch ist durch den übermäßigen Gasdruck die Funktion der Waffe selbst bei leichter Verschmutzung oder bei ungenau geladener Munition gewährleistet. Außerdem muss das Gassystem nicht verstellt werden, wenn man Munition mit anderer Ladung, zum Beispiel Unterschallmunition und/oder Schalldämpfer, verwenden will.

## Aufbau
Im Gegensatz zu anderen automatischen Waffen läuft beim AK-47 der Verschluss nicht in einem weitgehend geschlossenen Waffengehäuse, sondern auf einer Art Wanne. Diese Wanne bildet nicht nur das untere Waffengehäuse, sondern auch den Hauptbestandteil der Waffe. Die wichtigsten Funktionsteile wie Abzugsgruppe und Schildzapfen sind in dieser Wanne untergebracht. Auswerfer und Magazinschacht sind integraler Bestandteil dieser Wanne. Beim oberen Gehäuse handelt es sich lediglich um einen Deckel. Der Lauf ist über den Schildzapfen mit der Wanne verbunden und läuft dabei durch Handschutz und den sogenannten Kimmenträgerblock. Dieser trägt die Kimme der Waffe. Diese besteht aus einem Schienenvisier, das sich von 100 bis 800 Meter einstellen lässt, zudem steht mit П (transkr.: P) eine Nahkampfeinstellung zur Verfügung, die etwa 200 Metern entspricht. Die Kimme liegt für ein Gewehr ungewöhnlich weit vorne. Dies ist jedoch nötig, da man auf dem Gehäusedeckel keine Optiken anbringen kann, da dieser nicht fest mit dem Lauf verbunden ist. Optiken müssen beim AK-47 entweder auf dem Kimmenträgerblock oder über eine Seitenmontage an der Wanne angebracht werden. Um trotz der weit vorne liegenden Kimme noch eine gute Visierlänge zu haben, ist an der Laufmündung ein Kornträger angebracht. Über dem Lauf liegt das Gassystem der Waffe, dieses ist auf etwa der Hälfte der Lauflänge mit dem Lauf durch den Gasentnahmeblock verbunden. Dort werden die Pulvergase aus dem Lauf entnommen und auf den Gaskolben übertragen. Der Gaskolben ist Teil des Verschlussträgers, verläuft durch den Gaszylinder über dem Lauf nach hinten durch den Kimmenträgerblock und mündet in den Verschlussträger, der auf der Wanne läuft. Der Gaszylinder bildet eine Baugruppe mit dem oben Handschutz. Unter dem Lauf ist ein Putzstock angebracht, welcher durch ein Loch am Gasentnahmeblock in den unteren Handschutz gesteckt und vom Kornträger gehalten wird. Das Magazin wird mit einer Aussparung in der Wanne verkantet und dann von einer Sperre am Abzugsbügel gehalten. Der Abzugsbügel ist groß dimensioniert, um das Schießen mit Handschuhen zu erleichtern. Pistolengriff und Anschlagschaft sind frei. Im Festschaft des AK-47 kann eine Dose mit Reinigungs- und Zerlegeutensilien untergebracht werden. Die Magazine des AK-47 sind stark gekrümmt und haben in der Regel eine Kapazität von 30 Patronen. Ihre starke Krümmung kommt durch die konische Form der 7,62 × 39-mm-M43-Patrone zustande. Durch die gebogene Form wird zudem Platz nach unten gespart, wodurch das Schießen im Liegen komfortabler ist.
Vorteil: Vor allem durch den schnell entfernbaren Deckel kann das AK-47 vom Schützen schnell inspiziert werden, ohne dass wichtige Funktionsteile verloren gehen. Zur Not kann das AK-47 auch ohne Deckel geschossen werden, es ist jedoch davon abzuraten, da der Verschlussträger Schmutz und Öl in das Gesicht des Schützen schleudern würde. Auch das Zerlegen und Reinigen ist durch diesen Aufbau einfacher als bei anderen Modellen.
Nachteil: Die Wannenkonstruktion stellte sich als zunehmend problematisch heraus, als ab Mitte der 1980er-Jahre in größerem Maße Optiken eingesetzt wurden. Zielhilfen können nicht ohne weiteres auf dem Gehäuserücken des AK-47 montiert werden, da dieses nur aus einem Deckel besteht, der beim Abnehmen und Wiederanbringen die Nullung der Optik verschieben kann. Aus diesem Grund bekam das AK-47N und später das AKMN eine Seitenmontage, von der aus eine Brücke über den Gehäuserücken führt. Auf diese Weise montierte Optiken müssen jedoch vor dem Zerlegen der Waffe wieder entfernt werden und haben Probleme mit den meisten Klappschäften.

## Zerlegen

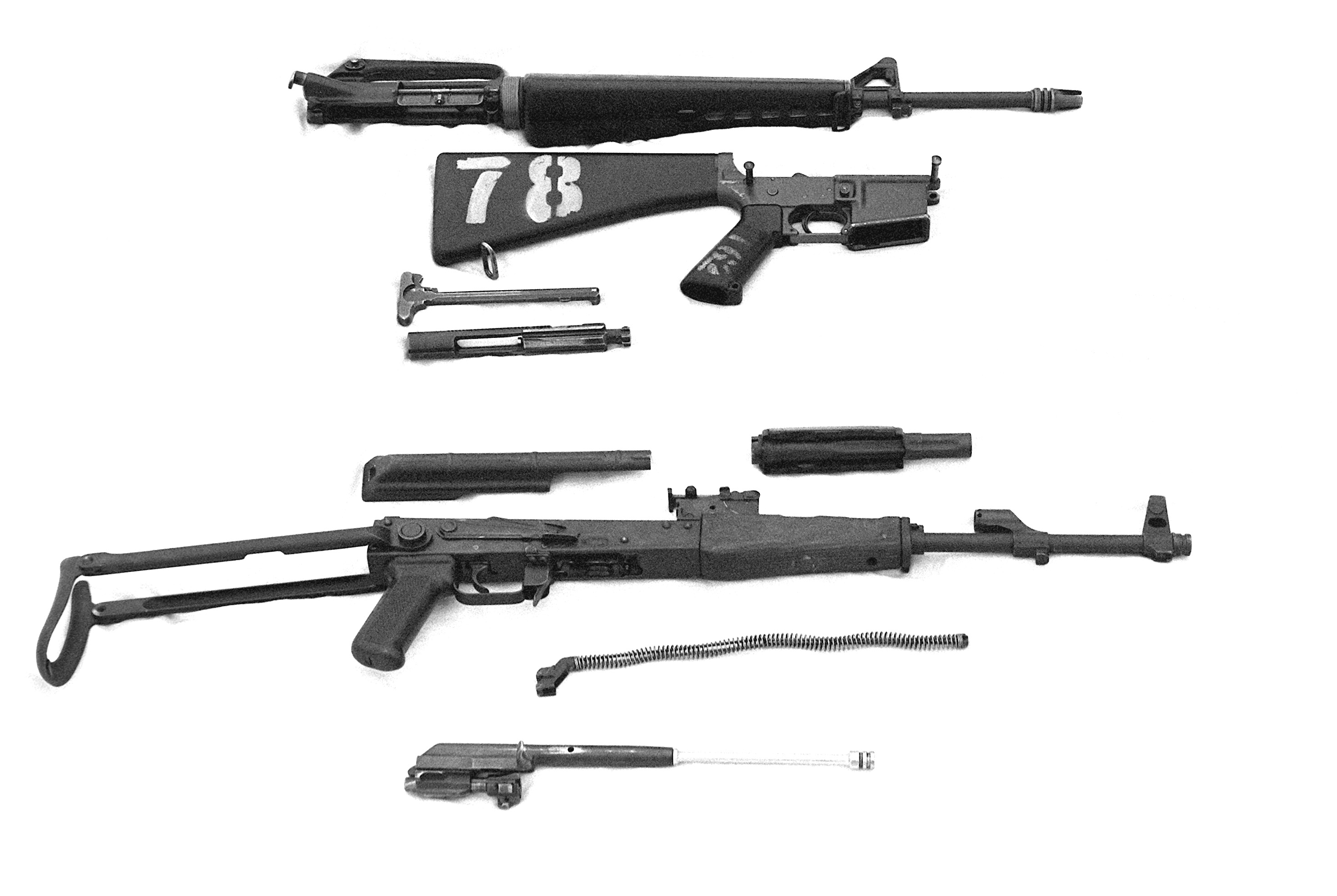
AKMS und M16 A1 zerlegt

Ein AK-47 kann ohne Werkzeug auseinandergenommen werden (sogenannter Field strip). Um ein AK-47 zu zerlegen, drückt der Schütze eine Sperre am oberen Gehäusedeckel und kann diesen entfernen. Wegen des Aufbaus der Waffe kann der Schütze nun alle wichtigen Funktionsteile der Waffe begutachten und eventuelle Störquellen ausmachen. Bei anderen Modellen ist oft ein Vielfaches an Handgriffen nötig, um eine solche Übersicht zu bekommen. Will der Schütze die Waffe weiter zerlegen, drückt er die Schließeinrichtung der Waffe in Richtung des Verschlusses, hebt die Schließeinrichtung aus ihrem Sockel und entfernt diese. Hierdurch kann der Schütze den Verschluss weiter nach hinten ziehen als sonst üblich und diesen am Ende des Waffengehäuses nach oben abheben. Da der Gaskolben fest mit dem Verschlussträger verbunden ist, wird dieser beim Entfernen des Verschlusses mit entfernt. Auf diese Weise lässt sich der Gaskolben schneller entfernen und einfacher reinigen als bei anderen Modellen. Der Verschlusskopf wird ebenfalls mit dem Verschlussträger aus der Waffe entfernt und kann mit einer leichten Drehung von diesem getrennt und gereinigt werden. Um den Gaszylinder zu reinigen, muss der Schütze einen Flügelhebel am Kimmenträgerblock lösen und kann darauf den Gaszylinder samt oberem Handschutz entfernen. Dies ist jedoch nur möglich, wenn vorher der Verschlussträger samt Gaskolben entfernt wurde. Weiteres Zerlegen des AK-47 ist nicht üblich und auch nur schwer durchführbar, da viele Funktionsteile entweder fest vernietet oder verstiftet sind.

## Populäre Fehleinschätzungen
Aufgrund verschiedener Ereignisse haben sich im Laufe der Zeit einige Vorurteile und Fehleinschätzungen über Waffen des Kalaschnikow-Systems festgesetzt, die sich bis heute hartnäckig halten.

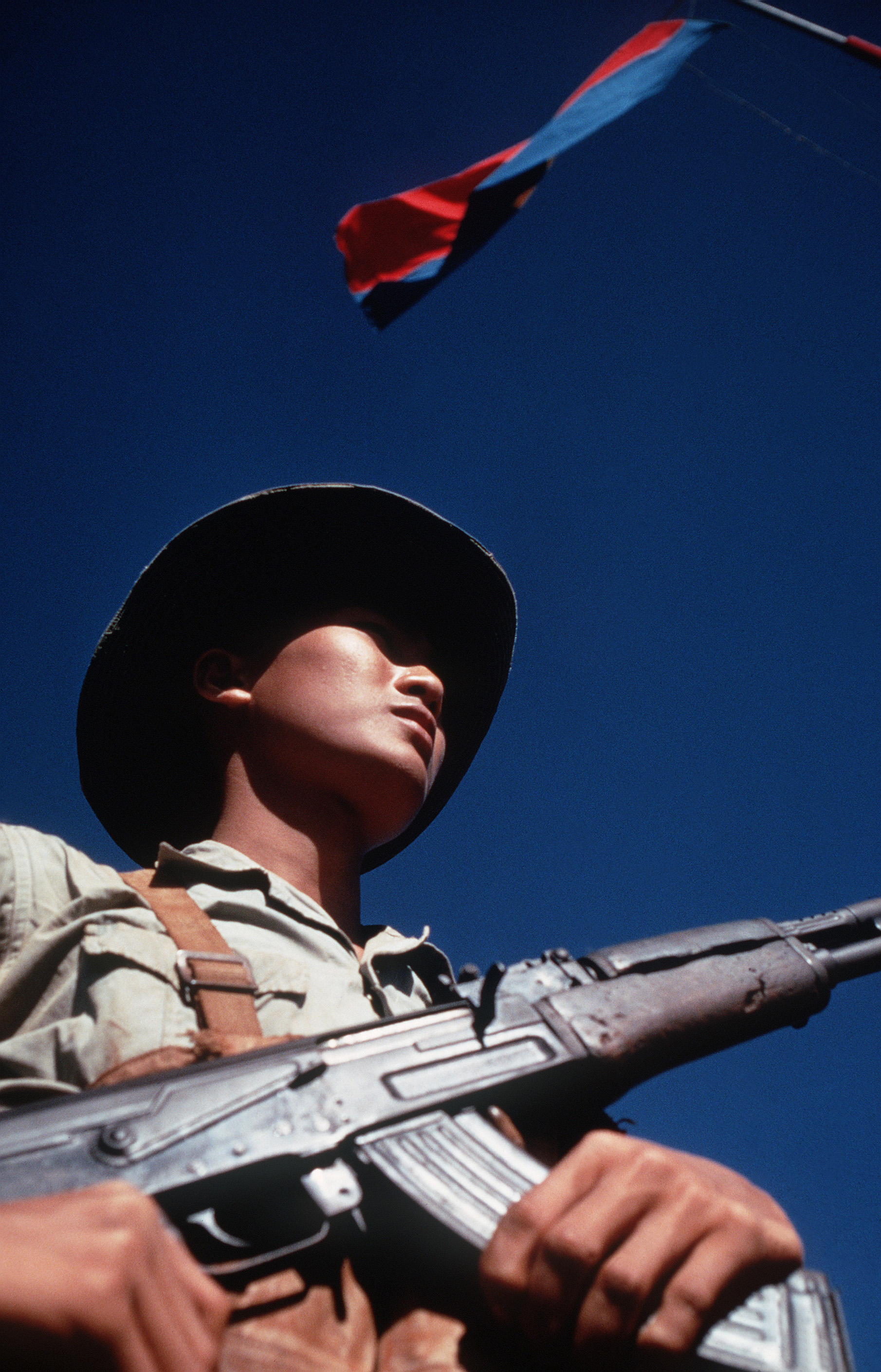
Soldat der Republik Südvietnam mit AK-47 Typ III

billig: Allgemein gilt vor allem das AKM als sehr günstige Waffe. Dies hängt jedoch damit zusammen, dass der internationale Waffenmarkt nach dem Zusammenbruch des Kommunismus mit verschiedensten Kalaschnikow-Modellen überschwemmt wurde, was die Preise deutlich abfallen ließ. In der Realität ist zum Beispiel das AKM nur dann günstig in der Fertigung, wenn man über eine entsprechend große Fabrikationsstätte verfügt und dort große Stückzahlen produziert. Als die bisher günstigste Schusswaffe gilt die FP-45 Liberator, als günstigste Maschinenpistole die Sten-MP und als günstigstes Sturmgewehr das Leader Dynamics T2 Mk.5.
ungenau: Viele Quellen unterstellen der Kalaschnikow eine mangelnde Präzision und geben deren effektive Reichweite mit unter 200 Metern an. Diese Annahme kommt vor allem daher, dass die meisten Kalaschnikow-Modelle nicht fabrikmäßig eingeschossen werden. Eine einwandfreie Präzision sowie Genauigkeit verlangt, dass der Schütze selbst oder optimal entsprechendes Fachpersonal die Waffe nach dem Erhalt mit einem Spezialwerkzeug einschießt und entsprechend feinjustiert. Dies wird jedoch vor allem von nicht staatlichen Kämpfern in der Regel nicht getan. Weitere Gründe sind schlecht gelagerte Munition und Waffen. Die Waffe gilt zwar als außerordentlich robust, dass sie nach einem Sturz oder bei Rostbefall noch schießt, bedeutet nicht, dass sie dies auch ausreichend präzise tut. Hinzu kommt noch oft der Fall, dass die Waffe von wenig bis gar nicht ausgebildeten Kämpfern geführt wird, die zudem noch dazu neigen, die Waffe im vollautomatischen Modus abzufeuern. Diese Eindrücke zusammen erschufen vor allem zur Zeit des Vietnamkrieges und später im Krieg gegen den Terror einen falschen Eindruck von der eigentlichen Leistung der Waffe. In der Realität ist eine eingeschossene unbeschädigte Kalaschnikow bei Einzelfeuer durchaus in der Lage, Ziele bis auf 400 Meter zu bekämpfen. Wahr ist jedoch, dass die Stabilität bei Dauerfeuer das gezielte Bekämpfen von Einzelzielen nur bei unter 100 Metern erlaubt.
zuverlässig: Weithin gilt die Kalaschnikow als weitgehend immun gegen Umwelteinflüsse wie Wasser, Sand oder Schlamm. Dies ist jedoch nur teilweise der Fall. Der Eindruck der Unverwüstlichkeit und ständigen Feuerbereitschaft bildete sich vor allem während des Vietnamkrieges aus, wo das AK-47 im starken Kontrast zum als anfällig empfundenen M16-Gewehr der US-Armee stand. Dabei wird jedoch oft übersehen, dass die Probleme des M16 eher durch eine schlechte Kommunikation gegenüber den Soldaten und eine ungünstige Umstellung des Treibmittels sowie nicht hartverchromter Laufinnenwände und Patronenkammern verursacht wurden. In der Realität hat die Kalaschnikow unter anderem ein starkes Problem mit Schlamm, der bei entsicherter Waffe leicht in das Gehäuseinnere eindringen kann. Wird eine der zwei großen Aussparungen im Schildzapfen von Schlamm blockiert, so ist die Waffe nicht in der Lage zu schließen und muss aufwändig zerlegt und gereinigt werden. Dafür sind Waffen des Kalaschnikow-Systems weniger anfällig gegen feinen und gröberen Sand sowie Wasser als vergleichbare Modelle.

## Angebliche Ähnlichkeit zum Sturmgewehr 1944

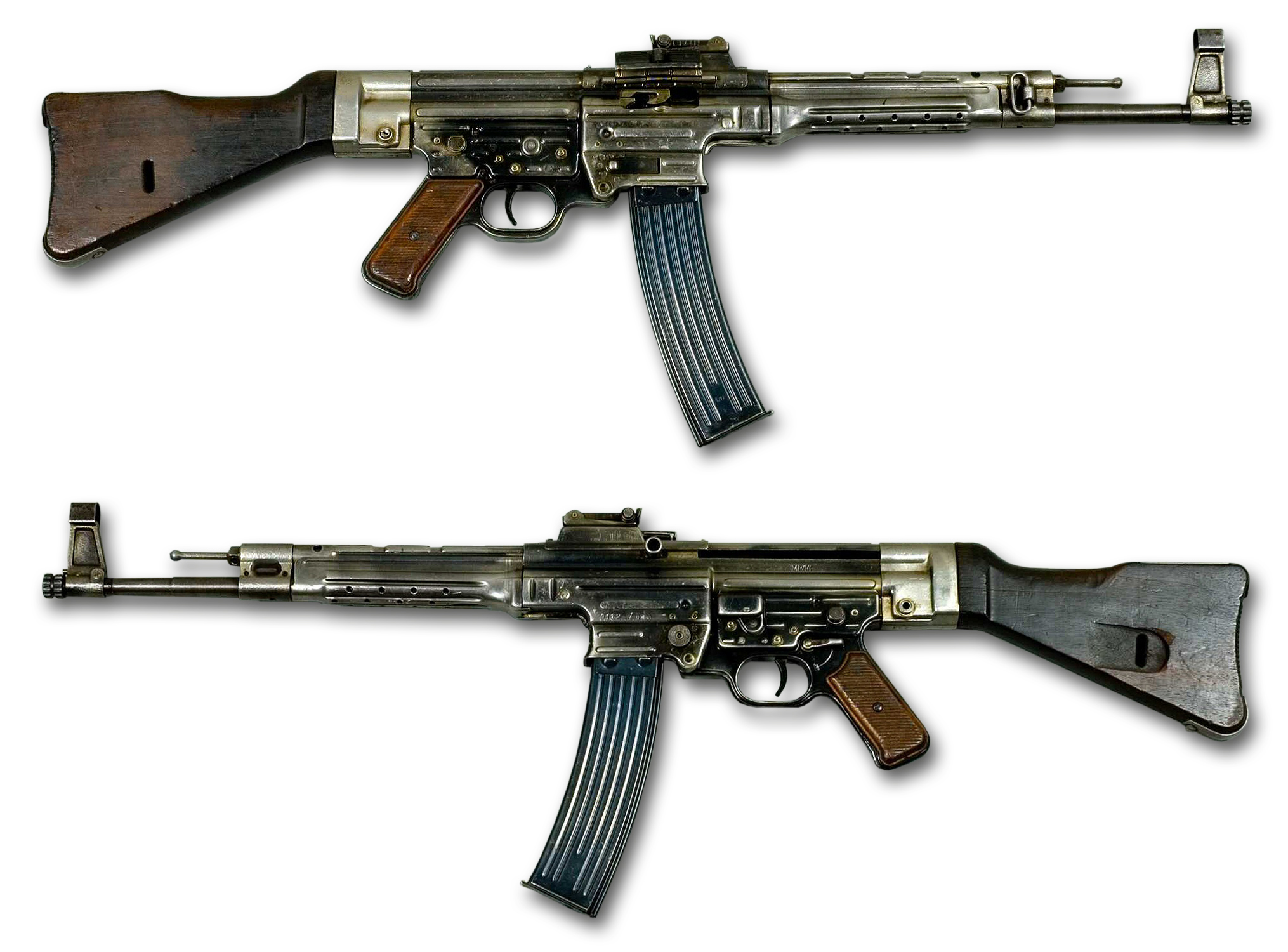
Sturmgewehr 44 / MP44

Vor allem wegen der für unkundige Augen großen Ähnlichkeit der äußeren Silhouette der beiden Modelle wird oft die These vertreten, dass das AK-47 entweder eine Weiterentwicklung oder eine Kopie des deutschen Sturmgewehr 44 sei. Das Spektrum dieser Behauptung reicht von bloßer Unwissenheit bis zu ausgefeilten Theorien, nach denen Hugo Schmeisser der eigentliche Urheber des AK-47 sei. Dabei werden jedoch einige wichtige Punkte nicht berücksichtigt oder unterschlagen. So arbeiten beide Modelle in den meisten wichtigen Punkten nach unterschiedlichen Prinzipien:
Verschluss: Das Stg.44 verwendet einen Kippblockverschluss mit hinterer Abstützfläche, ähnlich den sowjetischen Selbstladegewehren Tokarew SWT38 und SWT40. Das AK-47 verwendet einen Drehkopfverschluss mit zwei Verriegelungswarzen.
Magazinschacht: Beim Stg.44 werden Magazine gerade in einen tiefen Schacht geschoben. Beim AK-47 werden sie in die untere Wanne eingekippt.
Magazinsperre: Beim Stg.44 werden Magazine per Querbolzen gehalten und können auf der linken Gehäuseseite gelöst werden. Beim AK-47 werden sie von einer Kippsperre gehalten und können beidseitig gelöst werden.
Ladehebel: Beim Stg.44 befindet sich der Verschlussspannbehel auf der linken Gehäuseseite. Beim AK-47 befindet sich dieser auf der rechten Gehäuseseite.
Sicherung: Das Stg.44 wird auf der linken Gehäuseseite mit einem Schalthebel gesichert. Das AK-47 wird auf der rechten Gehäuseseite mit einem Flügelhebel gesichert.
Feuerwahl: Das Stg.44 hat eine von der Sicherung getrennte Feuerwahl per Querbolzen. Das AK-47 besitzt eine kombinierte Sicherung und Feuerwahl.
Unterbrecher: Beim Stg.44 arbeitet ein Umschaltunterbrecher je nach Feuermodus als Halb- oder Vollautomatik-Unterbrecher. Das AK-47 besitzt zwei getrennte Unterbrecher, je nach Feuermodus werden sie jeweils deaktiviert.
Auswerfer: Der Auswerfer des Stg.44 befindet sich federgelagert und beweglich im Verschlusskopf. Der Auswerfer des AK-47 ist Teil des Waffengehäuses und unbeweglich.
Zündstiftschutz: Beim Stg.44 kann der Hammer den Zündstift bei nicht geschlossener Position dadurch nicht erreichen, dass Verschlusskopf und Träger getrennt werden. Beim AK-47 wird der Zündstift dadurch geschützt, dass eine Nase am Verschlussträger sich über das Verschlusskopfende schiebt, wenn der Verschluss nicht verriegelt ist.
Schließfeder: Befindet sich beim Stg.44 in der Schulterstütze und presst gegen das hinterste Ende des Verschlussträgers. Beim AK-47 sitzt diese im oberen Waffengehäuse und ragt teleskopartig in den Verschlussträger hinein.
Staubschutzklappe Das Stg.44 besitzt eine vor dem Auswurffenster durch Schenkelfedern gespannte Staubschutzklappe, die bei der Rückwärtsbewegung des Verschlusses automatisch nach oben springt. Die Klappe kann danach wieder manuell geschlossen werden. Beim AK-47 dient der Feuerwahlhebel in seiner obersten Stellung als Staubschutzklappe, welche die Verschlussbahn abdeckt. Bei hochgeklapptem Feuerwahlhebel kann das AK-47 nicht abgefeuert oder durchgeladen werden. Der Feuerwahlhebel dient also gleichzeitig als Sicherungshebel.
Auch die Baugruppen sind anders aufgebaut, so besteht das Stg.44 nicht aus einer Wanne, in der alle wichtigen Funktionsteile untergebracht sind, sondern ist als eine Art Röhre aufgebaut. Diese wird quasi von der Schulterstütze verschlossen. Wird diese abgenommen, kann das Abzugsgehäuse nach unten abgeklappt und entnommen werden. Die Hauptbaugruppe bildet beim Stg.44 das obere Gehäuse und nicht das untere wie beim AK-47. Alleine der Gaskolben, die Anordnung der Visierung und die Art wie Mündungsaufsätze befestigt werden, ähneln dem Stg.44. Bei genauer Betrachtung aller Waffen aus dem Zeitraum der Entwicklung des AK-47 lässt sich jedoch feststellen, dass vor allem ältere russische sowie amerikanische Waffen einen großen Einfluss auf die Entwicklung des AK-47 hatten. So wurden das Gas- und Verschlusssystem sowie die Abzugsgruppe stark vom amerikanischen M1 Garand geprägt, wobei Magazinschloss und Staubschutzklappe vom Remington Model-8 stammen.
Vermeintlich gestützt wird die Theorie einer deutschen Urheberschaft des AK-47 unter anderem dadurch, dass Hugo Schmeisser wie viele andere deutsche Konstrukteure nach dem Ende des Zweiten Weltkrieges in die Sowjetunion deportiert und dort in der Rüstungsindustrie eingesetzt worden war. Dabei wird jedoch vergessen, dass die sowjetische Führung besonders mit der Mitarbeit von Schmeisser äußerst unzufrieden war und die Entwicklung des AK-47 unter strenger Geheimhaltung vorgenommen wurde. Außerdem befand sich das Konstruktionsbüro Kalaschnikow vor dem Umzug nach Ischewsk in Kowrow, wo der Großteil der Entwicklung des AK-47 erfolgte. Im Gegensatz zu der angeblich ungenügenden Mitarbeit steht aber die Tatsache, dass im Jahr 1952, als alle übrigen deutschen Spezialisten zurückkehren durften, Schmeissers Aufenthalt in der Sowjetunion aber kurzfristig um ein halbes Jahr verlängert wurde, sodass er erst am 9. Juni 1952 wieder nach Deutschland zurückkehrte, wo er ein Jahr später starb.

## Rolle im illegalen Waffenhandel

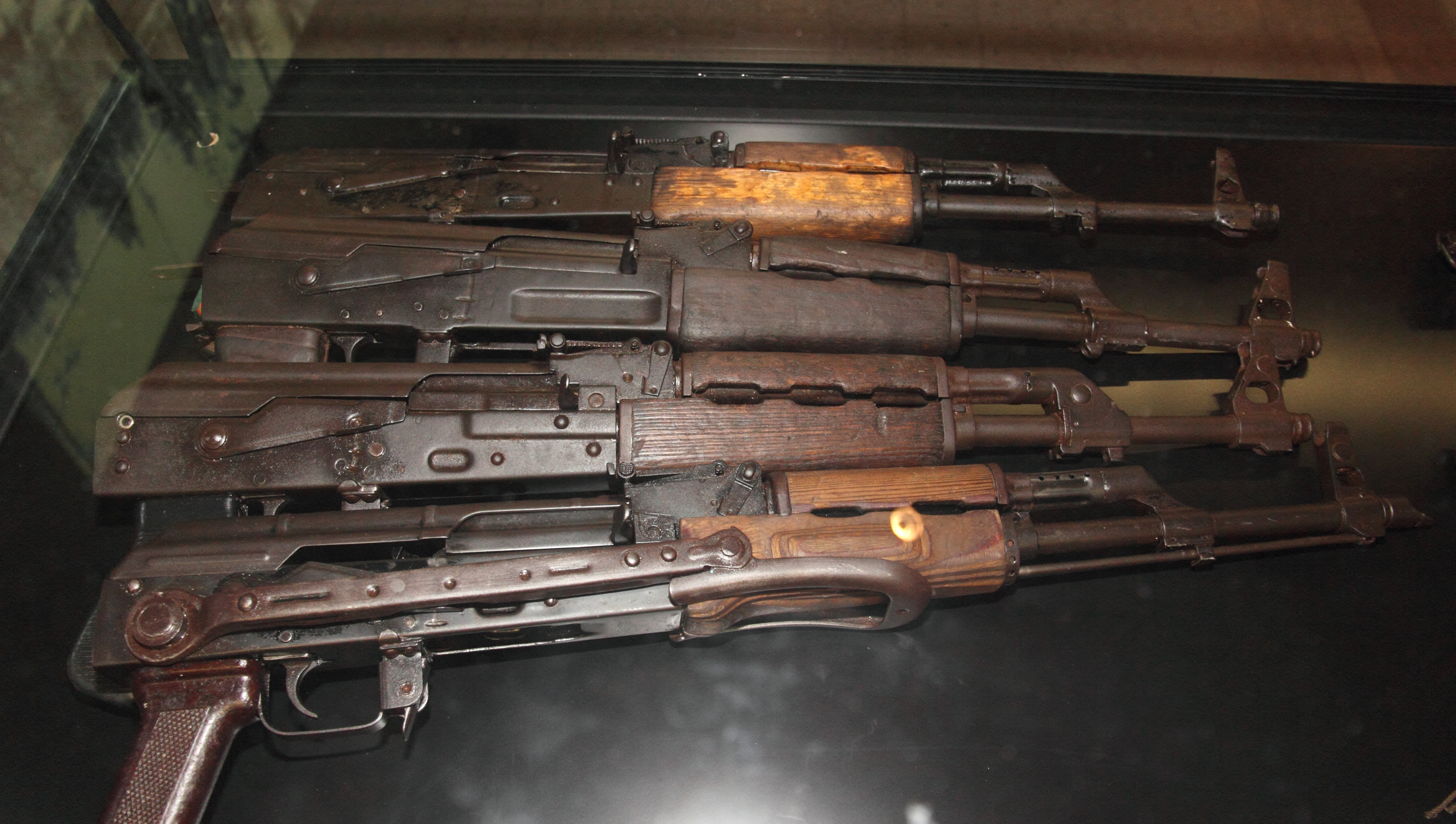
Beschlagnahmte Kalaschnikows: AKM, AK-47 Typ III, M70B2, AKMS

Nach dem Zusammenbruch der Sowjetunion und den mit der Jelzin-Ära verbundenen Umwälzungen gelangten großen Mengen an militärischem Material in Umlauf. Da sich zu der Zeit in anderen Ländern des ehemaligen Ostblocks ähnliches abspielte, fanden vor allem eingelagerte AKM und Äquivalente ihren Weg durch Umwege auf die Schlachtfelder der 1990er-Jahre. So wurden Teile Afrikas regelrecht mit billigen Handfeuerwaffen und der dazugehörigen Munition überschwemmt.

## Kultureller Einfluss
Ihre einfache Bedienung und ihre relative Robustheit machten die Kalaschnikow zu einer idealen Waffe für den ab Mitte der 1950er-Jahre immer wichtiger werdenden politischen Guerilla-Krieg. So wurde das Gewehr für viele ein Symbol für Revolution oder den nationalen Widerstand. Einige Organisationen und sogar Staaten setzten es auf ihre Flaggen, Wappen oder Logos.

Flagge Mosambiks

Flagge von Mosambik: Zeigt ein AK-47, verkreuzt mit einer Hacke über einem Buch.
Wappen von Burkina Faso: Zeigte von 1984 bis 1997 ein AK-47, ebenfalls verkreuzt mit einer Hacke über einem Buch.
Wappen von Osttimor: Zeigt ein AK-47, verkreuzt mit einem Pfeil über einem Bogen und unter einem Buch.
Wappen von Simbabwe: Zeigt hinter dem Schild ein AK-47, gekreuzt mit einer Hacke.
Flagge der Fatah: Zeigt eine Faust mit einem AK-47, gekreuzt von einer Faust die ein M4 Sturmgewehr hält.
Flagge der Hisbollah: Zeigt eine emporgereckte Faust mit einem AK-47 in der Hand vor einem Globus.
Flagge von Ansar Dine: Zeigt ein AK-47, verkreuzt mit einem Schwert unter dem Koran.
Flagge des Syrischen Widerstandsrats: Zeigt zwei verkreuzte AKM vor einem roten Stern.
Flagge der TIKKO (Türkei): Zeigt zwei nach oben gerichtete AKS-74 auf einem goldenen Stern.
Wappen der FARC-EP: Zeigt zwei verkreuzte AK-47 in den Landesgrenzen von Kolumbien unter einem Buch.
Wappen der New Peoples Army (Philippinen): Zeigt ein seitenverkehrtes AKS-47 zusammen mit Speeren in einem Dreieck.
Flagge der Rapid Support Forces: Zeigt eine AK-47, ein Pfeil und ein Schwert.

Flagge der
Queer Insurrection and Liberation Army

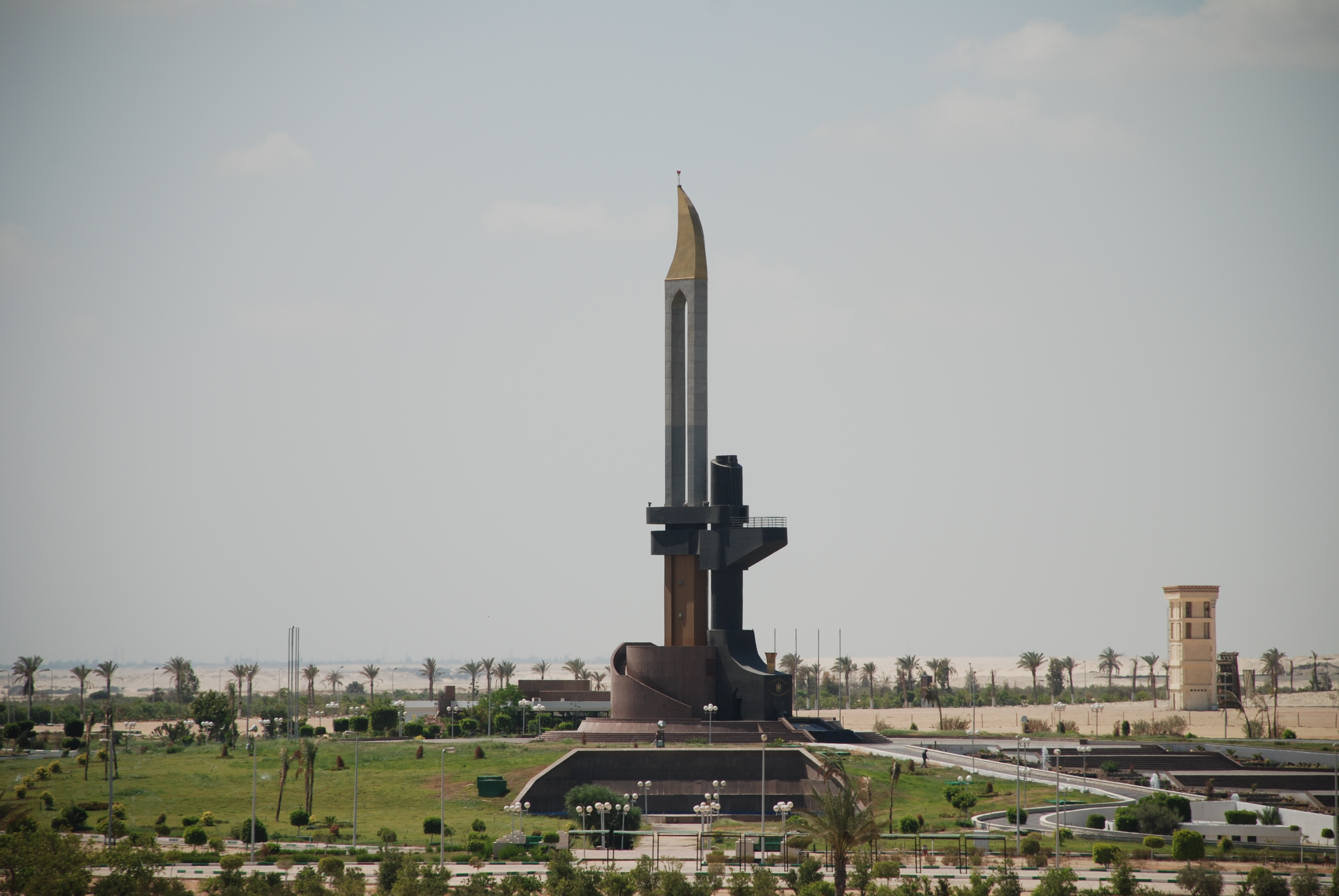
Denkmal zum Kampf um Ismailia in Ägypten

Flagge der The Queer Insurrection and Liberation Army: Zeigt ein AKM auf rosa Hintergrund unter einem Anarchiesymbol.
Jedoch wurde die Kalaschnikow nach dem Zusammenbruch der Sowjetunion und dem damit verbundenen Waffenschmuggel auch zunehmend ein Symbol für organisierte Kriminalität, vor allem in Mexiko und den Vereinigten Staaten von Amerika. In Mexiko erfreut sich die Waffe vor allem großer Beliebtheit bei Drogenkartellen. In den USA wurde das „AK-47“ vor allem ein Synonym für die angestiegene Ganggewalt in Stadtteilen wie zum Beispiel von LA South Central. So ließ sich der Rapper Tupac Shakur „2Pac“ ein AKS-74 über den Schriftzug „Thug Life“ (dt. das Leben eines Gangsters) auf den Bauch tätowieren.
In der Popkultur taucht die Kalaschnikow in über 100 Filmen auf, einen besonderen Platz bekam sie im Film Lord of War (deutsch Kriegsherr) mit Nicolas Cage, dessen Figur Jury Orlov in einem fast einminütigen Monolog die Vorzüge der Waffe und deren unrühmliche Rolle im illegalen Waffenhandel erläutert.

Der russische Film AK-47 – Kalaschnikow zeigt einen Ausschnitt aus dem Leben Michail Kalaschnikows und die Geschichte der Entstehung der Waffe.
Auch spielt das AK-47 in den meisten Videospielen der Kategorie Ego-Shooter eine große Rolle. So tauchen Kalaschnikows in Teilen der Counter-Strike-, Call-of-Duty- und Battlefield-Reihe auf. Dort werden die meist nach dem Vorbild des AKM modellierten Waffen fälschlicherweise häufig im Bildschirmtext als AK-47 bezeichnet.